# Sylt

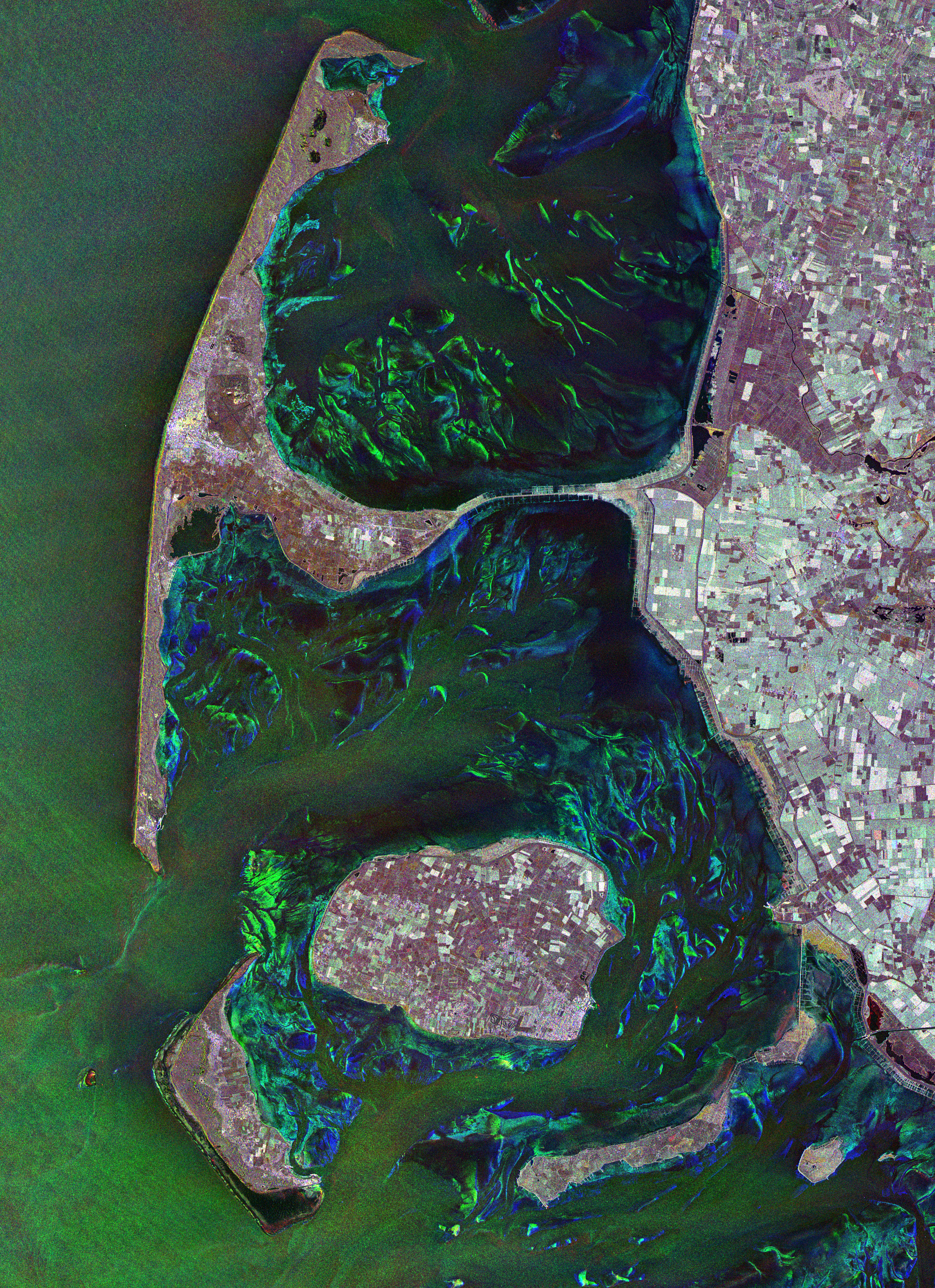
Deutsches Zentrum für Luft- und Raumfahrt: Satellitenfoto der Inseln Amrum, Föhr und Sylt, Oktober 2007

Sylt (dänisch Sild, nordfriesisch Söl) ist die größte nordfriesische Insel. Sie erstreckt sich in Nord-Süd-Richtung vor der Nordseeküste Schleswig-Holsteins und Dänemarks. Bekannt ist die nördlichste deutsche Insel vor allem durch ihre Kurorte Westerland, Kampen und Wenningstedt, für verbreitetes Nacktbaden und durch den circa 40 Kilometer langen Weststrand.

## Geografie

### Lage

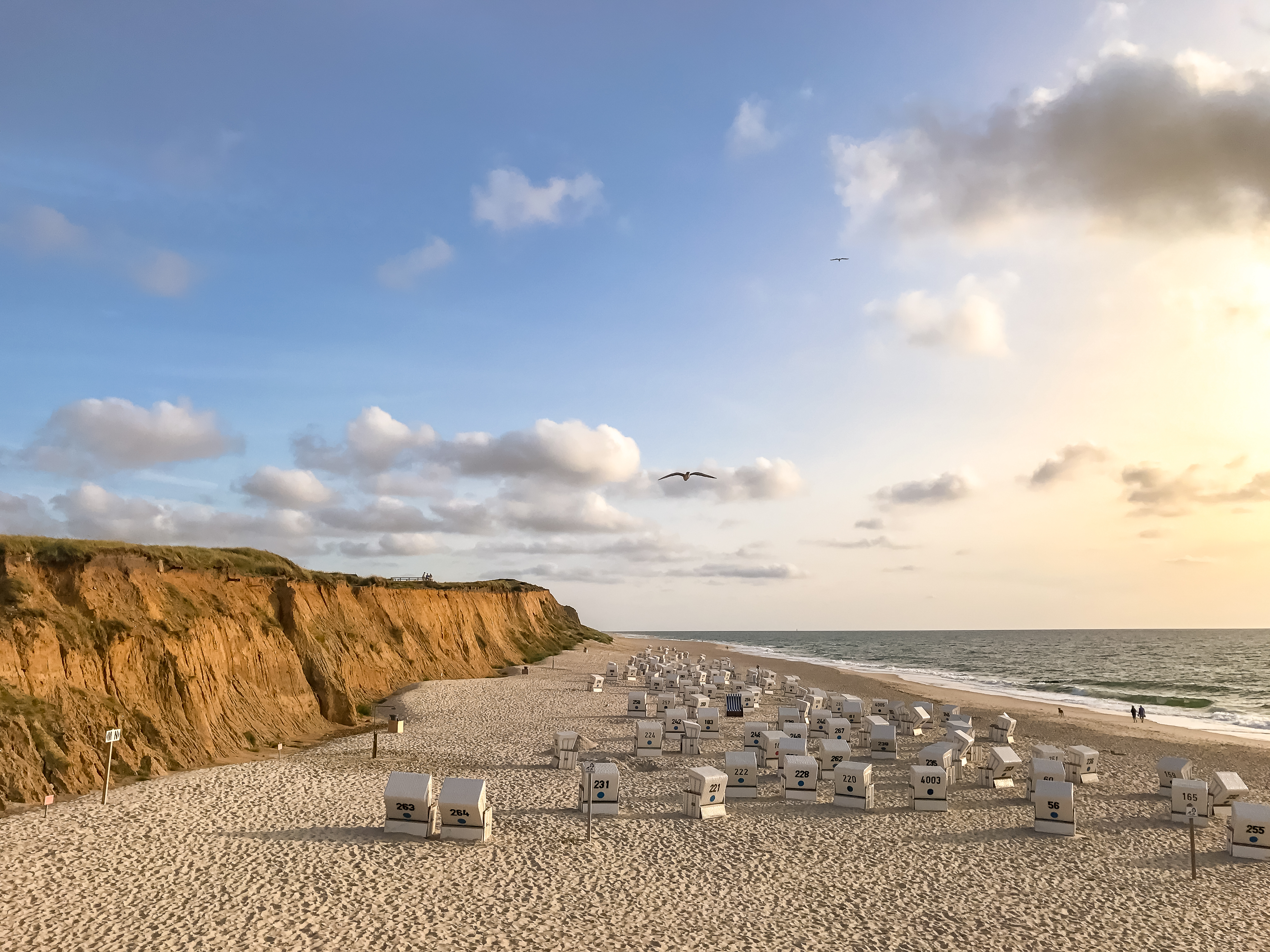
Blick auf das Rote Kliff bei Kampen

Sylt ist mit 99,14 Quadratkilometern nach Rügen, Usedom und Fehmarn die viertgrößte Insel Deutschlands und die größte deutsche Nordseeinsel. Sylt liegt zwischen 9 und 16 Kilometer vor der Küste des Festlands, mit dem sie seit 1927 über den elf Kilometer langen Hindenburgdamm verbunden ist. Südöstlich von Sylt befinden sich die Inseln Amrum und Föhr, nördlich liegt die dänische Insel Rømø. In der Nähe der Sylter Nordspitze liegt die Insel Uthörn.
Sylt erstreckt sich über 38,0 Kilometer in Nord-Süd-Richtung und ist im Norden, am Königshafen bei List auf Sylt, nur etwa 320 Meter breit. An ihrer breitesten Stelle, von Westerland im Westen bis zur Nössespitze bei Morsum im Osten, misst sie 12,6 Kilometer. Der südliche Teil der Insel ist ebenfalls schmal. An der West- und Nordwestseite Sylts erstreckt sich ein knapp 40 Kilometer langer Sandstrand, zur Ostseite liegt das Wattenmeer, das zum Nationalpark Schleswig-Holsteinisches Wattenmeer gehört und bei Niedrigwasser weitgehend trockenfällt.

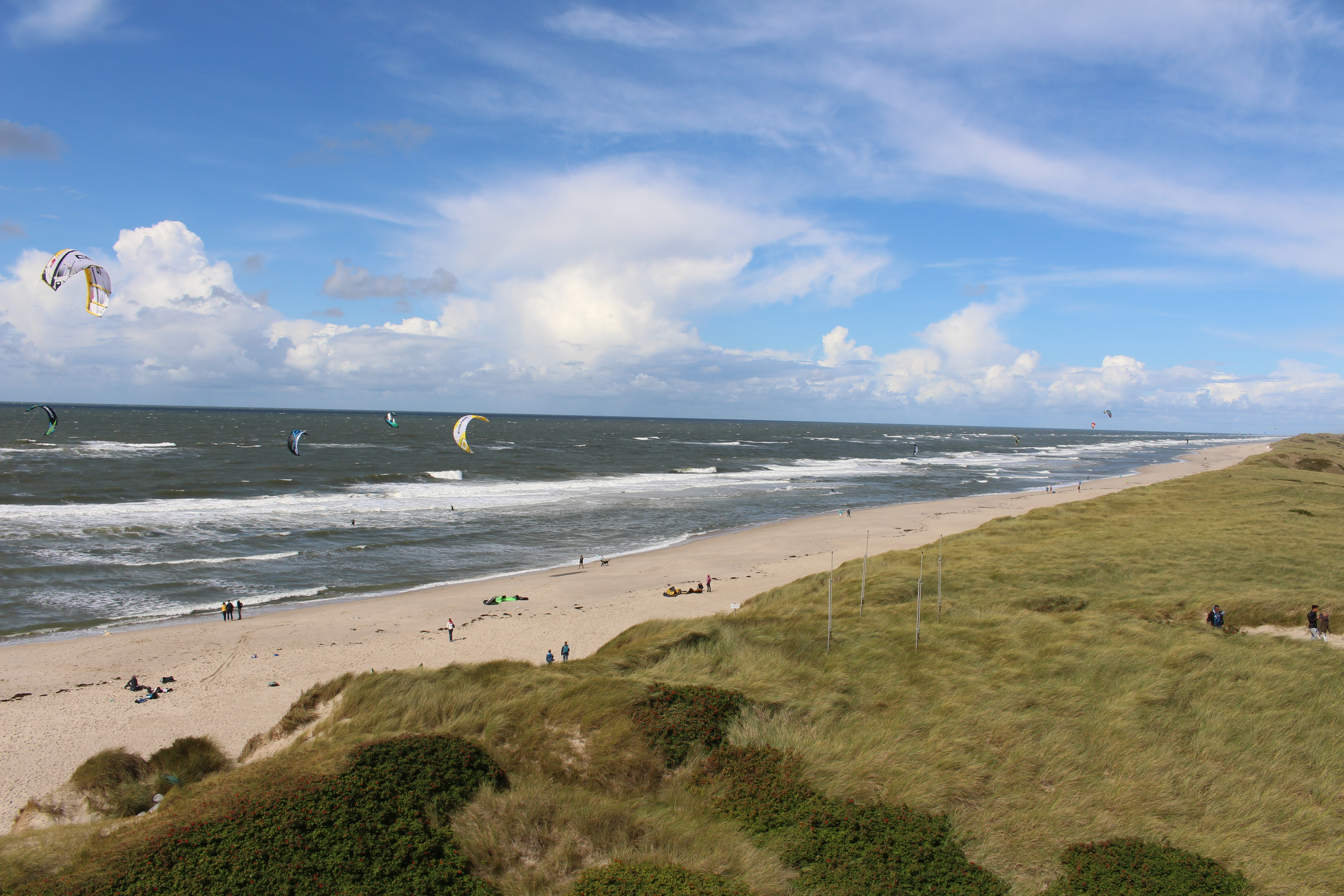
Typische Küstenlandschaft auf Sylt

Die Form der Insel ist fortgesetzten Veränderungen unterworfen. Wegen ihrer exponierten Lage in der Nordsee kommt es zu kontinuierlichen Landverlusten bei Sturmfluten. Der nördliche und der südliche Nehrungshaken der Insel bestehen ausschließlich aus Sandablagerungen, während der Mittelteil der Insel im Bereich der ehemaligen Gemeinden Westerland, Wenningstedt und Sylt-Ost auf einem Geestkern ruht, der von See aus in Form des Roten Kliffs sichtbar ist. Der dem Wattenmeer zugewandte Teil des Geestkerns geht im Bereich der ehemaligen Gemeinde Sylt-Ost in relativ fruchtbares Marschland über. Nach heute als gesichert angesehenen Quellen ist Sylt seit der Zweiten Marcellusflut von 1362 eine Insel. Ihre höchste Erhebung ist die Uwe-Düne in Kampen mit 52,5 m ü. NHN.

### Klimatische Verhältnisse

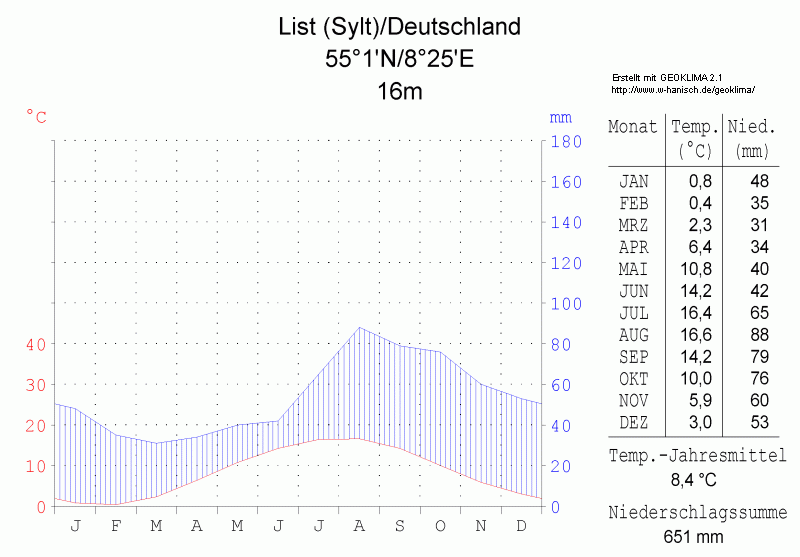
Klimadiagramm von List auf Sylt

Auf Sylt herrscht ein vom Golfstrom beeinflusstes Seeklima. Die Wintermonate sind mit durchschnittlich etwa 2 °C etwas milder als auf dem benachbarten Festland, die Sommermonate dagegen mit durchschnittlich 17 °C, trotz längerer Sonnenscheindauer, etwas kühler. Im Jahresdurchschnitt hat Sylt täglich 4,6 Stunden Sonnenschein.
Die Jahresmitteltemperatur liegt bei 8,7 °C. Der Wind weht im Jahresdurchschnitt mit 6,7 m/s vorwiegend aus westlichen Richtungen. Die Jahresniederschlagsmenge liegt bei rund 734 mm bzw. 747 mm. Aktuelle Klima- und Wetterdaten liefern seit 1937 die mittlerweile automatisierte nördlichste Wetterstation des Deutschen Wetterdienstes auf einer Düne bei List und einige Stationen kommerzieller Wetterbeobachter wie MeteoGroup Schweiz, ebenfalls in List.
|                       | Jan  | Feb  | Mär | Apr | Mai  | Jun  | Jul  | Aug  | Sep  | Okt  | Nov | Dez |   |      |
| Mittl. Tagesmax. (°C) | 2,6  | 2,6  | 4,8 | 8,9 | 14,1 | 17,2 | 18,5 | 19,1 | 16,3 | 12,4 | 7,9 | 4,5 | ⌀ | 10,8 |
| Mittl. Tagesmin. (°C) | −0,9 | −1,0 | 0,8 | 3,5 | 8,0  | 11,5 | 13,4 | 13,9 | 11,7 | 8,5  | 4,2 | 0,9 | ⌀ | 6,2  |
|                       |      |      |     |     |      |      |      |      |      |      |     |     |   |      |
| Niederschlag (mm)     | 57   | 35   | 45  | 40  | 42   | 56   | 62   | 72   | 83   | 89   | 94  | 72  | Σ | 747  |
|                       |      |      |     |     |      |      |      |      |      |      |     |     |   |      |
| Sonnenstunden (h/d)   | 1,5  | 2,4  | 3,9 | 5,8 | 7,8  | 8,0  | 7,4  | 7,4  | 4,8  | 3,2  | 1,8 | 1,4 | ⌀ | 4,6  |
|                       |      |      |     |     |      |      |      |      |      |      |     |     |   |      |
| Regentage (d)         | 12   | 8    | 10  | 9   | 8    | 9    | 11   | 11   | 13   | 13   | 16  | 13  | Σ | 133  |
|                       |      |      |     |     |      |      |      |      |      |      |     |     |   |      |
| Wassertemperatur (°C) | 4    | 3    | 4   | 6   | 10   | 13   | 16   | 17   | 15   | 13   | 9   | 6   | ⌀ | 9,7  |
|                       |      |      |     |     |      |      |      |      |      |      |     |     |   |      |
| Luftfeuchtigkeit (%)  | 90   | 88   | 86  | 81  | 77   | 76   | 78   | 77   | 79   | 84   | 86  | 88  | ⌀ | 82,5 |

| −0,9 |

| −1,0 |

| 0,8 |

| 3,5 |

| 8,0 |

| 11,5 |

| 13,4 |

| 13,9 |

| 11,7 |

| 8,5 |

| 4,2 |

| 0,9 |

| −0,9 |

| −1,0 |

| 0,8 |

| 3,5 |

| 8,0 |

| 11,5 |

| 13,4 |

| 13,9 |

| 11,7 |

| 8,5 |

| 4,2 |

| 0,9 |

| N i e d e r s c h l a g | 57  | 35  | 45  | 40  | 42  | 56  | 62  | 72  | 83  | 89  | 94  | 72  |
|                         | Jan | Feb | Mär | Apr | Mai | Jun | Jul | Aug | Sep | Okt | Nov | Dez |

### Formung und Bedrohung durch das Meer

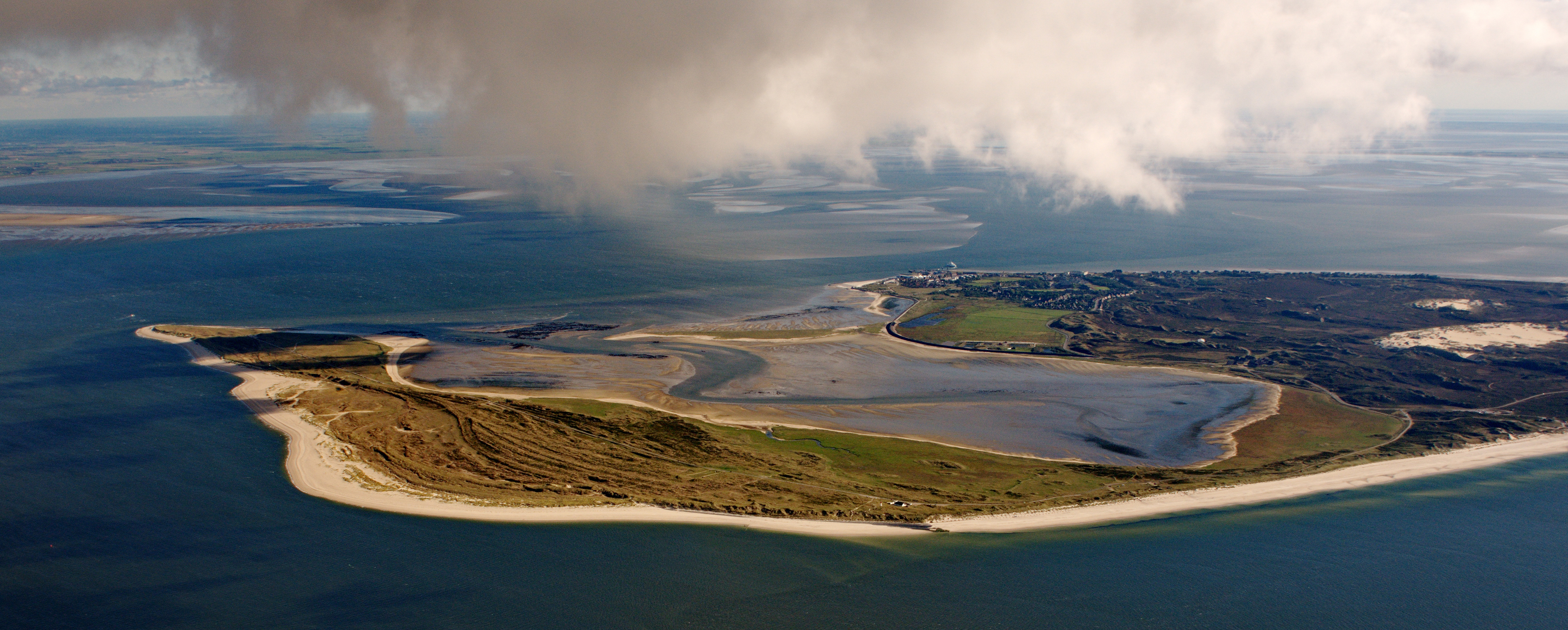
Ellenbogen

Die Insel Sylt in ihrer jetzigen Gestalt existiert erst seit etwa vierhundert Jahren. Sie entstand wie die Festlandgeest aus Altmoränen und hat deshalb einen Geschiebemergelkern, der heute in der Mitte und im Westen der Insel mit Kliff, Dünen und Sandstrand sichtbar ist. Dieser Geestkern erodierte, nachdem ihn der Anstieg des Meeresspiegels vor 8000 Jahren der starken Strömung entlang des steilen Inselsockels aussetzte. Dabei lagerten sich die Sedimente südlich und nördlich an. Die Westkante, die ursprünglich zehn Kilometer vor der heutigen Küste lag, verlagerte sich so stetig nach Osten, während gleichzeitig die Insel im Norden wie im Süden länger wurde. Um diesen Geestkern lagerte sich nach der letzten Eiszeit Marschland an.
Zwar wird Sylt bereits 1141 als Insel bezeichnet, doch gehörte sie vor der ersten Großen Mandränke 1362 zu einer von Prielen durchzogenen Landschaft und war zumindest bei Niedrigwasser trockenen Fußes vom Festland erreichbar. Vermutlich erst nach dieser Flut entwickelte sich durch die Bildung von Nehrungshaken aus dem von den Meeresströmungen verdrifteten abgetragenen Material die gegenwärtige charakteristische Gestalt. Dabei waren und sind besonders die nördlichen und südlichen Enden der Insel großen Veränderungen unterworfen. So war Listland im 14. Jahrhundert für einige Zeit vom Rest der Insel getrennt, und durch die Entstehung des Ellenbogens versandete der Königshafen bei List ab der zweiten Hälfte des 17. Jahrhunderts.

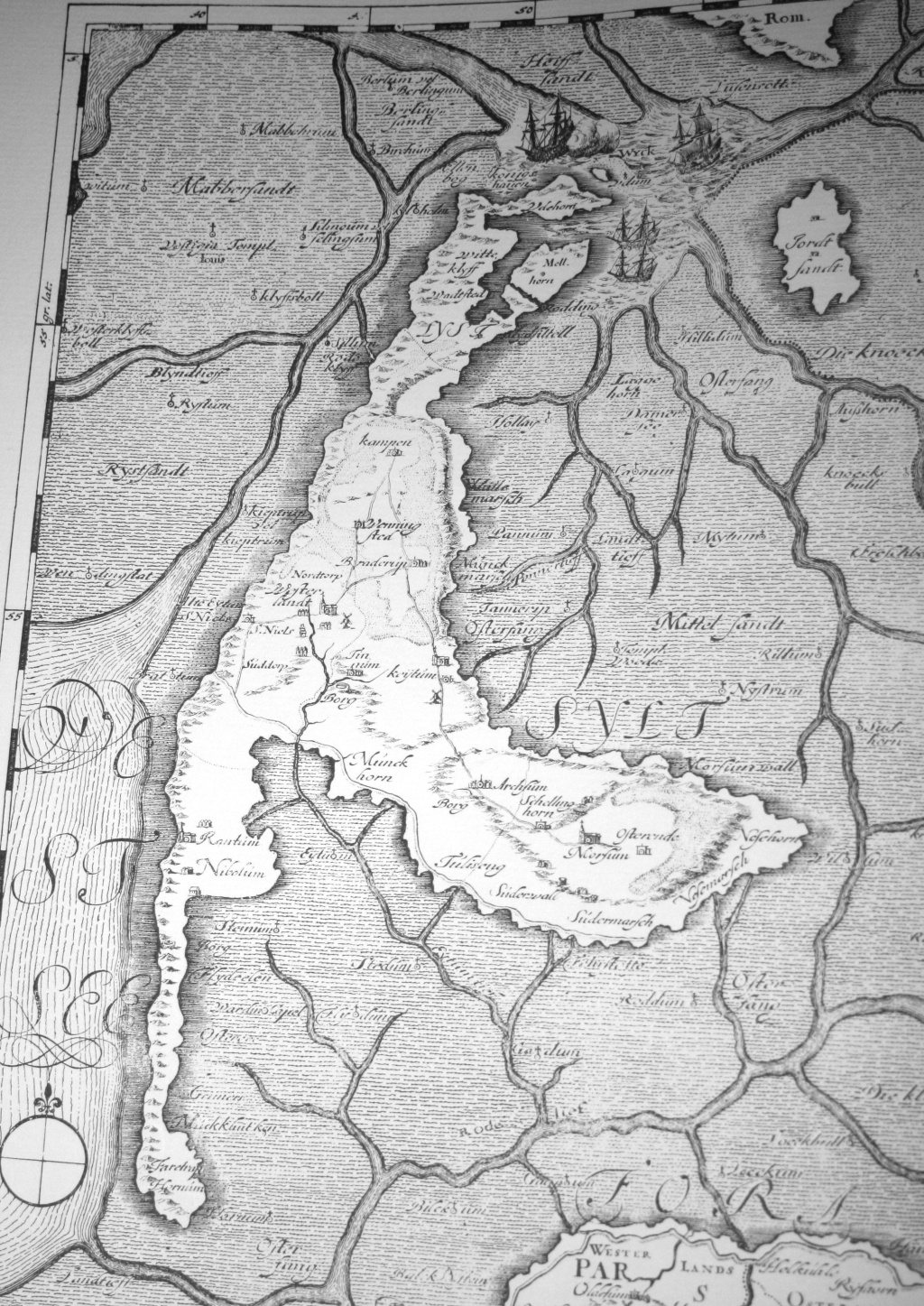
Sylt auf einer Karte des Johannes Mejer von 1648. Gut zu erkennen sind der Königshafen bei List und die heute untergegangenen damaligen Kirchspiele, darunter die alte Kirche von Eidum.

Zusätzlich zum schleichenden Landschwund belastete die Einwohner während der sogenannten Kleinen Eiszeit der Sandflug. Die nach Osten wandernden Dünen bedrohten Land und Siedlungen, weshalb sie ab dem 18. Jahrhundert durch die Bepflanzung mit Strandhafer befestigt wurden. Das hatte jedoch zur Folge, dass abbrechendes Material vermehrt abdriftete und die Inselsubstanz weiter abnahm.
Ab 1870 existieren Aufzeichnungen des jährlichen Küstenrückgangs. Demnach verlor Sylt in den Jahren 1870–1951 jährlich durchschnittlich 0,4 Meter im nördlichen und 0,7 Meter im südlichen Küstenabschnitt. 1951 bis 1984 steigerte sich die Rate auf 0,9 bzw. 1,4 Meter, während die Küstenlinie an den Inselenden bei Hörnum und List noch größeren Veränderungen unterworfen ist.
Durch schwere Sturmfluten in den letzten Jahrzehnten ist Sylt immer wieder in Gefahr, auseinanderzubrechen. So trennte die Sturmflut 1962 Hörnum vorübergehend vom Rest der Insel. Besonders gefährdet ist dabei eine nur rund 500 Meter breite Schmalstelle südlich von Rantum.

### Anstieg Meeresspiegel
Die Nordseeküste besitzt eines der dichtesten Pegel-Netzwerke der Welt, dessen Daten 100 Jahre und mehr zurückreichen. An Pegeln wird die sogenannte relative Meeresspiegeländerung gemessen, d. h. die Veränderung des Meeresspiegelniveaus im Verhältnis zum angrenzenden Land. Seit 1992 sind Satelliten in der Lage, die geozentrischen oder absoluten Veränderungen des Meeresspiegels im Verhältnis zum Erdmittelpunkt zu bestimmen. Der stärkste relative Meeresspiegelanstieg in der Nordsee ereignete sich seit Beginn der Satellitenbeobachtung mit 6,6 mm/Jahr bei Hörnum auf Sylt. Global hat sich die Rate des Anstieg (AR6) seit 1970 fast verdreifacht. Bis zum Ende des Jahrhunderts kommen weitere 30 bis 80 Zentimeter dazu.

### Küstenschutz

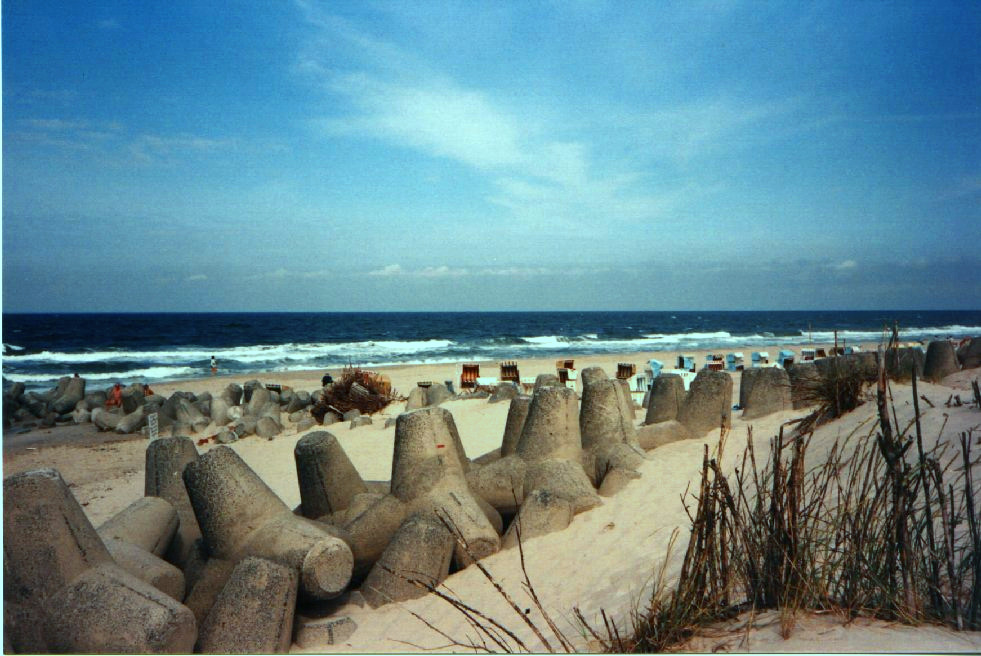
Tetrapoden am Strand von Hörnum

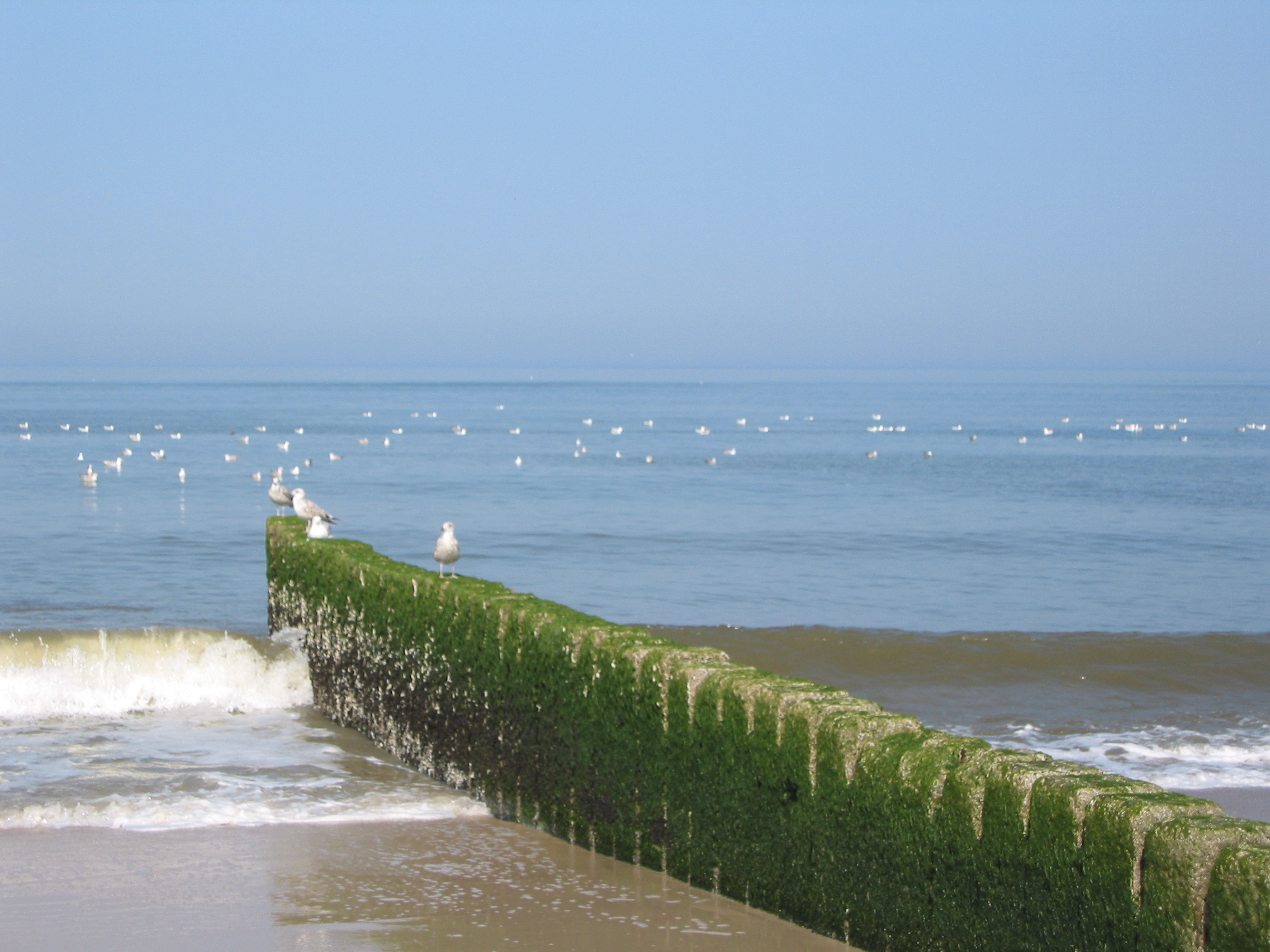
Eine Stahlbetonbuhne bei Westerland

Als Küstenschutzmaßnahmen gegen die stetige Erosion wurden schon im 19. Jahrhundert Buhnen aus Holzpfählen errichtet. Diese rechtwinklig zur Küste in die See hinein gebauten Anlagen wurden später von Metall- und schließlich von Stahlbetonbuhnen abgelöst. Doch erzielten diese Bauwerke langfristig nicht den gewünschten Erfolg. Sie können die durch Querströmungen verursachte Erosion nicht stoppen, da die auf der wind- und strömungsabgewandten Seite einer Buhne auftretende „Lee-Erosion“ nachhaltige Sandablagerungen verhindert.
In den 1960er Jahren kamen sogenannte Tetrapoden („Vierfüßer“) zum Einsatz und wurden dem Fuße der Dünen entlang oder – ähnlich wie die Buhnen – ins Meer hinaus verlegt. Aber die rund sechs Tonnen schweren vierfüßigen Betonelemente waren für die am Sylter Strand herrschenden Verhältnisse zu schwer und konnten die Erosion nicht aufhalten. Vor dem Hörnumer Weststrand sind sie deshalb ab Mitte 2005 zum Teil wieder entfernt worden.
Seit Anfang der 1970er Jahre wird, als bislang einzig wirksames Mittel gegen die Erosion, Sand vor die Küsten der Insel gespült. Baggerschiffe, sogenannte „Hopperbagger“, nehmen aus einem ihnen speziell zugewiesenen Gebiet, das weit vor der Küste liegt, Sand in ihren Laderaum auf. Sie fahren dann in die Nähe der Küste und spülen durch Rohrleitungen ein Wasser-Sand-Gemisch an den Strand. Durch Planierraupen wird der Sand verteilt. Dabei soll lediglich das bei Sturmfluten abgetragene, vorgespülte Sanddepot ersetzt werden – die eigentliche natürliche Küstenlinie wird somit geschützt und die Erosion verlangsamt. Diese Vorgehensweise ist mit erheblichen Kosten verbunden. Der Bedarf von jährlich bis zu 10 Millionen Euro wird derzeit von Mitteln des Bundes, des Landes und der Europäischen Union gedeckt. Seit 1972 wurden etwa 60 Millionen Kubikmeter Sand vorgespült und aufgeschüttet. Diese Maßnahmen haben zusammen bisher über 143 Millionen Euro gekostet, sollen aber nach Berechnungen von Forschern ausreichen, um für mindestens drei Jahrzehnte größere Landverluste zu verhindern. In Hinsicht auf die Wirtschaftslage der Insel könnte daher der überwiegend privat gezogene Nutzen größer sein als die Kosten. In der Studie Klimafolgen für Mensch und Küste am Beispiel der Nordseeinsel Sylt von 1995 heißt es: „Hätte Sylt nicht das Image einer attraktiven Ferieninsel, gäbe es den Küstenschutz in der bestehenden Form gewiss nicht.“

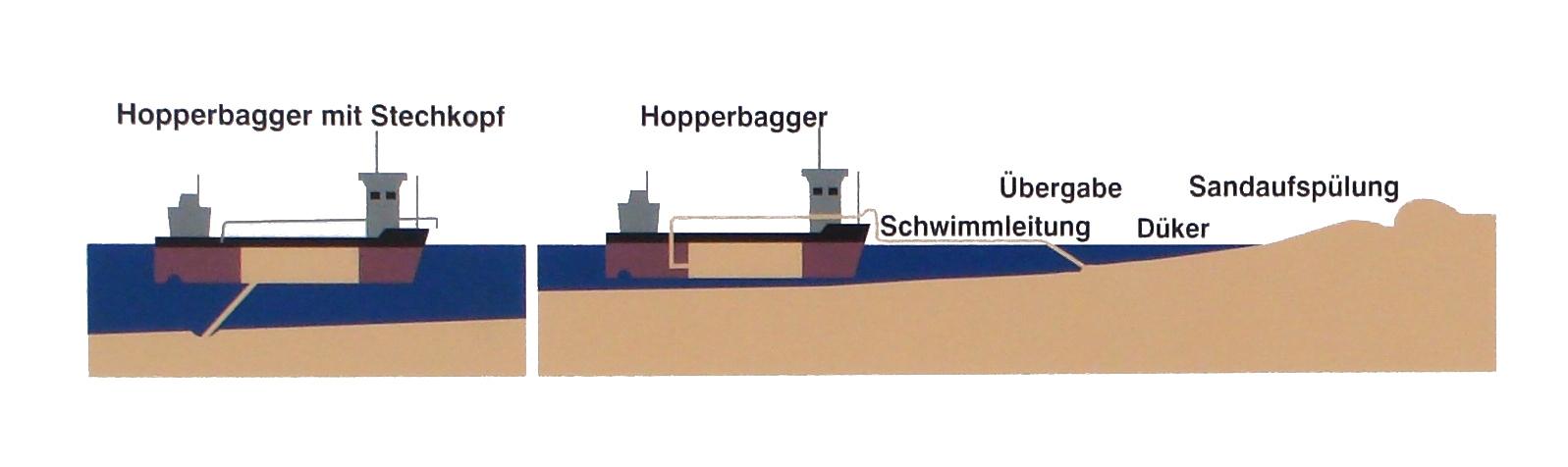
Prinzip der Sandaufnahme und Übergabe des Hopperbaggers

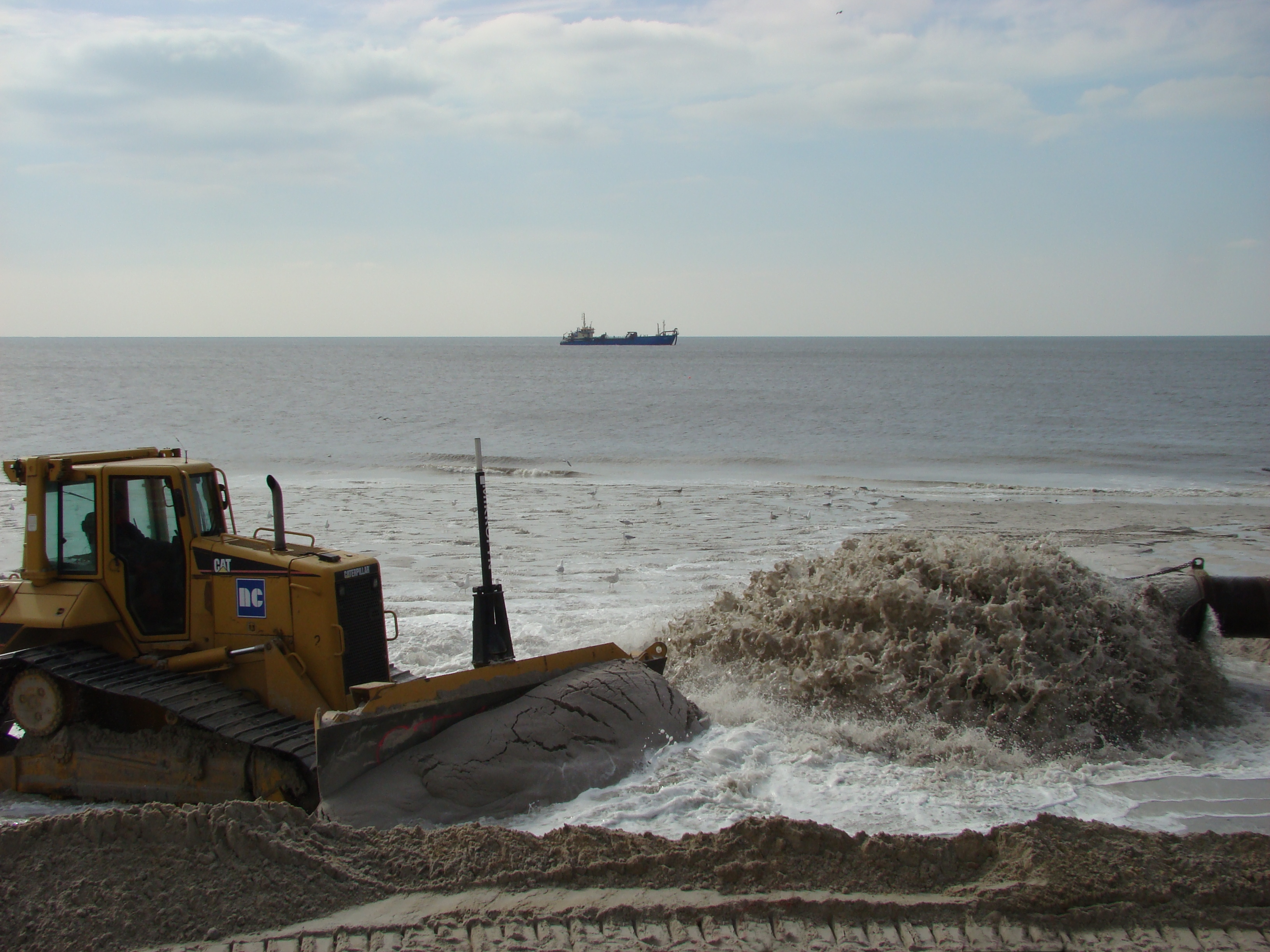
Sandaufspülung, Verteilung durch eine Planierraupe, auf See der Hopperbagger

Als Alternative wird die Verstärkung eines natürlichen Riffs vor der Küste diskutiert. Ein entsprechender Versuch wurde in den Jahren 1996 und 2003 unternommen. Die auf dänischen Inseln erfolgreiche „Sanddrainage“ ist wegen der Versteilung des untermeerischen Hangs vor Sylt nicht erfolgversprechend.

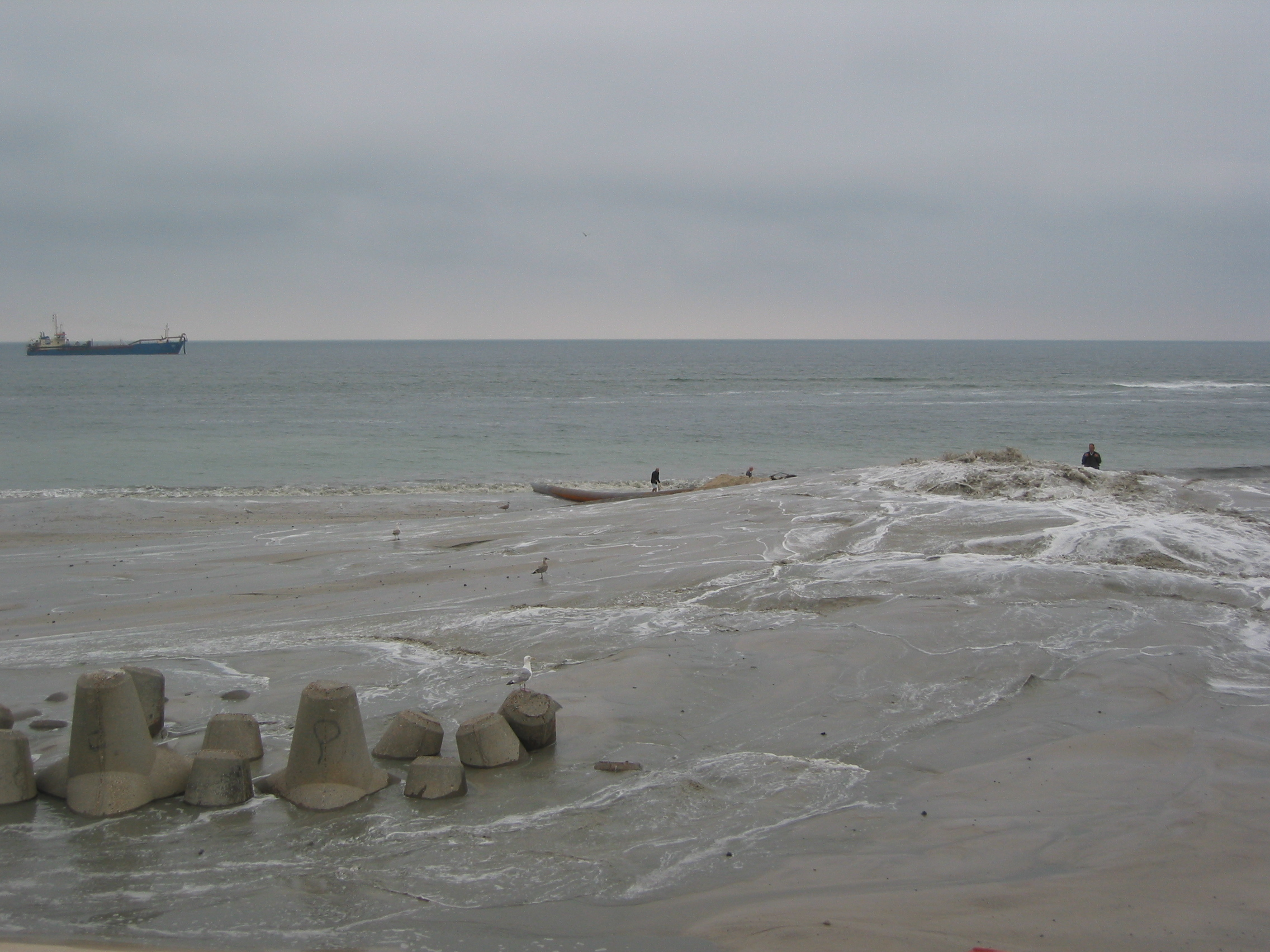
Sandvorspülung mit Tetrapoden am Weststrand

Parallel zu den Sandvorspülungen wurden die Buhnen, die sich für den Küstenschutz als weitgehend nutzlos erwiesen hatten, an einigen Strandabschnitten mit großem Aufwand wieder abgetragen. Dieser Maßnahme ist auch die wohl bekannteste Buhne der Insel, die BUHNE 16, Namensgeberin des gleichnamigen Nacktbade-Strandes, zum Opfer gefallen.
Einige Experten fürchten trotz all dieser Maßnahmen, dass Sylt bis Mitte des 21. Jahrhunderts erhebliche Landverluste hinnehmen müsse. Die voranschreitende globale Erwärmung werde zu vermehrter Sturmaktivität führen, was erhöhte Landverluste und als erste Konsequenz den Verlust zum Beispiel der Versicherbarkeit von Eigentum zur Folge haben könnte. So haben Messungen ergeben, dass sich die Wellenenergie nicht mehr wie früher am Vorstrand erschöpft, sondern ihre zerstörerische Wirkung auch auf den Strand ausweitet. Das führt zu einem Sedimentverlust von rund 1,1 Millionen m³ jährlich.
Die Dünengebiete der Insel stehen unter Naturschutz und dürfen nur auf gekennzeichneten Wegen betreten werden. Sogenannte „wilde“ Wege leisten der Erosion Vorschub und dürfen nicht begangen werden. Dort, wo die Vegetation zertreten wird und keine Wurzeln den Sand festhalten, wird er von Wind und Wasser abgetragen.
Das Errichten von Lahnungen im Uferbereich des Watts soll die Sedimentation fördern und der Landgewinnung dienen. Auch die Beweidung der Deiche und der Heideflächen durch Schafe dient letztlich dem Küstenschutz, da die Tiere den Bewuchs kurz halten und mit ihren Klauen die Grasnarbe verdichten. So fördern sie die Entwicklung einer kompakteren Deichoberfläche, die bei einer Sturmflut den Wellen weniger Angriffsfläche bietet.

### Flora und Fauna

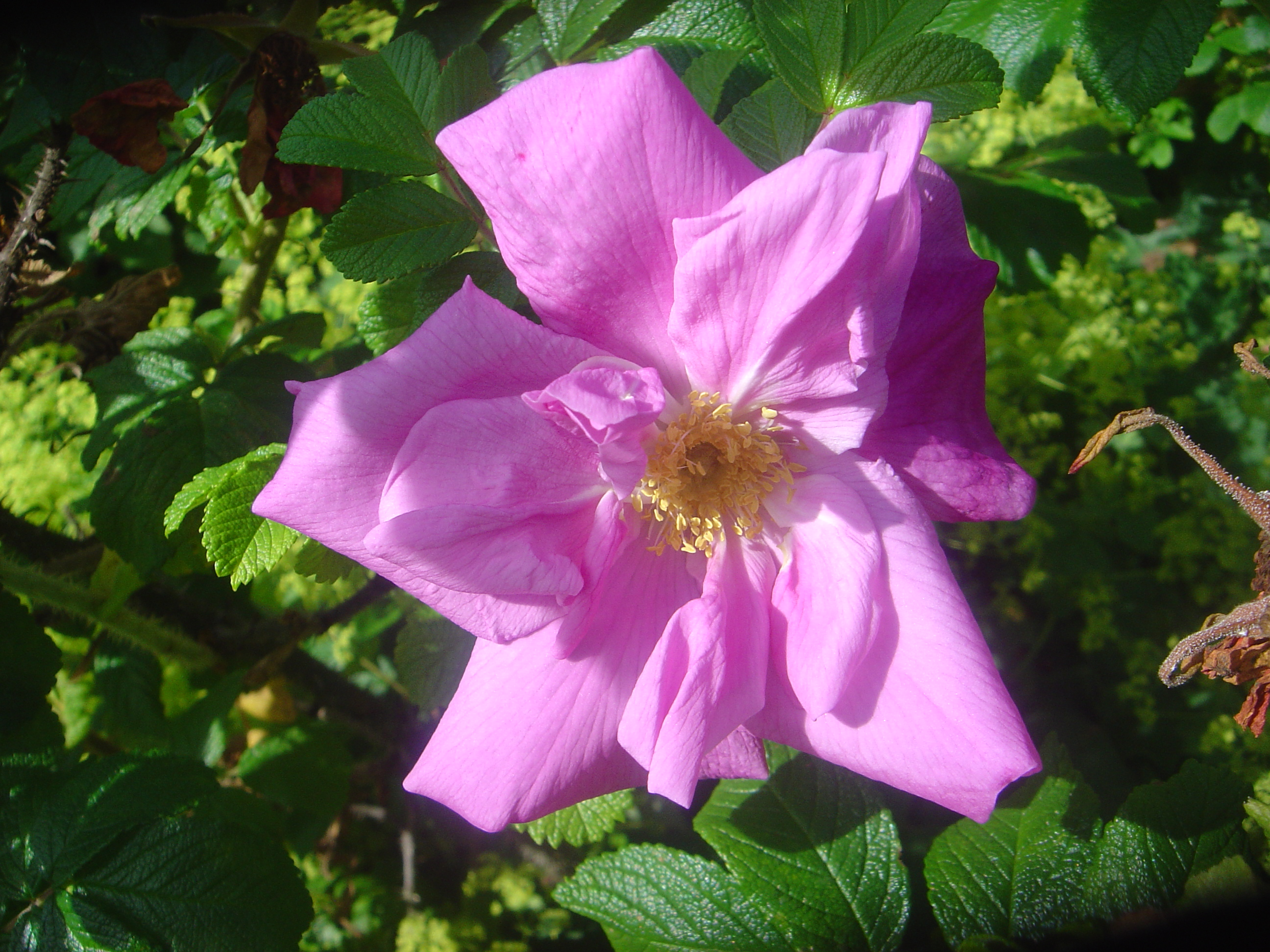
Die als Syltrose bekannte Kartoffel-Rose

Die Flora der Insel Sylt ist geprägt von der ursprünglichen Kargheit des Landes. Bis zur Mitte des 19. Jahrhunderts war Sylt eine fast baumlose Insel. Erst durch gezielte Aufforstungen und Anpflanzungen entstanden kleinere Wald- und Buschgebiete. Noch heute ist beispielsweise in den Waldgebieten „Friedrichshain“ und „Südwäldchen“ in Westerland die planmäßige Anlage des Bewuchses erkennbar: die Bäume stehen weitgehend in Reih und Glied. Auch die weit verbreitete Kartoffel-Rose (Rosa rugosa), die auf der Insel auch als Syltrose bezeichnet wird, ist erst durch Menschenhand als Zierpflanze auf die Insel gelangt. Sie stammte ursprünglich von Kamtschatka. Die genügsame Rose fand auf der Insel ideale Lebensbedingungen und verbreitete sich rasch, so dass sie heute zum typischen Bild der Insel zählt. Ihre Verbreitung wird aus biologischer Sicht mit Sorge betrachtet, da sie seltene und schützenswerte einheimische Pflanzen, insbesondere auf den Heideflächen, mehr und mehr zu verdrängen droht.
Die großen Heideflächen auf der Wattseite der Insel sind Lebensraum vieler seltener Tiere. Das Heide-Ökosystem bietet einer großen Zahl von Lebewesen Platz, die den extremen Bedingungen (Trockenheit, Wärme, Wind) angepasst sind: Etwa 2500 Tierarten und 150 Pflanzenarten konnten bisher nachgewiesen werden. Von diesen Pflanzenarten stehen 45 Prozent auf der Roten Liste. Beachtlich ist die Zahl von über 600 verschiedenen Schmetterlingsarten, die in den Heideflächen leben, darunter Kleiner Fuchs, Zitronen- und Distelfalter sowie Tagpfauenaugen.

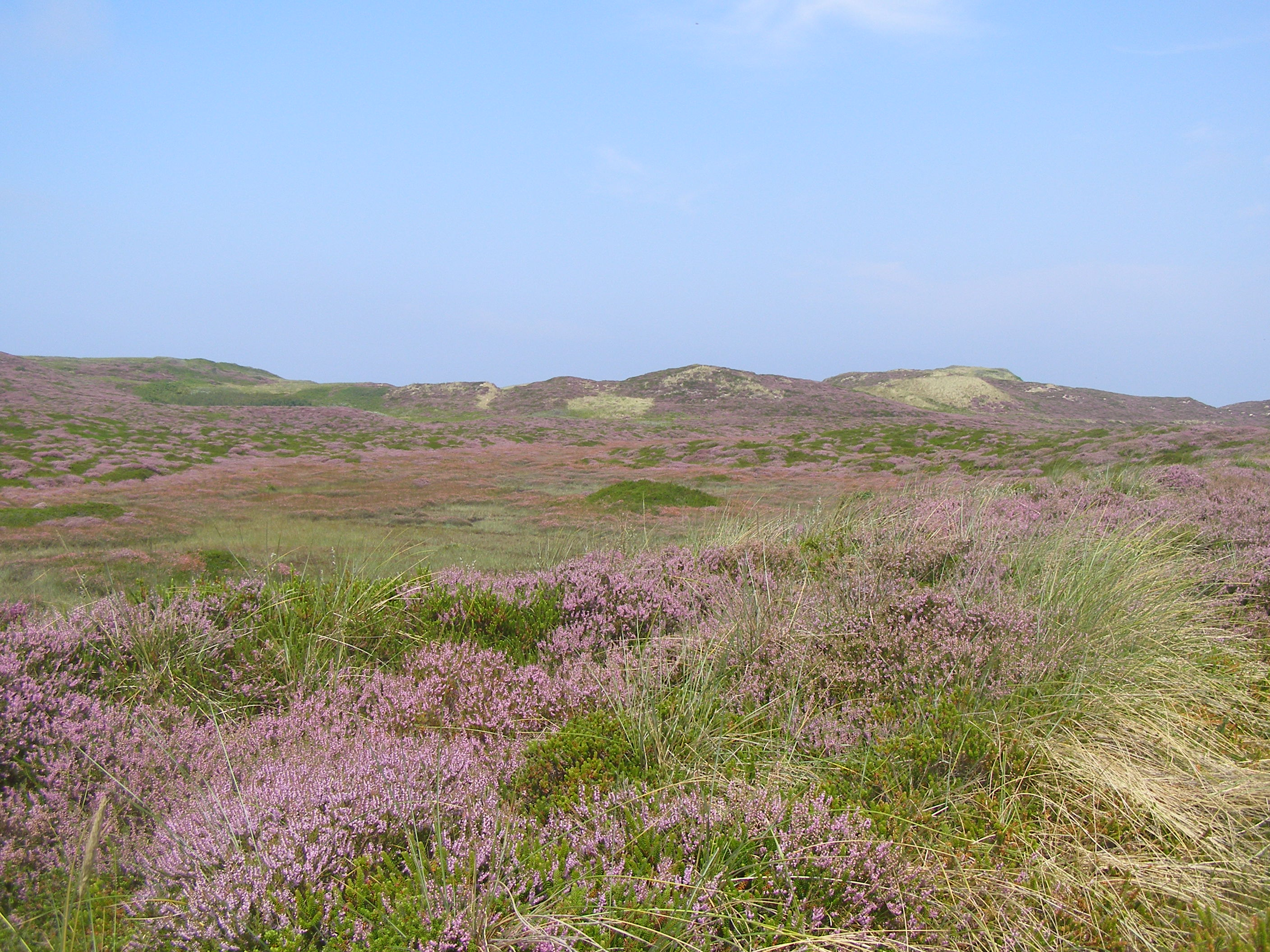
Heidelandschaft am Ellenbogen im Norden

Die in Deutschland in ihrem Bestand gefährdete Kreuzkröte hat im Dünengürtel von Sylt mit tausenden Individuen eines ihrer größten deutschen Vorkommen. Ihre Laichplätze sind vernässte Dünentäler und flache, kurzlebige Tümpel. Als Landlebensräume dienen ihr vegetationsarme Sandlandschaften. Bedroht ist diese Art auf Sylt insbesondere durch den Straßenverkehr.
Ornithologische Besonderheiten sind die vielen seltenen Wasser- und Küstenvögel, die auf der Insel ihre Brutreviere haben oder als Zugvögel nur zeitweise auf Sylt leben bzw. rasten. Sylt hat zwei bedeutende Vogelbrutgebiete: im Norden den Königshafen mit der in ihm liegenden Insel Uthörn und im Südosten das Rantumbecken. Auf Sylt brüten unter anderem Lachmöwen, Küstenseeschwalben, Säbelschnäbler, Rotschenkel, Sturmmöwen, Austernfischer, Kiebitze, Brandgänse und Reiherenten. Während des Vogelzugs ist Sylt Rastplatz für tausende von Ringel- und Brandgänsen, Pfeif- und Eiderenten sowie für Pfuhlschnepfen, Knutts, Alpenstrandläufer und Goldregenpfeifer. Weniger zahlreich besuchen Sandregenpfeifer, Bekassinen und Kampfläufer die Insel.
Bei den Vorkommen der Landsäugetiere gibt es heute keine erheblichen Abweichungen gegenüber den benachbarten Festlandgebieten Norddeutschlands. Nachdem die Insel mit dem Eisenbahndamm eine Festlandverbindung erhalten hatte, sind hier primär Feldhasen, Kaninchen und Rehwild zu nennen, die auf der Insel auch bejagt werden. Durch den Zuzug von Raubtieren wie Rotfuchs und Dachs wurden die bis zu der Zeit weit verbreiteten Bodenbrüter fast vollständig verdrängt. Ein im Mai und Juni 2025 nachgewiesener Goldschakal machte Probleme mit Schafsrissen (die Schafe sind für die Deichpflege eingesetzt).
Westlich von Sylt liegt eine Kinderstube der Schweinswale. Daneben leben in dem Seegebiet vor Sylt und den vorgelagerten Sandbänken größere Populationen von Seehunden sowie von den in deutschen Gewässern relativ selten vorkommenden Kegelrobben. Die früher zahlreich vor Sylt lebende Europäische Auster ist um 1950 wegen Überfischung ausgestorben. Mitte der 1980er Jahre wurde als Ersatz die Pazifische Auster zwischen List und Kampen kultiviert, die sich schnell stark über die ursprüngliche Kulturfläche hinaus ausbreitete.
Früher war die Kreuzkröte im Dünengürtel mit einigen tausend Tieren häufig. Ebenfalls in den Dünen lebte der Moorfrosch. Beide Arten gehen stark zurück wegen Veränderungen im Wasserhaushalt. Erdkröte und Grasfrosch kommen verbreitet in Teichen und Koogen vor. Der Teichmolch ist bereits ausgestorben. Die Waldeidechse ist noch flächendeckend vorhanden. Die Zauneidechse ist ebenfalls ausgestorben. Einzelne Nachweise von Blindschleiche, Kreuzotter und Ringelnatter gehen vermutlich auf Einschleppungen durch Materiallieferungen zurück.

### Naturschutz
Zahlreiche Gebiete auf und um Sylt sind als Schutzgebiete ausgewiesen. Auf der Insel gibt es allein zehn Naturschutzgebiete (NSG), darunter Dünen- und Heidelandschaften, Kliffs und Binnengewässer (siehe auch: Liste der Naturschutzgebiete in Schleswig-Holstein). Die NSG Nord-Sylt und Morsum-Kliff bestehen bereits seit 1923 und sind damit die ältesten Naturschutzgebiete Schleswig-Holsteins. Zusammen haben die zehn Gebiete eine Fläche von 3599 Hektar. Weitere Teile der Insel sind als FFH-Gebiete, Natura 2000-Gebiete oder Landschaftsschutzgebiete deklariert. Sylt grenzt ferner an den Nationalpark Schleswig-Holsteinisches Wattenmeer sowie die zwischen Sylt und dem Festland gelegenen NSG Wattenmeer nördlich des Hindenburgdammes und Nordfriesisches Wattenmeer, die beiden größten schleswig-holsteinischen Naturschutzgebiete.
Um die Erforschung und den Schutz der bedrohten Tier und Pflanzenarten bemühen sich zahlreiche Vereine und Verbände, die mit Niederlassungen auf der Insel vertreten sind. Dazu zählen unter anderem das Alfred-Wegener-Institut, die Söl’ring Foriining, der Verein Jordsand, die Schutzstation Wattenmeer und die Naturschutzgemeinschaft Sylt. Auch das Umweltbundesamt betreibt eine Mess- und Forschungsstelle in den Dünen nördlich von Westerland.
Ein Ziel der Sylter Naturschützer ist es, durch Öffentlichkeitsarbeit wie Führungen, Flugblätter und Internetangebote sowie politische Intervention für ein nachhaltigeres Vorgehen und sanften Tourismus zu sensibilisieren.

## Siedlungsstruktur
Sylt hat 17.713 Einwohner (Stand: 2014), davon lebt annähernd die Hälfte in Westerland. In diesen Zahlen sind die Nebenwohnungsbesitzer nicht enthalten. Die Insel Sylt ist in zwei Verwaltungsbereiche unterteilt. Die neugegründete Gemeinde Sylt umfasst die ehemals selbstständigen Orte Westerland, Sylt-Ost und Rantum. Das Amt Landschaft Sylt mit Sitz in der Gemeinde Sylt verwaltet die Inselorte, die nicht zur Gemeinde Sylt gehören.
Die Gemeinde Sylt-Ost war 1970 aus den Gemeinden Keitum (mit Munkmarsch), Tinnum, Morsum und Archsum gebildet worden. Per Bürgerentscheid im Mai 2008 wurde der Zusammenschluss der Gemeinde Sylt-Ost mit der Stadt Westerland zum 1. Januar 2009 beschlossen. Angestrebt wird jedoch von unterschiedlichen Interessengruppen eine Fusion aller Inselgemeinden zu einer Verwaltungseinheit.

### Die Orte entlang der Westküste

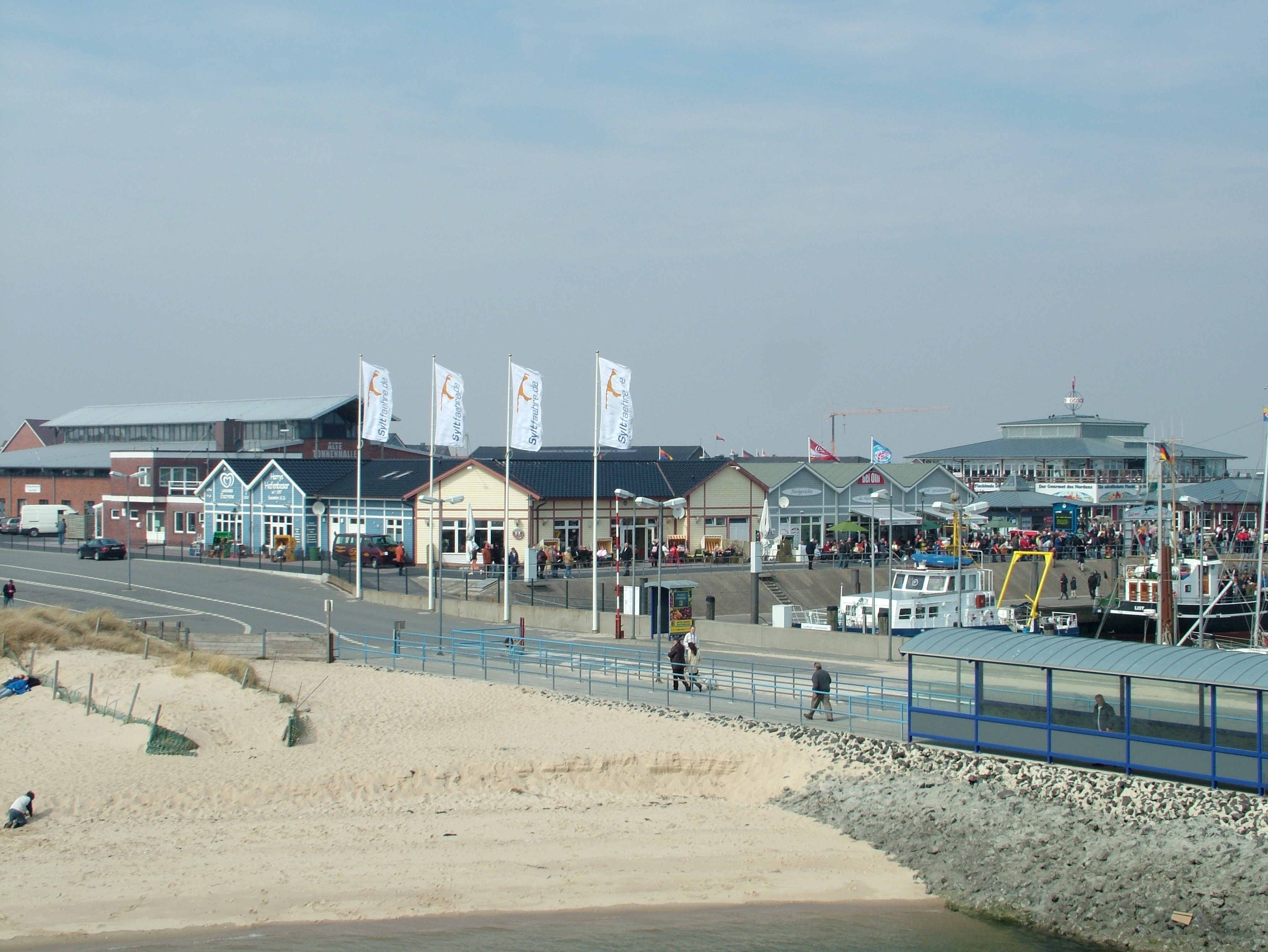
Hafen und Fähranleger in List

Entlang der Sylter Westküste liegen sechs Orte. Die Gemeinde List auf Sylt, ganz im Norden der Insel gelegen und damit die nördlichste Gemeinde Deutschlands, bewahrte durch ihre entfernte Lage zum damaligen Hauptort Keitum und ihre lange Zugehörigkeit zu Dänemark eine größere Eigenständigkeit. An ihrer Ostseite liegt der Schutzhafen, von dem neben Ausflugsschiffen auch die Fähre „Sylt-Express“ der FRS Syltfähre nach Havneby auf der dänischen Nachbarinsel Rømø verkehrt. Die Leuchttürme List West und List Ost stehen auf dem Gemeindegebiet. Wenningstedt bildete mit Kampen und Braderup gemeinsam die Verwaltungsgemeinschaft der „Norddörfer“ – einen früheren interkommunalen Zweckverband auf der Insel, von dem heute noch der Schulverband existiert. Während Kampen vor allem in den 1950er- und 1960er-Jahren als der Prominententreff in Deutschland galt, ist Wenningstedt seit über 100 Jahren als „Familienbad“ bekannt. Zwischen Kampen und Wenningstedt, auf der hohen Geest, steht seit 1855 der markante 38 Meter hohe schwarz-weiße Leuchtturm Kampen. Er ist der älteste der Insel. Das abgeschaltete Quermarkenfeuer Rotes Kliff steht ebenfalls bei Kampen. Östlich des Leuchtturms Kampen liegt das Naturschutzgebiet „Braderuper Heide“. Unmittelbar südlich von Wenningstedt beginnt das Siedlungsgebiet der Inselmetropole Westerland.
Nachdem die Allerheiligenflut am 1. November 1436 den Ort Eidum zerstört hatte, gründeten die Überlebenden nordöstlich einen neuen Ort Westerland. Dieser wurde 1462 erstmals urkundlich erwähnt. 1855 wurde das Seebad gegründet, 50 Jahre später erhielt Westerland die Stadtrechte. 1949 wurde es schließlich als Heilbad anerkannt. Die Stadt hatte Ende des Jahres 2007 9.072 Einwohner und ist heute Verwaltungssitz der Gemeinde Sylt. Südlich von Westerland läuft die Insel als schmaler Nehrungshaken etwa 15 Kilometer an einer fiktiven Flut-Ebbe-Grenze vor dem Festland entlang, bis sie vom aus dem Wattgebiet östlich der Südhälfte der Insel heraus ablaufenden Gezeitenstrom, dem Hörnum-Tief, abgeschnitten wird. Dort liegt der Ort Rantum. Dieser Ort musste, wie kaum ein anderer auf Sylt, in den vergangenen Jahrhunderten stets gegen die fortschreitende Versandung ankämpfen. Nicht wenige Höfe und eine Kirche mussten den damals noch unbefestigten, sich allmählich nach Osten bewegenden Wanderdünen weichen. Erst mit der Anpflanzung von Dünengras (Strandhafer) wurde diese Gefahr gebannt. Dieser Nehrungshaken wird vor allem durch den vom Westwind aufgebauten Dünenwall geprägt. Nach Osten finden sich vereinzelt schmale Marschlandstreifen. Hörnum (Sylt) nahe der Südspitze gilt als jüngster Ort der Insel: erst kurz nach 1900 wurde er dauerhaft besiedelt. Aber schon in früherer Zeit soll die Südspitze der Insel Fischern und Seeräubern als vorübergehender Unterschlupf gedient haben. Aus dieser Zeit soll die noch heute verwendete Flurbezeichnung Budersand stammen. Dies bezeichnet eine mächtige Düne an der Ostseite des Ortes, auf der in früheren Zeiten „Buden“ – also Hütten – gestanden haben sollen. In Hörnum steht der Leuchtturm Hörnum, so dass Sylt insgesamt fünf Leuchttürme aufweist. Von ständigen Sandverlusten ist die Südspitze der Insel, die so genannte „Odde“, gezeichnet. Jahr für Jahr werden große Teile der Dünenlandschaft durch Sturmfluten und Gezeiten abgetragen. Auch Küstenschutzbauwerke erzielten keine nachhaltige Wirkung, so dass auch in Zukunft zu erwarten ist, dass die „Odde“ weiter schrumpfen wird.

### Die Nössehalbinsel

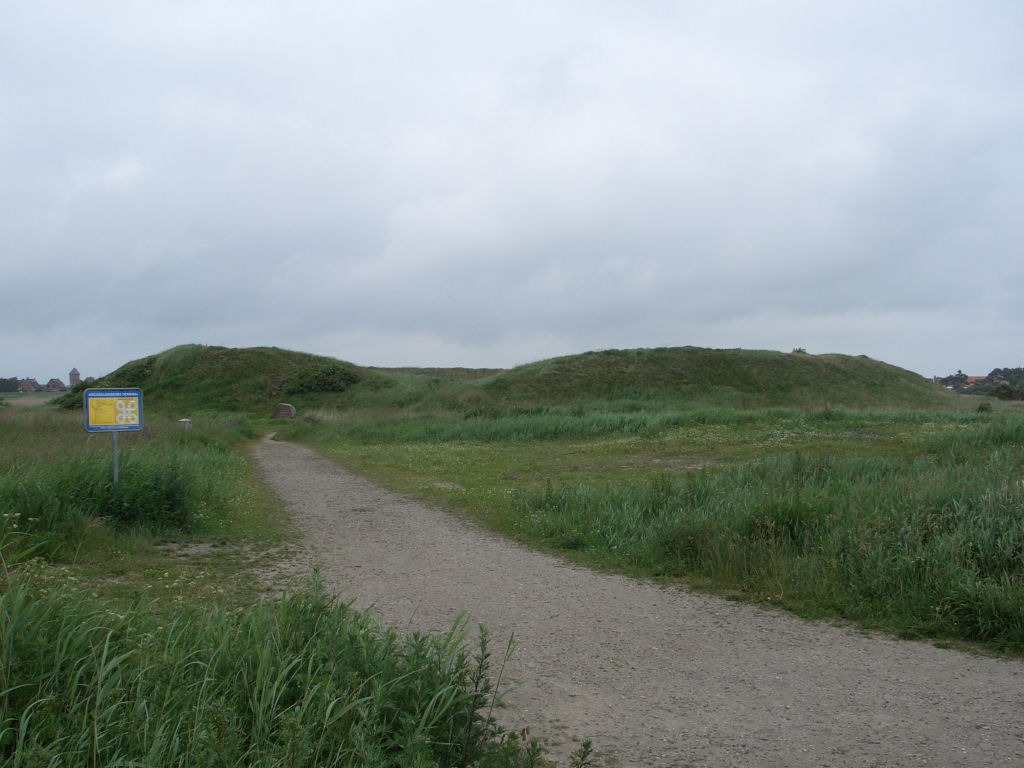
Tinnumburg

Der Osten der Insel bildete bis zum Zusammenschluss mit Westerland 2009 kommunalpolitisch die Großgemeinde Sylt-Ost mit rund 5500 Einwohnern. Sie war ein Zusammenschluss der zuvor selbstständigen Dörfer der so genannten Nössehalbinsel: Tinnum, Archsum, Morsum mit Keitum (einschl. Munkmarsch) als Verwaltungsmittelpunkt. Die Weiden der Marsch prägen bis heute das Landschaftsbild und boten über viele Jahrhunderte die Grundlage für den Broterwerb in diesen Dörfern. Die Siedlungsgrenzen von Tinnum gehen mittlerweile fast unmerklich in das Siedlungsgebiet von Westerland über und so profitiert Tinnum von der unmittelbaren Nähe zur Inselmetropole. Die Tinnumburg, südwestlich des Ortes gelegen, ist ein kreisförmiger Wall mit einem Durchmesser von 120 Metern und einer Höhe von 8 Metern. Sie wurde etwa im ersten Jahrhundert v. Chr. errichtet, vermutlich als heidnische Kultstätte oder Wehranlage gegen Angriffe von Mensch und Meer.

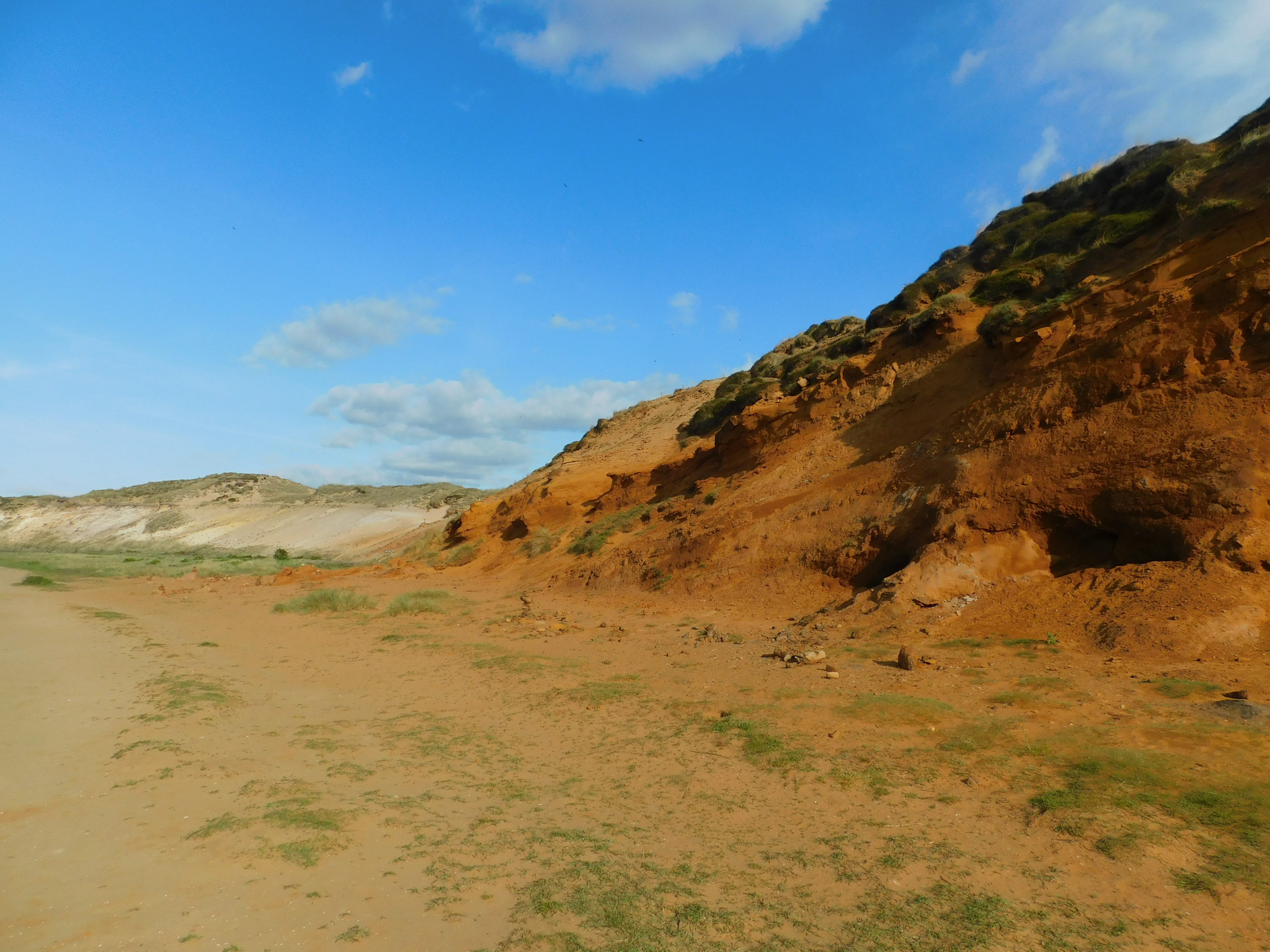
Das Morsum-Kliff

Auf dem Gemeindegebiet von Tinnum liegt auch der Flughafen Sylt (IATA: GWT), ein ehemaliger Luftwaffenstützpunkt, der nun ausschließlich zivil genutzt wird. Der Name „Munkmarsch“ soll der Überlieferung nach die Bedeutung „Mönchsmarsch“ haben. Es hat sich somit bei den Wiesen um fruchtbares Marschland gehandelt, welches ab ca. 1200 zu einem (Mönchs-)Kloster – vermutlich einem der vier Klöster in Ribe – gehörte. Wenige Kilometer nördlich des alten Hauptortes Keitum gelegen, erlangte die alte Bauerschaft Munkmarsch erst Bedeutung, als der alte Keitumer Hafen mehr und mehr versandete und man Mitte des 19. Jahrhunderts beschloss, den Haupthafen der Insel nach Munkmarsch zu verlegen. Bis zum Bau des Hindenburgdammes war der Hafen von Munkmarsch der wichtigste Ankunftshafen für die Gäste, die mit der Sylter Dampfschiffahrtsgesellschaft per Postschiff Raddampfer von Hoyer-Schleuse (heute dänisch) anreisten. Weiter nach Westerland ging es ab 1888 mit einer Schmalspurbahn. Hafen und Bahn verloren 1927 mit der Fertigstellung des Hindenburgdammes an Bedeutung. Die Bahn wurde abgebaut und anstelle des Fährhafens befindet sich dort heute ein privater Yachthafen.
Keitum (friesisch Kairem) ist einer der ältesten Orte der Insel und war über Jahrhunderte bis zum Ende des 19. Jahrhunderts ihr Hauptort. Erst mit dem einsetzenden Tourismus Mitte des 19. Jahrhunderts verlor er nach und nach seine zentrale Bedeutung. Typisch für Keitum sind die erhaltenen alten Kapitänshäuser sowie die baumbestandenen Straßen im Ortszentrum. Markantes Bauwerk ist die alte, nordwestlich des Ortskerns stehende St.-Severin-Kirche aus dem frühen 13. Jahrhundert. Weitere Sehenswürdigkeiten sind das sogenannte Altfriesische Haus und das Sylter Heimatmuseum. Beide Museen geben Einblicke in das Leben der Sylter vor Einsetzen des Tourismus.
Das ganz im Osten der Insel gelegene Morsum (Muasem) liegt an der 1,8 Kilometer langen und bis zu 21 Meter hohen Steilküste Morsum-Kliff in einer Heidelandschaft. Am Morsum-Kliff (Buntes Kliff) kann die geologische Geschichte der Region der letzten fünf Millionen Jahre studiert werden. Der Nachbarort Archsum ist ein alter friesischer Bauernort. Er weist mit der Archsum-Burg eines der ältesten Siedlungszeugnisse der Insel auf.

## Vorgeschichte und Geschichte

### Vorgeschichte
Von der jägerischen Urbevölkerung wurden keine Relikte gefunden. In der Jungsteinzeit zog das höher gelegene Gelände bäuerliche Siedler an, die sich vor dem sukzessiv steigenden Meeresspiegel zurückzogen. In der Bronzezeit war das Gebiet dicht besiedelt und die Bevölkerung verhältnismäßig wohlhabend, wie aus reichen Grabfunden geschlossen werden kann.
Die Landabbrüche im Temperaturoptimum nach der Zeitenwende verkleinerten die Siedlungsfläche weiter, und parallel zur Abwanderung der Angeln ist ab etwa 400 n. Chr. kaum noch Besiedlung nachzuweisen.

#### Steinzeit

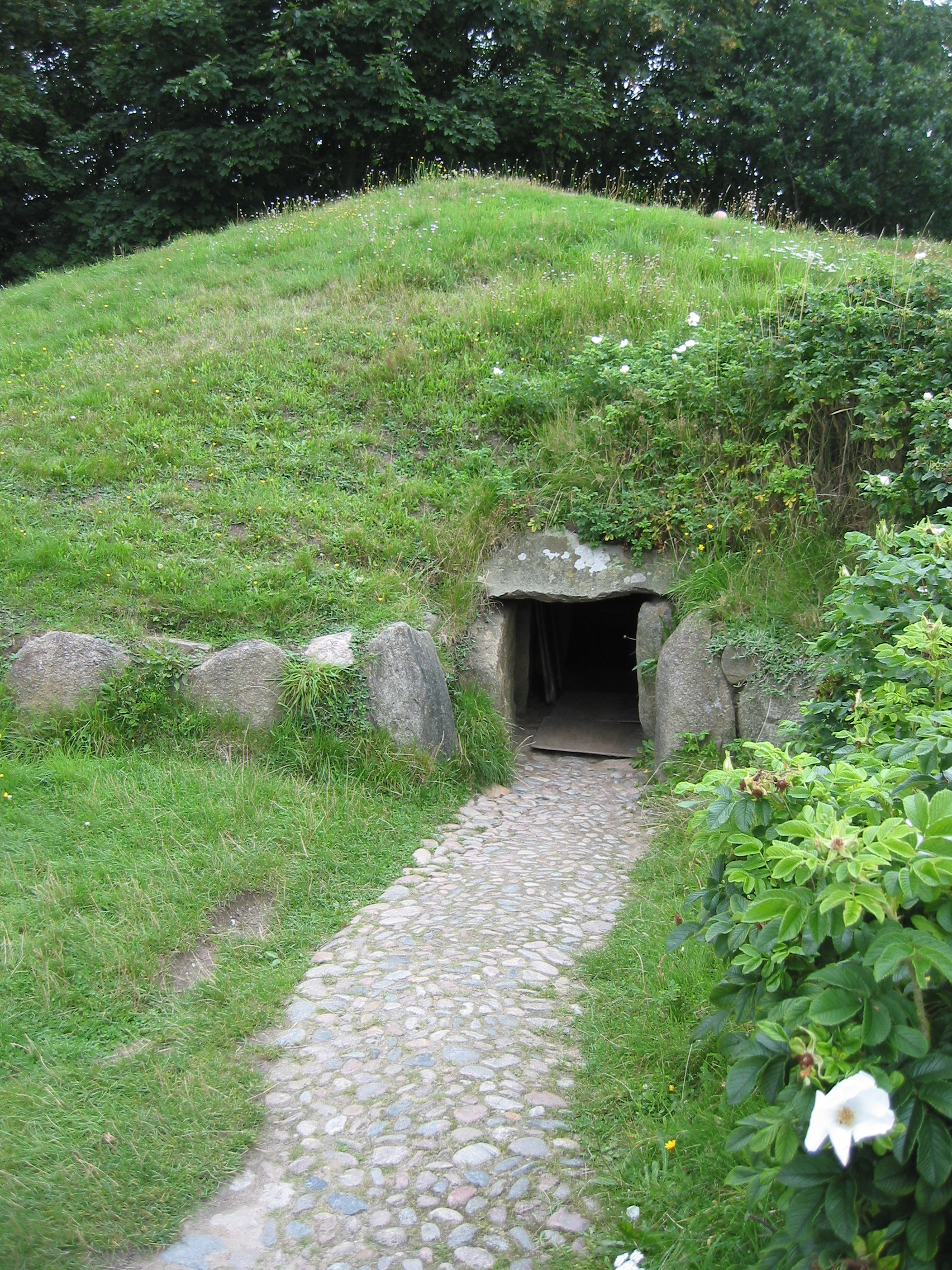
Denghoog

Insgesamt sind auf Sylt 47 Megalithanlagen in Langbetten und Rundhügeln nachgewiesen, die aber weitgehend ausgegangen sind. Während der Urdolmen fehlt, sind ganglose, erweiterte Dolmen nördlich von Kampen, westlich von Archsum (Nössemarsch) und östlich von Keitum (der Harhoog) erhalten. Auch Polygonaldolmen in Rundhügeln und, was in Deutschland selten ist, in Hünenbetten sind nachgewiesen. Erhalten ist eines nördlich des Bahnhofs von Kampen. Zerstört wurden ein Bett mit drei Polygonaldolmen in der Nähe des Leuchtturms und eines, das sich im Strumphoog befand. Teilweise wurden bronzezeitliche Nachbestattungen und eisenzeitliche Urnengräber in den Kammern und Hügeln gefunden. Unter den lokalen Ganggräbern ragen der Denghoog von Wenningstedt und der Merelmerskhoog bei Archsum heraus. Das Grab im Kolkingehoog wurde bei der Sturmflut von 1825 zerstört. Andere am Kliff gelegene Anlagen hatten ein ähnliches Schicksal oder wurden verlegt. Die neolithischen Siedlungen, insbesondere auf der Archsumer Geest nachgewiesen, wurden bei der Vermarschung des Gebietes überlagert. Die Gruppe der kleinen Grabhügel, die der Schnurkeramischen Kultur zuzuordnen sind, stellen die letzte Form der steinzeitlichen Monumente dar. Das frühneolithische Erdgrab von Tinnum, aus der Gruppe der Thinghügel, lässt erstmals Bezüge zu den späteren Hünengräbern erkennen. Statt der Findlinge umgibt noch ein rechteckiger Steinrahmen eine Körperbestattung im Holzsarg.

#### Bronze- und Eisenzeit
In der Bronzezeit, die im Norden spät einsetzte, entstanden die großen, reich ausgestatteten Grabhügel, die meist fünf Meter, unter Umständen aber auch sieben Meter hoch, in fünf großen Gruppen die Insel zu beherrschen scheinen. Viele dieser Denkmäler wurden in den vergangenen Jahrhunderten abgetragen oder durch Bebauung oder Landwirtschaft eingeebnet; einer der seltenen noch erhaltenen bronzezeitlicher Langhügel liegt nördlich von Kampen zwischen den runden Krockhoogen. Auch im Watt östlich der Insel finden sich Siedlungsspuren.
Aus der Eisenzeit stammt die gut erhaltene Tinnumburg und die fast verschwundenen Burgen bei Archsum und Rantum. Wozu sie zu ihrer Erbauungszeit genutzt wurden, kann nicht rekonstruiert werden, vielleicht waren es Heiligtümer. Bei der Wiederbesiedlung Sylts im 8. Jahrhundert nutzten die neuen Siedler die umwallten Plätze zur Anlegung eines Dorfes, das jedoch schon bald wieder aufgegeben wurde.
Die Spuren der Wikingerzeit sind wesentlich unspektakulärer und bestehen aus Fundstellen mit Siedlungsresten und einer großen Zahl von tellartigen Wohnhügeln, den Warften.

### Geschichte

#### Name
Der Name Sild wurde erstmals um das Jahr 1141 im Schenkungsbuch des Klosters Odense urkundlich erwähnt; im Erdbuch des dänischen Königs Waldemar II. von 1231 findet sich der Name Syld und im Register des Domkapitels zu Schleswig werden im 14. und 15. Jahrhundert die Namen Syld und Sylt verwandt. Dabei wurde in älteren Schreibweisen nicht immer zwischen i und y unterschieden. Erst zu Beginn des 19. Jahrhunderts setzte sich die einheitliche und noch heute gültige Schreibweise durch.
Über die Herkunft des Namens Sylt gibt es verschiedene Theorien. Die erste besagt, dass der Name mit dem englischen Wort sill („Schwelle“) oder dem dänischen Wort syld (altdänisch: syll „Schwelle, Fundamentstein“) verwandt sei; er hätte also die Bedeutung „Landschwelle“.
Eine andere Erklärung deutet den Namen als das urgermanische *Selhiþō („Robbenort“), aus *selha („Robben“; dänisch sæl, englisch seal) und dem Suffix -iþō. Vom selben Ursprung sei der norwegische Inselname Sild (im Hardangerfjord), verwandt sei Sjælland.
Nach einer dritten Erklärung ist der Name von dem alten dänischen Wort sylt („Salzwiese“ oder „Brackwasser“) abgeleitet. Dieser Wortstamm findet sich im skandinavischen Sprachraum in zahlreichen Ortsbezeichnungen wieder, zum Beispiel in: Sylten in Nordostjütland, Syltemade auf Fünen und Syltholm auf Lolland bzw. Hellesylt in Norwegen.
Ein vierter Ansatz geht vom Ursprung des Namens im dänischen/skandinavischen Wort Sild für Hering aus, da die Sylter Seefahrer ehemals sehr aktiv den Heringsfischfang betrieben. Die damals große Bedeutung des Herings für die Insel zeigt sich auch darin, dass er bereits 1668 als Wappentier auf Sylt nachgewiesen ist. Jedoch kam es durchaus auch umgekehrt vor, dass solche Wappenmotive aus einer volksetymologischen Deutung der Landschaftsnamen entstanden.

#### Bis zum 19. Jahrhundert
Um das Jahr 460 n. Chr. wies das Gebiet westlich der heutigen Insel, damals Teil einer Marschenlandschaft, einen wohl bedeutenden Hafen auf. Unbestätigten Überlieferungen zufolge sollen die anglischen Heerführer Horsa und Hengest im 5. Jahrhundert vom damaligen Weststrand der „Insel“ zu ihrem Feldzug gegen die Romano-Briten und Kelten aufgebrochen sein. In den folgenden Jahrhunderten waren die nordfriesischen Uthlande kaum besiedelt.
Münzfunde aus der Merowingerzeit lassen darauf schließen, dass sich zu dieser Zeit Friesen auf der Flucht vor der Expansion des fränkischen Reichs im Gebiet der nordfriesischen Inseln niederließen.

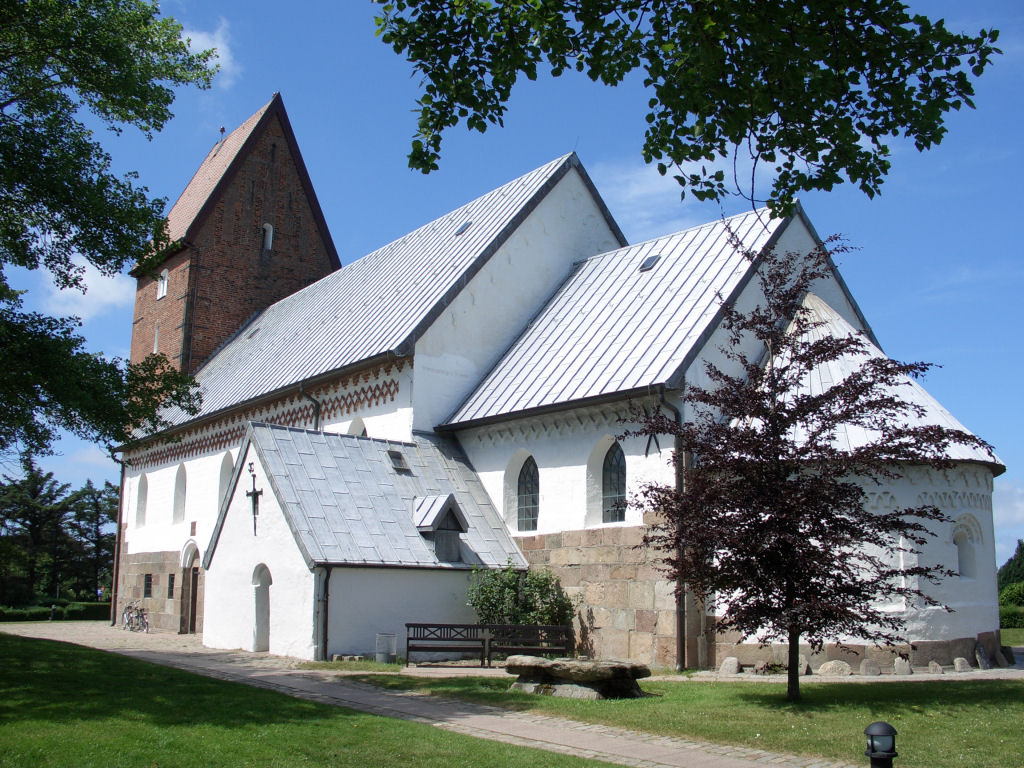
Kirche St. Severin in Keitum

Die älteste Kirche, die Keitumer Kirche, wurde um 1020 angeblich von Knut dem Großen an der Stelle eines früheren Odinheiligtums errichtet. Sie gehörte seit 1100 zum Kloster von Odense und wurde 1188 den Heiligen Knut und Ketel geweiht. Der Baumeister, der gleichzeitig mit der heutigen, 1216 erbauten, Kirche auch die Kirchen auf Pellworm und Föhr errichtete, soll an einem Tag zu Pferde von einer Baustelle zur anderen gelangt sein. Auch der König von Dänemark griff nach der Kielholt-Chronik um diese Zeit Sylt zu Wasser und zu Land an. Im 12. Jahrhundert gab es bereits vier Kirchen auf Sylt: in Keitum, Morsum, Eidum und Rantum.
1231 wird „Syld“ im Waldemar-Erdbuch erwähnt. Das Gebiet zahlte etwas geringere Abgaben als etwa die Wiedingharde oder Föhr und damit nicht einmal die Hälfte der Steuer der Edomsharde mit Rungholt.
In der Zweiten Marcellusflut im Jahr 1362 verlor Sylt große Marschflächen mit mehreren Kirchspielen im Osten und wurde damit zur Insel. Um 1400 wurde auch das Listland abgerissen und war eine Zeit lang eine eigene Insel. In der Allerheiligenflut 1436 ging Eidum, das westlich von Westerland gelegene Kirchspiel, unter. Rantum versank unter den Dünen.
Am 15. August 1386 überließ Königin Margarethe I. Sylt dem Grafen von Holstein-Rendsburg Gerhard VI. mit dem Herzogtum Schleswig. List, das bereits seit 1292 im Besitz der Stadt Ripen war, blieb beim Königreich Dänemark. 1422 kamen über 100 Sylter Seeleute in Hamburger Gefangenschaft, als Hansische Kriegsschiffe eine dänische Flotte des Königs Erich von Pommern besiegten. Wenig später fiel der Vogt Claus Lembek, dem Sylt und Osterland-Föhr unterstanden, vom König ab. 1426 schloss Sylt gemeinsam mit den übrigen Uthlanden die Siebenhardenbeliebung, ein Ausdruck ihrer Autonomie gegenüber dem König. 1435 im Frieden von Vordingborg blieben List und das angrenzende Listland, wo sich der Königshafen, der wichtigste Hafen zwischen Elbe und Skagen befand, wie Westerland-Föhr, Amrum und der Süden von Rømø königliche Enklave.
Der beim Amt Tondern verbleibende Hauptteil behielt seine relative Unabhängigkeit bei. Auch die Land- und Strandvögte, welche die Obrigkeit auf der Insel vertraten, waren durchweg Sylter. Zum Teil wurden die Ämter über Generationen in einer Familie weitergegeben.
Zwischen der um 1450 entstandenen Kielholt-Chronik und der Chronik des Morsumer Küsters Muchel Madis ab der zweiten Hälfte des 16. Jahrhunderts sind keine schriftlichen Quellen bekannt. Daher kann auch die Einführung der Reformation auf Sylt nicht sicher datiert werden.
Der Dreißigjährige Krieg berührte Sylt, als 1628 rund 400 kaiserliche Soldaten die Insel betraten, jedoch bald wieder abzogen. Im folgenden Jahr erreichte die Pest Sylt.
1644 fand am Königshafen eine Seeschlacht zwischen einer dänischen und einer holländisch-schwedischen Flotte statt. Um 1700 versandete der Hafen.
Um 1640 wurde erstmals von einer Sylter Schule im Kirchspiel Keitum berichtet. Walfang, Seefahrt, Austernzucht und der Entenfang in Vogelkojen sorgten im 17. und 18. Jahrhundert für bescheidenen Wohlstand bei Teilen der Bevölkerung, während diejenigen, die als Kleinbauern und Landarbeiter auf dem kargen Boden arbeiteten, oftmals in großer Armut lebten. Die Verkoppelungsverordnung von 1766, die eine Aufteilung der früheren Allmende ermöglichte und auf dem Festland oft zu größeren Erträgen führte, trug bei den oft kleinen und unfruchtbaren Flurstücken auf Sylt nicht unwesentlich zur Verarmung bei. Die Insel hatte bei einer Volkszählung im Jahre 1769 2814 Einwohner.
1855 wurde Westerland zum ersten Sylter Seebad. Nach dem Deutsch-Dänischen Krieg kam Sylt 1866 an Preußen und wurde in die Provinz Schleswig-Holstein eingegliedert. In jener Zeit wurde die Insel von Künstlern besucht, erst von dem Holsteiner Hans-Peter Feddersen und Hinrich Wrage, dann von Eugene Dücker und Eugen Bracht. Sie alle hielten sich regelmäßig auf Sylt auf, um dort zu malen, Bracht brachte später auch seine Studenten mit. Seit dieser Zeit nahm auch der Fremdenverkehr langsam zu; die Kurgäste kamen per Postschiff von Tondern oder mit dem Schnelldampfer von Hamburg über Helgoland. In der Saison 1911 hatte das Seebad Westerland die bisherigen Modebäder der schleswig-holsteinischen Westküste Wyk auf Föhr und Büsum in der Beliebtheit und der Zahl der Übernachtungen überflügelt; die Seebäder Helgoland und Norderney zählten aber noch mehr Gäste.

#### 20. Jahrhundert bis zum Ende der Weimarer Republik

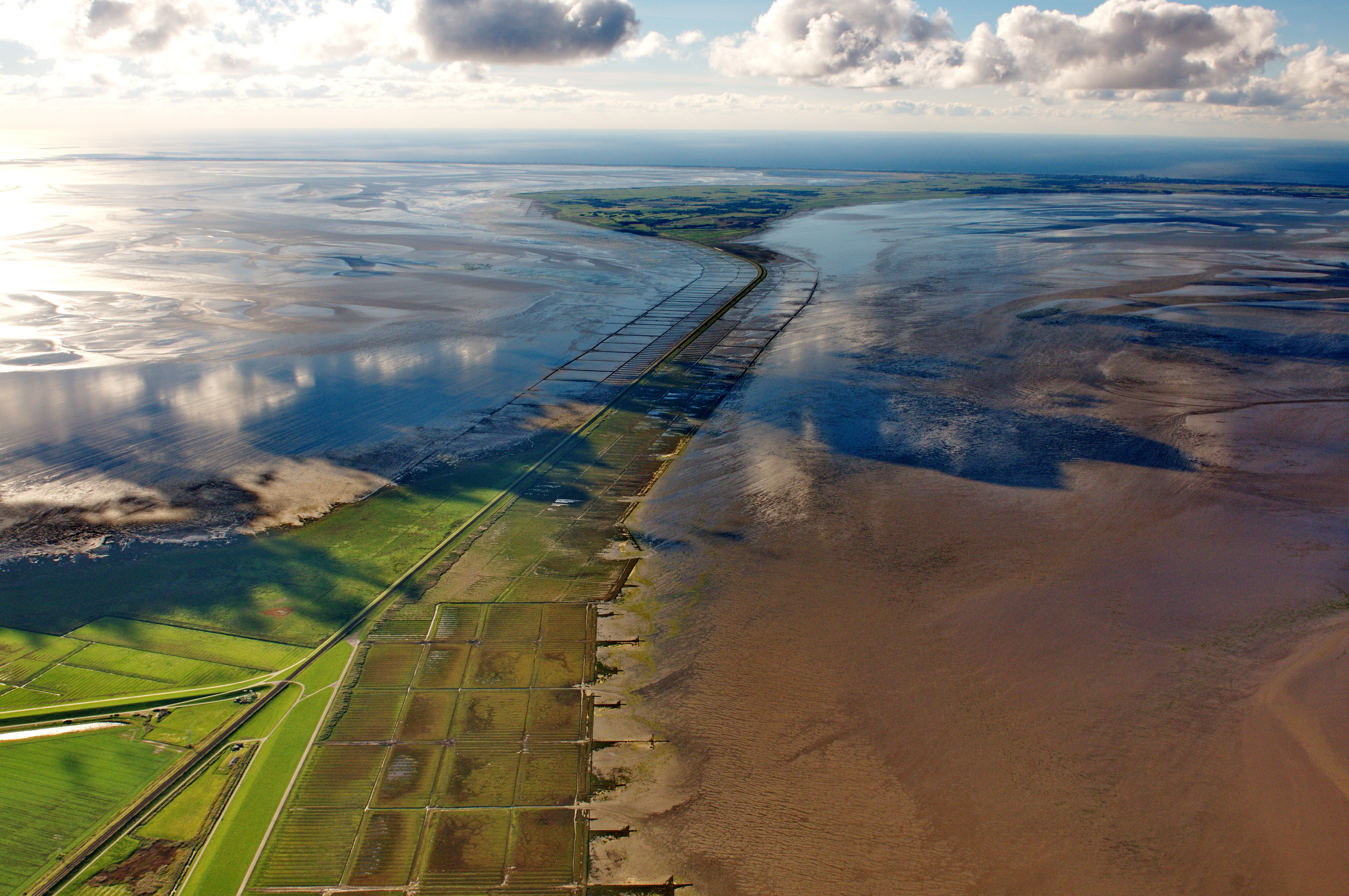
Hindenburgdamm

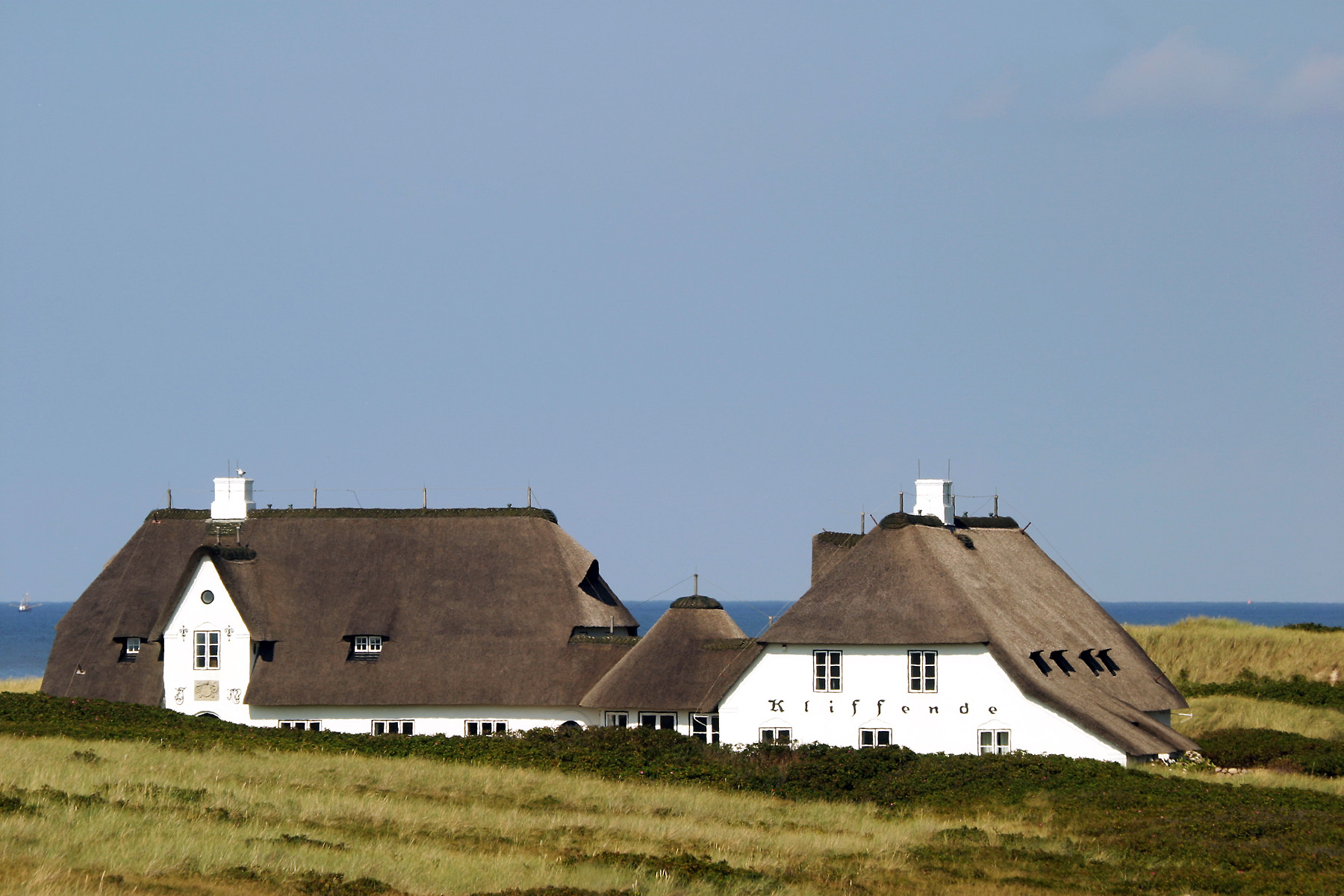
Haus Kliffende in Kampen

Im Ersten Weltkrieg wurde auf Sylt mit der sogenannten „Inselwache“ zwar deutsches Militär einquartiert (5000 Soldaten), die Insel wurde aber nie zum Kriegsschauplatz. Baracken, Geschützstellungen und Kasernen wurden nach dem Kriegsende entweder ziviler Nutzung zugeführt oder abgerissen.
Nach dem Krieg stimmten die Sylter bei einer der Volksabstimmungen infolge des Versailler Vertrags mit einer Mehrheit von 88 Prozent für die weitere Zugehörigkeit zu Deutschland. Der damalige Hauptverbindungshafen Hoyer lag nun jedoch in Dänemark, so dass die Anreise zur Insel für deutsche Gäste eine umständliche Auslandsreise wurde. Auch vor diesem Hintergrund wurde das Projekt eines Eisenbahndammes vom deutschen Festland durchs Wattenmeer vorangetrieben. Im Jahr 1927 wurde der elf Kilometer lange, nach Reichspräsident Paul von Hindenburg benannte Hindenburgdamm eröffnet, über den bis heute die Marschbahn führt. Die Fährverbindung nach Hoyer konnte gleichzeitig eingestellt werden.

#### 1933 bis 1945

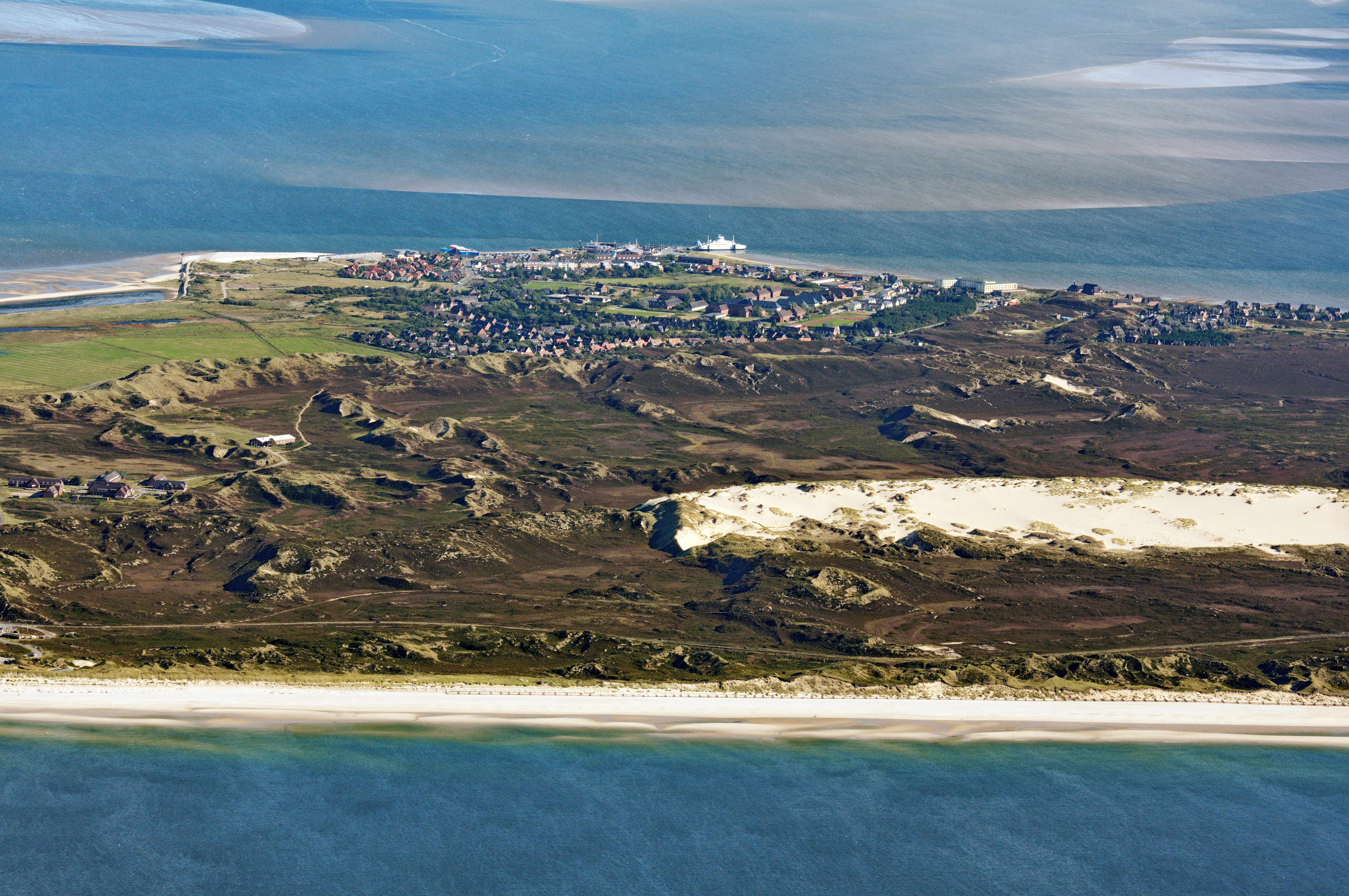
Bombenkrater im Norden von Sylt

In den 1930er-Jahren galt die Insel auch unter vielen prominenten Anhängern des Nationalsozialismus wie Hermann Göring als schick. Die nationalsozialistische Ideologie gewann rasch an Boden. Der Bäder-Antisemitismus griff nun auch im zuvor als liberal geltenden Seebad Westerland um sich. Viele Hoteliers und Gastwirte passten sich schnell an: Sie bezeichneten ihr Haus als „judenfrei“ und erklärten jüdische Gäste für unerwünscht. Auch die Nazi-Organisation Kraft durch Freude (KDF) nutzte Sylt als Urlaubsort. So kam es, dass in Westerland bald in zahlreichen Strandburgen und Vorgärten Hakenkreuzflaggen wehten. Im Gegensatz dazu zog das intellektuelle Kampen weiterhin Künstler und Literaten an, die dem Nationalsozialismus kritisch gegenüberstanden. Einer der Treffpunkte war das Haus Kliffende in der Kampener Heide. Auch ein Aufmarsch der SA konnte die damalige Pensionswirtin Clara Tiedemann nicht beeindrucken – sie weigerte sich standhaft, die Hakenkreuzflagge zu hissen.
Im Jahr 1938 erfolgte zusammen mit dem Bau des Nössedeichs die Eindeichung des Rantumbeckens durch den Reichsarbeitsdienst. Man wollte einen tidenunabhängigen Wasserflugplatz errichten, der jedoch schon bei seiner Fertigstellung nicht mehr als „kriegswichtig“ eingestuft wurde. Das Rantumbecken dient heute als Naturschutzgebiet und darf nicht betreten werden.

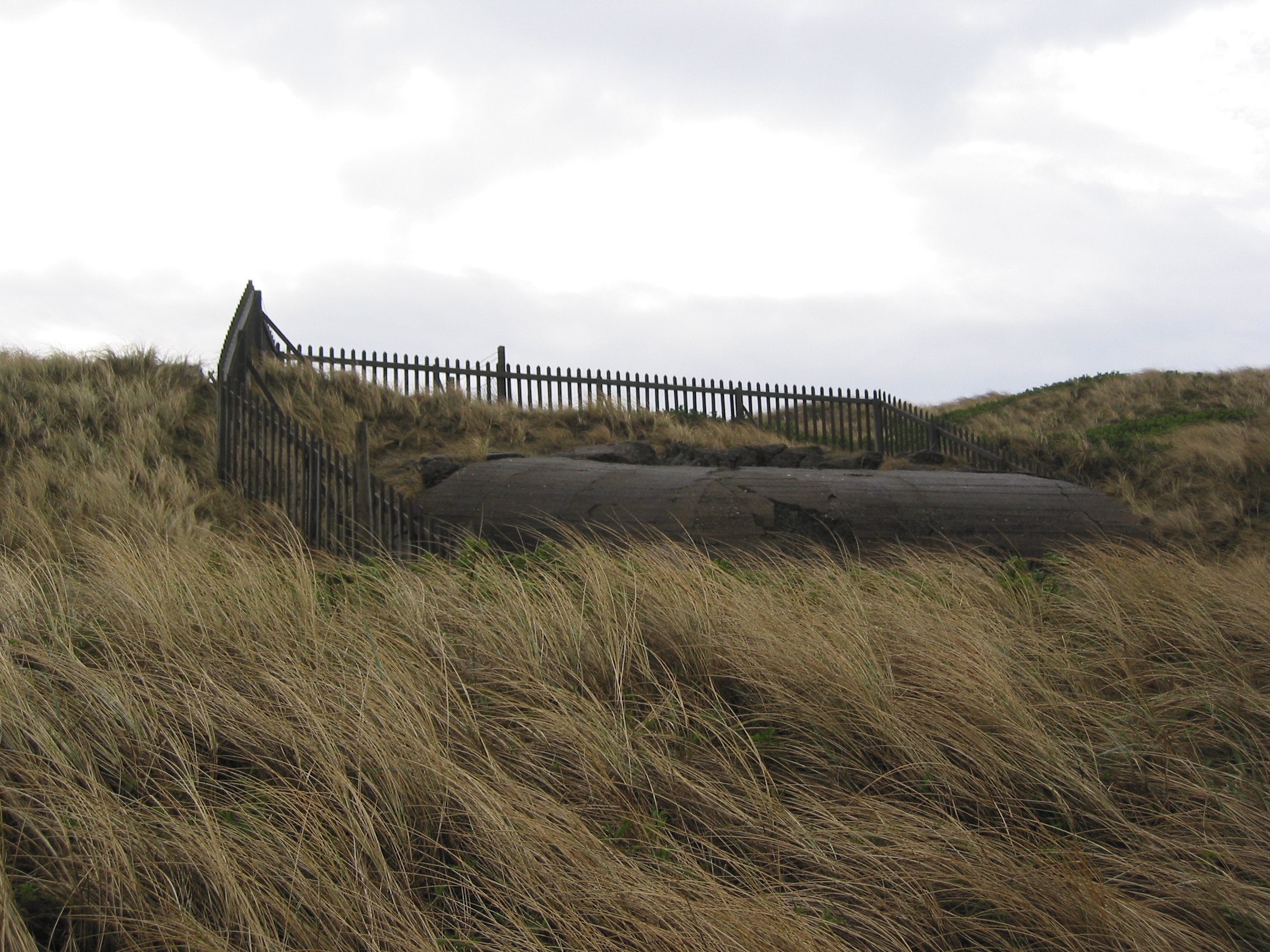
Eine Bunkeranlage im Süden von Westerland

Im Zweiten Weltkrieg wurde Sylt zum Sperrgebiet erklärt und der Fremdenverkehr kam vollständig zum Erliegen. Man erwartete eine mögliche Invasion der Alliierten über die Nordsee. Daher wurden massive Bunkeranlagen und Seezielbatterien mit schweren Geschützen in den Dünen gebaut, die von bis zu 10.000 Soldaten besetzt werden sollten. Ab 1940 war das Marine-Flak-Regiment 14 auf Sylt stationiert. Sylt blieb jedoch weitgehend von kriegerischen Handlungen verschont. Gezielte Bombenangriffe erfolgten am 7. September 1939, 8. September 1939, 3. Dezember 1939, 19. März 1940 und 17. Dezember 1940 durch britische Verbände. An Zivilgebäuden entstanden dabei jedoch nur geringe Schäden.
Einige Tage nach der bedingungslosen Kapitulation der Wehrmacht besetzten die Briten, mit Panzern und Radfahrzeugen über den Hindenburgdamm kommend, kampflos die Insel.

#### Nach 1945
1945 wurden Heimatvertriebene der ehemaligen deutschen Ostgebiete, vorwiegend aus Ostpreußen, in den alten Wehrmachtswohnungen, Lagern und Kasernen aufgenommen. Dadurch verdoppelte sich die Bevölkerung auf rund 25.000 Einwohner. Ein Großteil der Heimatvertriebenen fand beim Wiederaufbau des Fremdenverkehrs Arbeit auf Sylt und blieb.
Eine kleine Gruppe Heimatvertriebener stellten die von ihrer Insel vertriebenen Helgoländer dar. Großbritannien erklärte 1945 die Insel Helgoland zum Sperrgebiet und nutzte sie als Bombenabwurfplatz, sodass die Insel bis 1952 unbewohnbar blieb. Einige der Helgoländer siedelten sich in Hörnum an, von wo aus sie mit ihren Fischkuttern und Booten weiterhin ihre heimatlichen Gewässer anfahren konnten und so den Kontakt zu Helgoland und zur Nordsee behielten. Sie konnten unmittelbar nach der Freigabe „ihrer“ Insel zurückkehren. Diese Chance ließ sich kaum ein Exil-Helgoländer entgehen, so dass heute nur noch wenige ehemalige Helgoländer zur Sylter Bevölkerung zählen.
In den 1950er- und 1960er-Jahren stiegen mit der zunehmenden Reiselust der Bundesdeutschen die Übernachtungszahlen wieder stark an. Die Insel veränderte durch zahlreiche Baumaßnahmen zusehends ihr Gesicht. Ab Mitte der 1960er Jahre entstand das Westerlands Silhouette prägende „Neue Kurzentrum“ mit seinen drei bis zu 14-geschossigen Appartementblöcken unmittelbar am Meer. Zahlreiche weitere mehrgeschossige Appartementhäuser folgten. Durch den erheblich angestiegenen Individualverkehr wurden verkehrsberuhigende Maßnahmen nötig, die Fußgängerzonen und Bereiche mit Nachtfahrverbot in Westerland entstanden.
Die Bundeswehr nutzte die Kasernen, den Fliegerhorst und Wohnhäuser der Wehrmacht für ihre Einrichtungen weiter. In List befand sich die Marineversorgungsschule (MVS), in Tinnum ein Fliegerhorst der Marine, und es waren unter anderem eine Kompanie des Luftwaffenausbildungregiments eine Marinefliegerlehrgruppe sowie eine Reservelazarettgruppe auf der Insel stationiert. 2007 wurde die letzte militärische Einrichtung geschlossen. Im Zusammenhang mit dem Verkauf der bundeseigenen Immobilien kam es zu erheblichem Dissens mit den betroffenen Gemeinden und zu Verwerfungen am Markt. Pläne, auf dem Gelände der ehemaligen MVS einen Bildungseinrichtung mit angeschlossenem Internat zu gründen, wurden bislang nicht verwirklicht.
Aktuell gibt es in unterschiedlichen politischen Gremien Bestrebungen, die Insel auch verwaltungspolitisch zu einer Gebietskörperschaft zusammenzufassen. So fusionierten am 1. Januar 2009 die beiden größten Gemeinden Sylt-Ost und Westerland zusammen mit Rantum zur Gemeinde Sylt. Ob und wann sich die restlichen Inselgemeinden dieser Fusion anschließen, ist in den jeweiligen politischen Gremien umstritten.

## Wirtschaft

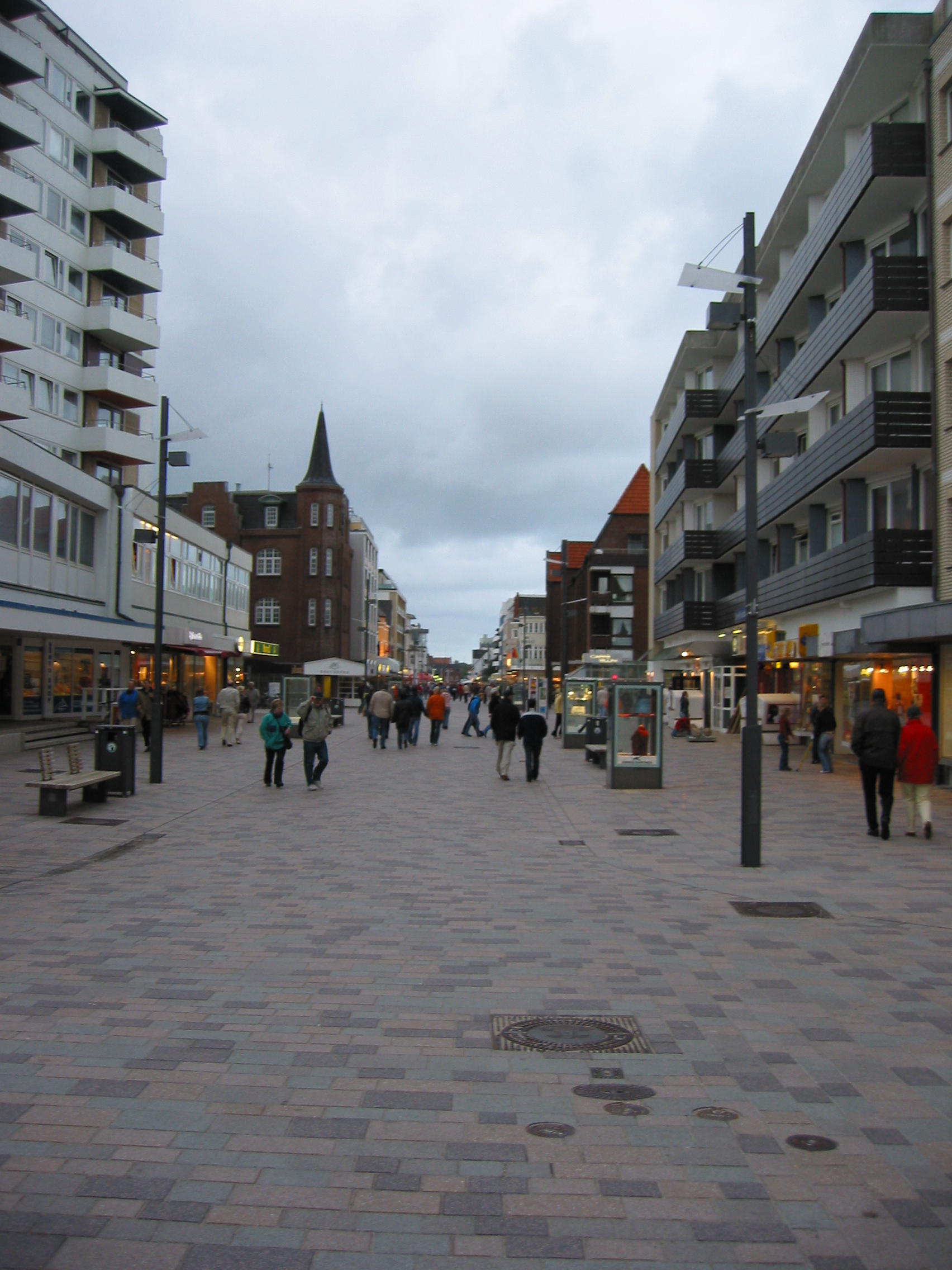
Die Fußgängerzone in Westerland; Blick vom Kurzentrum gen Osten

Parallel zu den seit den 1950er Jahren stark ansteigenden Touristenzahlen gingen andere Wirtschaftszweige erheblich zurück. Die Wirtschaft der Insel ist nahezu vollständig unmittelbar oder mittelbar vom Tourismus abhängig. Somit sind sowohl Einzelhandel, Gastronomie, Dienstleistungen als auch das Handwerk auf die Bedürfnisse der Gäste und Vermieter zugeschnitten. Landwirtschaft und Seefahrt spielen seit Mitte der 1970er Jahre eine zunehmend geringere Rolle in der Sozialstruktur der Insel; allein in Sylt-Ost finden sich nach wie vor arbeitende Betriebe der Land-, Vieh- und Holzwirtschaft. Auch das einzige verbliebene Industrieunternehmen, die Beyschlag Werke, verließen im Jahr 1974 aufgrund steigender Grundstückspreise und der für sie ungünstigen Verkehrsanbindung die Insel. Da Sylt im Gegensatz zum strukturschwachen Festland Nordfrieslands ein Überangebot an Arbeitsplätzen aufweist, pendelt ein Großteil der Arbeitnehmer, rund 4500 Personen, täglich vom Festland per Zug und Fähre auf die Insel; somit wirkt sich die Wirtschaftskraft der Insel auch auf das angrenzende Festland aus.

### Gentrifizierung
Die große Wirtschaftskraft zieht nicht nur Arbeitnehmer an, sie ist gleichzeitig Grund für einen Wegzug von Sylter Familien, soweit für sie die hohen Mieten und hohe Lebenshaltungskosten nicht mehr tragbar sind. Damit verliert auch die örtliche Gemeinschaft, da die meisten Zweitwohnungsbesitzer nur zeitweise auf Sylt leben.
Die Zahl der Einwohner mit Hauptwohnsitz auf Sylt betrug Ende 2014 17.713, nachdem sie 2003 noch knapp unter 20.000 gelegen hatte. 2014 waren nur noch 14 Prozent der Einwohner mit Hauptwohnsitz unter 20 Jahre alt. 2014 wurde die Geburtsstation des Krankenhauses geschlossen.

### Tourismus

#### Geschichte des Tourismus

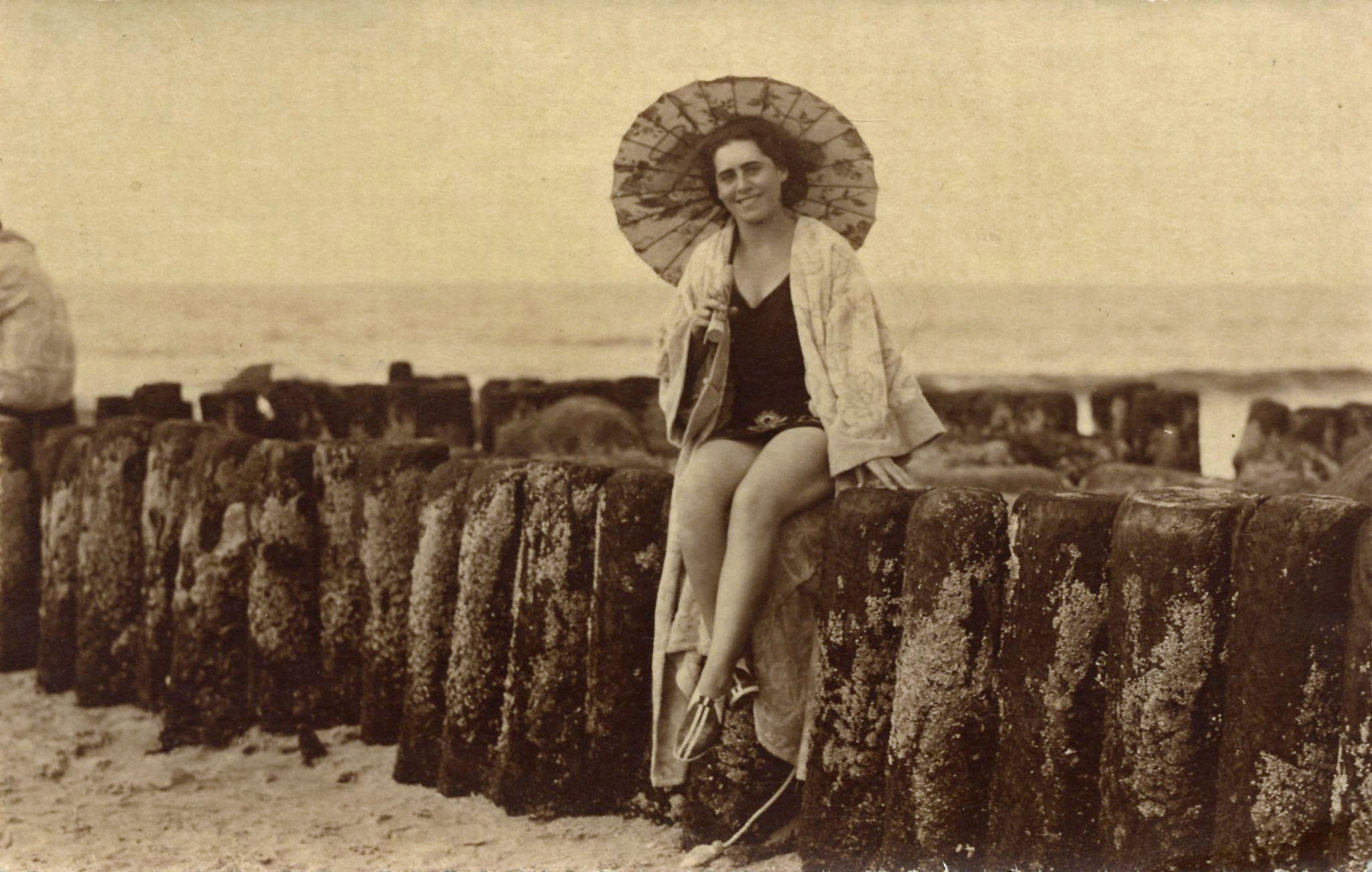
Badegast, historische Postkarte

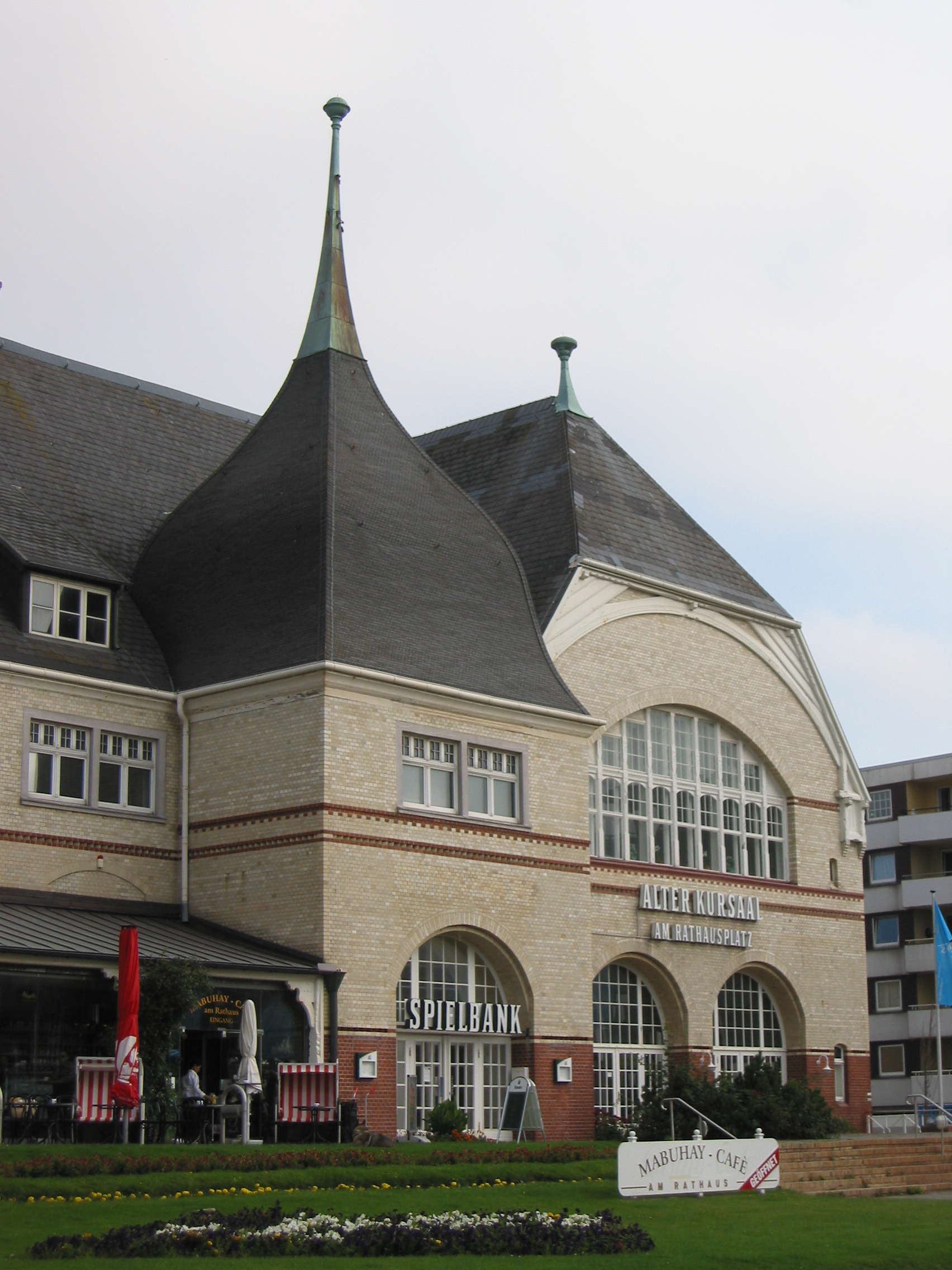
Das repräsentative ehemalige Kurhaus von Westerland, heute Rathaus

Der Tourismus ist seit über 100 Jahren auf Sylt von erheblicher Bedeutung, seit Westerland 1855 zum Seebad wurde. Kuren auf Sylt entwickelte sich schnell zur Mode der Ober- und Mittelschicht und führte zur wirtschaftlichen Neuorientierung der Sylter. In den ersten Jahrzehnten blieben die Gäste meist mehrere Wochen wegen der Heilwirkung des Reizklimas und erwarteten während dieser Zeit ein entsprechendes Unterhaltungsprogramm, das seinerseits ein entsprechendes Publikum anzog. Abseits der Hauptorte wurden nach Ende des Ersten Weltkrieges in ehemaligen Kasernenanlagen Landschulheime für Kinder aus den Großstädten eingerichtet.
Während des Zweiten Weltkrieges wurde die Insel zum Sperrgebiet erklärt und der Tourismus kam völlig zum Erliegen. Die unmittelbaren Nachkriegsjahre waren geprägt von Hunger und Arbeitslosigkeit. Leerstehende Hotels waren oft mit Kriegsflüchtlingen belegt, und der Kurbetrieb ruhte vollständig. Erst nach der Währungsreform konnten in der Sommersaison 1949 die ersten Nachkriegs-Kurgäste verzeichnet werden. Seitdem stiegen die Übernachtungszahlen stetig an. Um 1960 erlebte der Tourismus einen Aufschwung. Außer den bisherigen wohlhabenden Kurgästen zog Sylt nun auch größere Massen an. Das Ortsbild der Stadt Westerland erfuhr eine tiefgreifende Umgestaltung. Prägten bisher, neben traditionellen Friesenhäusern und wilhelminischen Bädervillen, nur einige größere Hotels das Stadtbild, entstanden nun mit dem „neuen Kurzentrum“ Appartementanlagen mit bis zu 14 Stockwerken. Nach und nach verdrängten diese modernen Anlagen die Villen und Logierhäuser. Diese Appartementanlagen der 1960er- und 1970er-Jahre prägen heute den Innenstadtbereich von Westerland, während die übrigen Inselorte weitgehend von dieser intensiven Bebauung verschont blieben.

#### Tourismus heute
Heute hat die Insel über 62.000 Gästebetten und im Jahr 900.000 Gäste mit etwa 6,8 Millionen Übernachtungen (Stand: 2023), also durchschnittlich 7,50 Übernachtungen je Gast (Stand: 2022). Im Sommer befinden sich täglich rund 150.000 Menschen auf der Insel. In der Nebensaison von Oktober bis März wurden knapp 29 Prozent der Übernachtungen registriert. Die Zahl der Kurgäste, die tatsächlich Kuranwendungen in Anspruch nehmen, ist dabei auf weniger als ein Zehntel zurückgegangen.
Beachtlich ist auf Sylt die hohe Dichte an Restaurants mit gehobenem gastronomischem Angebot und mit durch Fachpresse sowie Restaurantführer ausgezeichneter Küche. Drei Restaurants weisen Michelin-Sterne (Stand 2022) auf und zahlreiche Restaurants sind im Gault-Millau verzeichnet.
Nachteile des Tourismus auf Sylt sind die zunehmende Flächenversiegelung durch Neubauten, ein hohes Verkehrsaufkommen durch die große Anzahl auf die Insel gebrachter Personenkraftwagen sowie Störungen in den Natur- und Vogelschutzgebieten. Zugleich tragen die Einnahmen aus dem Tourismus dazu bei, die Naturschutzmaßnahmen zu finanzieren.

#### Freizeiteinrichtungen

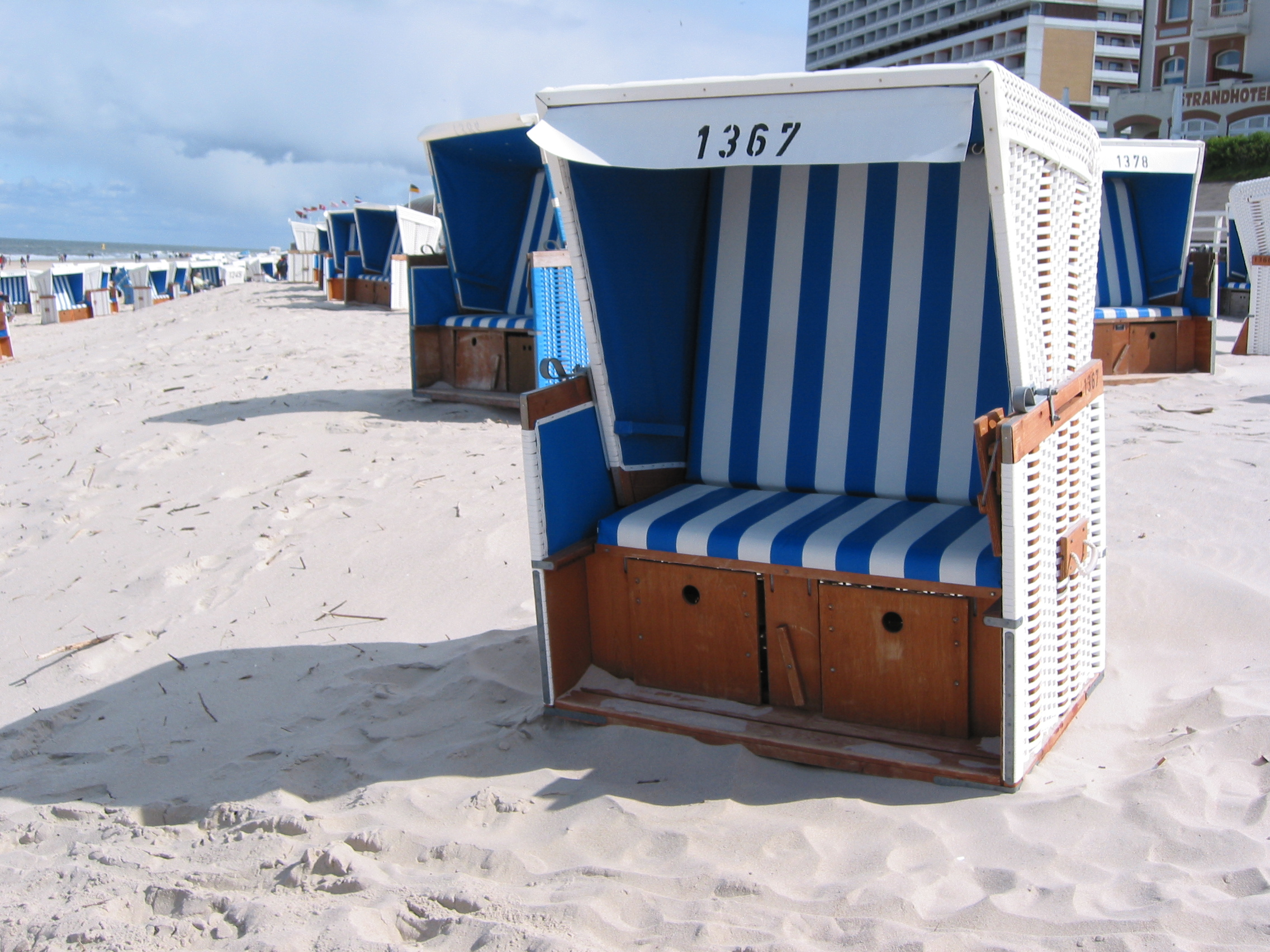
Strandkörbe am Westerländer Hauptstrand

Das Freizeitangebot wird zu einem großen Teil durch die Natur bestimmt. Der 40 Kilometer lange Sandstrand im Westen der Insel mit über 12.000 Strandkörben ist in weiten Bereichen nur gegen Kurabgabe zugänglich. An der geschützteren Ostseite der Insel, am Wattenmeer, liegen ebenfalls mehrere Badestellen, etwa in List, Braderup, Munkmarsch, Morsum, Rantum und Hörnum. Geführte Wattwanderungen werden von den Gemeinden, privaten Wattführern oder Naturschutzverbänden wie der Naturschutzgemeinschaft Sylt e. V. und der Schutzstation Wattenmeer während der Saison angeboten. In Westerland befindet sich direkt an der Strandpromenade ein Meerwasser-Wellenbad, die Sylter Welle. Im Jahr 2004 eröffnete das Sylt Aquarium und 2009 das Erlebniszentrum Naturgewalten Sylt in List. Zusammen mit dem Tierpark Tinnum können sich Besucher hier über die heimische Flora und Fauna informieren. Die Insel verfügt über vier Golfplätze, von denen der bislang jüngste in Hörnum seit dem Jahr 2008 bespielbar ist. Darüber hinaus bieten zahlreiche Funsportanbieter saisonale Aktivitäten an, zum Beispiel Fallschirmspringen, Touren auf Segways oder geführte Wanderungen.

#### Freikörperkultur und Nacktbaden
Zu Beginn des 20. Jahrhunderts waren die Badestrände nach Geschlechtern in „Damenbad“ und „Herrenbad“ getrennt; es wurde in langen Badekleidern gebadet. Ab Anfang des 20. Jahrhunderts entwickelte sich – ausgehend vom freideutschen Jugendlager Klappholttal und den Intellektuellen und Künstlern im Dorf Kampen – eine Bewegung, die ein Strandleben ohne Bekleidung pflegte. 1920 wurde auf Sylt der erste Nacktbadestrand eröffnet. Nacktbaden und -sonnen verbreiteten sich über die gesamte Insel. Mit „Sylt“ wurde Nacktbaden verbunden und das ideale Umfeld für Anhänger der Freikörperkultur (FKK). Seit den 1960er-Jahren gibt es am gesamten Weststrand ausgewiesene Nacktbadestrände mit Namen wie „Abessinien“, „Samoa“ oder „Sansibar“. Zum wohl berühmtesten Sylter Nacktbadestrand wurde durch regelmäßige Berichterstattung in den Boulevardmedien der von „Buhne 16“ in Kampen. Heute verwischen die Abgrenzungen zwischen Nacktbade- und Textilstrand mehr und mehr. Während die Nacktbadestrände ein wenig an Popularität verloren haben, ist es nicht mehr ungewöhnlich oder aufsehenerregend, an „normalen“ Stränden ohne Bekleidung zu baden oder zu sonnen.

#### Veranstaltungen

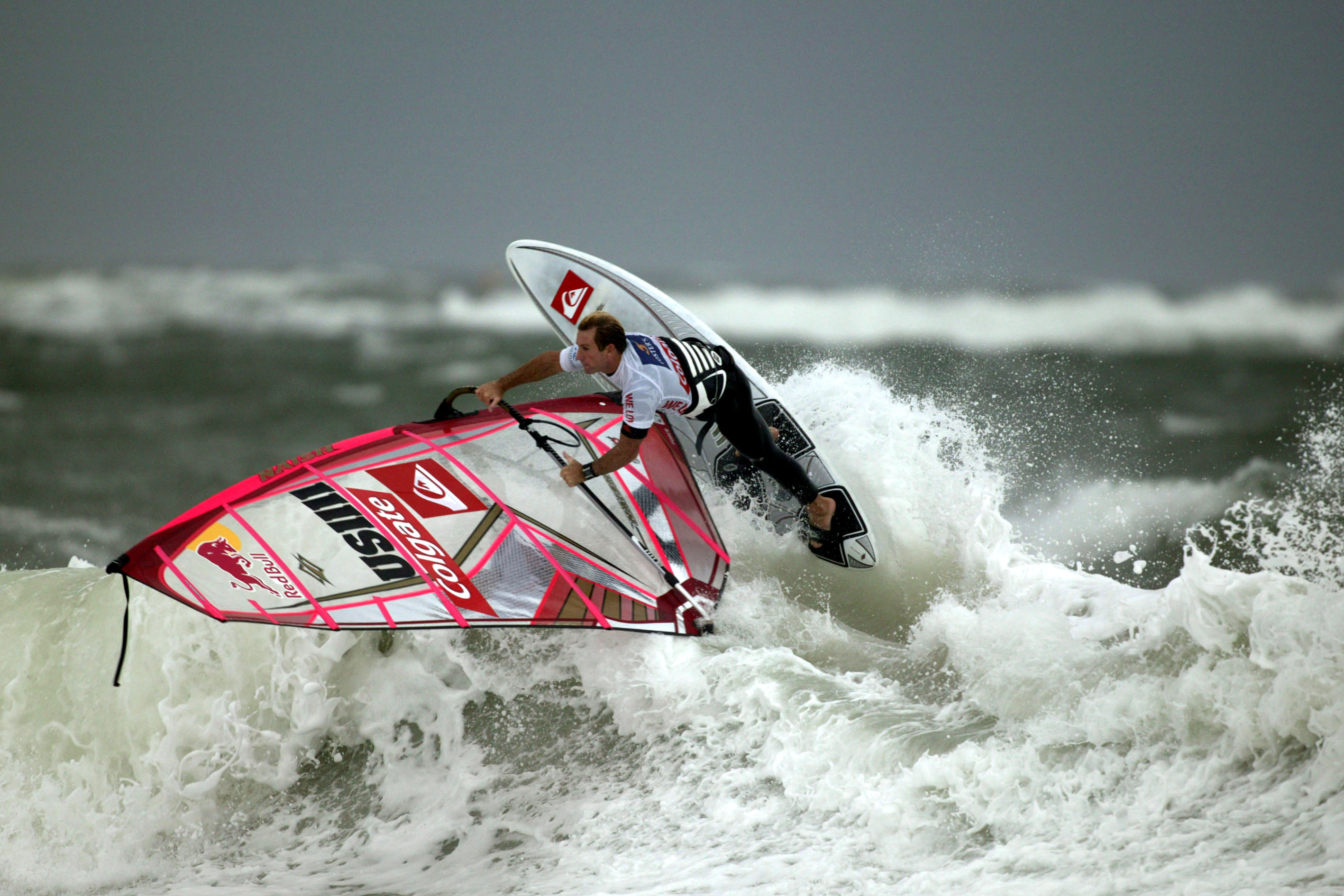
Die „Windsurflegende“ Robby Naish vor Sylt

Das „Meerkabarett“, seit 2007 im „kunst:raum sylt quelle“ in Rantum beheimatet, präsentiert seit 1994 im Juli und August Komiker, Kabarettisten und Musiker.
Am „Syltlauf“ über 33,333 Kilometer nehmen jährlich bis zu 1500 Läufer teil. Darüber hinaus finden zahlreiche Regatten und Wassersportwettbewerbe statt – vornehmlich vor dem Westerländer Weststrand. Dazu zählen der Windsurf-Worldcup, die Kitesurf-Trophy sowie der Deutsche Windsurfcup, und das Cat Festival Sylt, eine Veranstaltung, die mehrere Katamaran-Regatten umfasst.

### Medienlandschaft
Neben einer eigenen Tageszeitung, der Sylter Rundschau, die im Schleswig-Holsteinischen Zeitungsverlag erscheint, existieren auf Sylt durch Werbung finanzierte und kostenlos verteilte Wochenblätter. Zusätzlich gibt es den 14-täglich erscheinenden und einzig offiziellen Veranstaltungskalender Dein Sylt, welcher im Auftrag der Tourismusservices von der Medienmanufaktur Sylt herausgebracht wird. Für die Verbreitung terrestrisch empfangbarer Radio- und Fernsehprogramme stehen auf der Insel zwei Sendeanlagen zur Verfügung, der Sender Morsum und der Sender Westerland. Seit 2011 sendet der private Radiosender Antenne Sylt im Kabelnetz auf der Insel und dem angrenzenden Festland auf UKW 89,8 MHz. Von 2016 bis 2019 sendete zudem der Sender Syltfunk auf UKW 88,1 MHz. Mit Sylt1 gibt es einen Fernsehsender, der neben Nachrichten und Wetterberichten Veranstaltungstipps und Berichte rund um die Insel ausstrahlt. Der Sender wird deutschlandweit über das Kabelnetz sowie im Internet verbreitet. Das Onlinemagazin Sylt24.TV berichtet in Text- und Videoformaten über Sylt und das Inselleben.

### Medizinische Versorgung
Neben zahlreichen niedergelassenen Ärzten stellt vor allem die Asklepios Nordseeklinik Westerland die medizinische Grundversorgung sicher. Ab 1937 existierte auf einem großen Gelände an der Nordgrenze von Westerland ein „Kurlazarett für Luftstreitkräfte“. Nach dem Krieg übernahm das Landesversorgungsamt Schleswig-Holstein dieses Lazarett für Kurbehandlungen von Kriegsversehrten. Ab 1951 führte der Arbeiterwohlfahrtsverband (AWO) Hamburg hier „Kurmaßnahmen“ durch. Mitte der 1950er Jahre schloss das Städtische Krankenhaus Westerland, das sich an der „Rote-Kreuz-Straße“ befand. Der AWO Hamburg integrierte die Akutversorgung in die umbenannte „Nordseeklinik“. 1953 wurde dort der öffentliche Krankenhausbetrieb aufgenommen, seit 1974 ist die Nordseeklinik in die Krankenhausplanung von Schleswig-Holstein aufgenommen; 2017 wurde die Anzahl der Planbetten durch die Behörde von 112 auf 95 reduziert. 1992 übernahm die Asklepios-Kliniken-Gruppe das Krankenhaus. Die Nordseeklinik gliedert sich in ein Akutkrankenhaus und eine Rehabilitationsklinik.
Die Insel Sylt ist wegen ihres allergenarmen Reizklimas Standort für mehrere Rehabilitationseinrichtungen, vor allem für Krankheiten der Atmungsorgane und der Haut.
Für die Atemwege bzw. die Lunge ist besonders die jodhaltige Meeresluft durch maritime Aerosole und das damit verbundene Reizklima aus Sonne, Wind und Salz zu nennen. Aufgrund des überwiegenden Westwinds und des geringen Baumbestands ist die Luft pollenarm.
Die größte Einrichtung ist mit rund 300 Betten die Nordseeklinik, sie deckt die Bereiche „Dermatologische Rehabilitation“, „Pneumologische Rehabilitation“, „Onkologische Rehabilitation“ und „Orthopädische Rehabilitation“ ab. Außerdem bestehen zwei große Rehabilitationskliniken für Kinder in Form der Fachklinik Sylt (Träger: Deutsche Rentenversicherung) sowie der Sylt Klinik (Träger: Deutsche Kinderkrebsstiftung).
Es bestehen zudem zwei Einrichtungen zur Mutter-/Vater-Kind-Kur in der Insel-Klinik Sylt sowie dem Louise-Schroeder-Haus.
Im Sommer 2022 eröffnete darüber hinaus in List der sogenannte „Lanserhof Sylt“ als Teil der Lanserhof Group mit Hauptsitz im österreichischen Lans. Es ist ein ganzheitliches Gesundheitsresort, dessen Fokus auf einem naturheilkundlichen Ansatz liegt. Daneben werden Behandlungen der kardiologischen Rehabilitation bei akuten und chronischen Erkrankungen angeboten.

### Windkraftanlagen

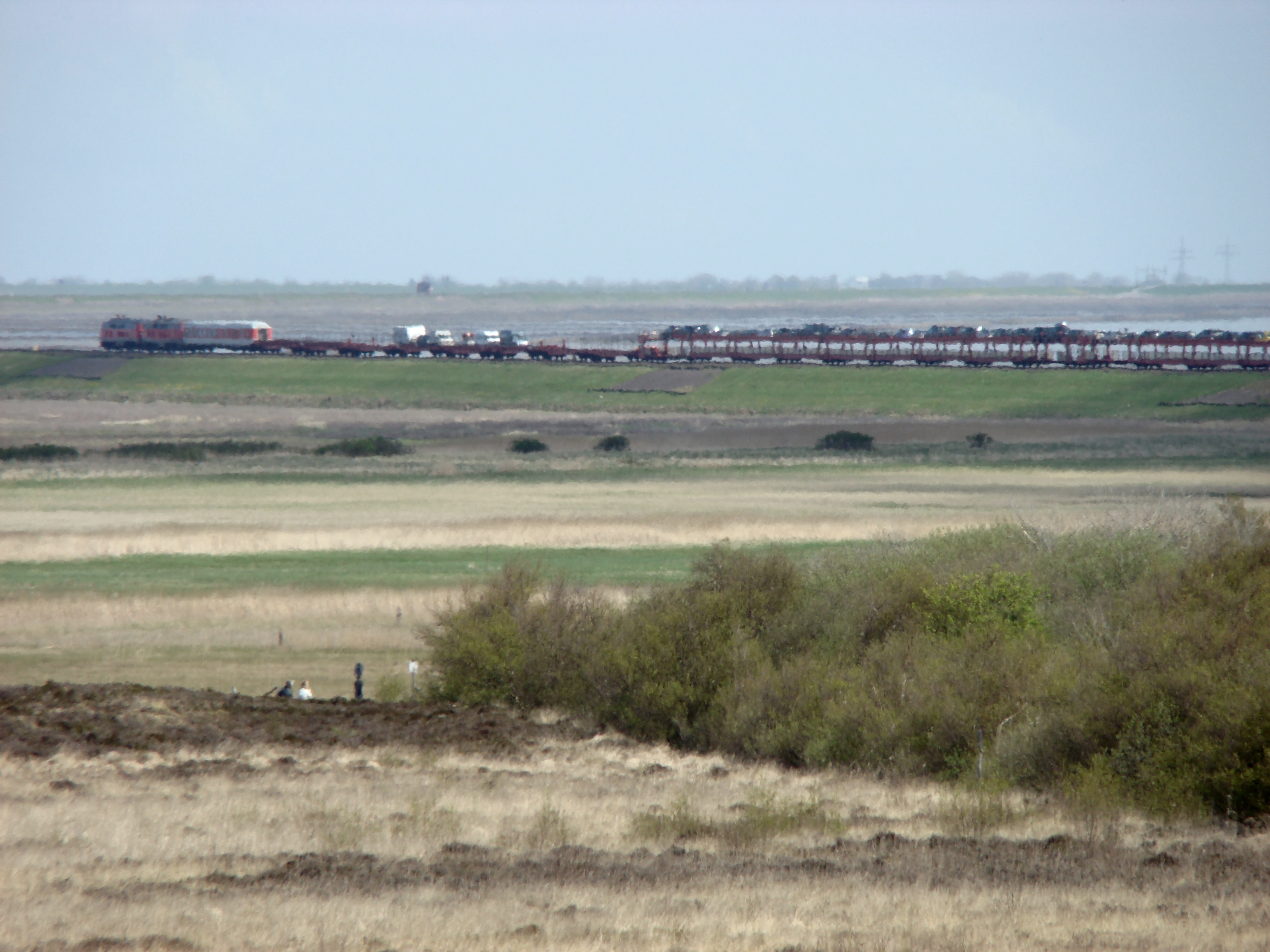
Autozug auf dem Hindenburgdamm Richtung Festland

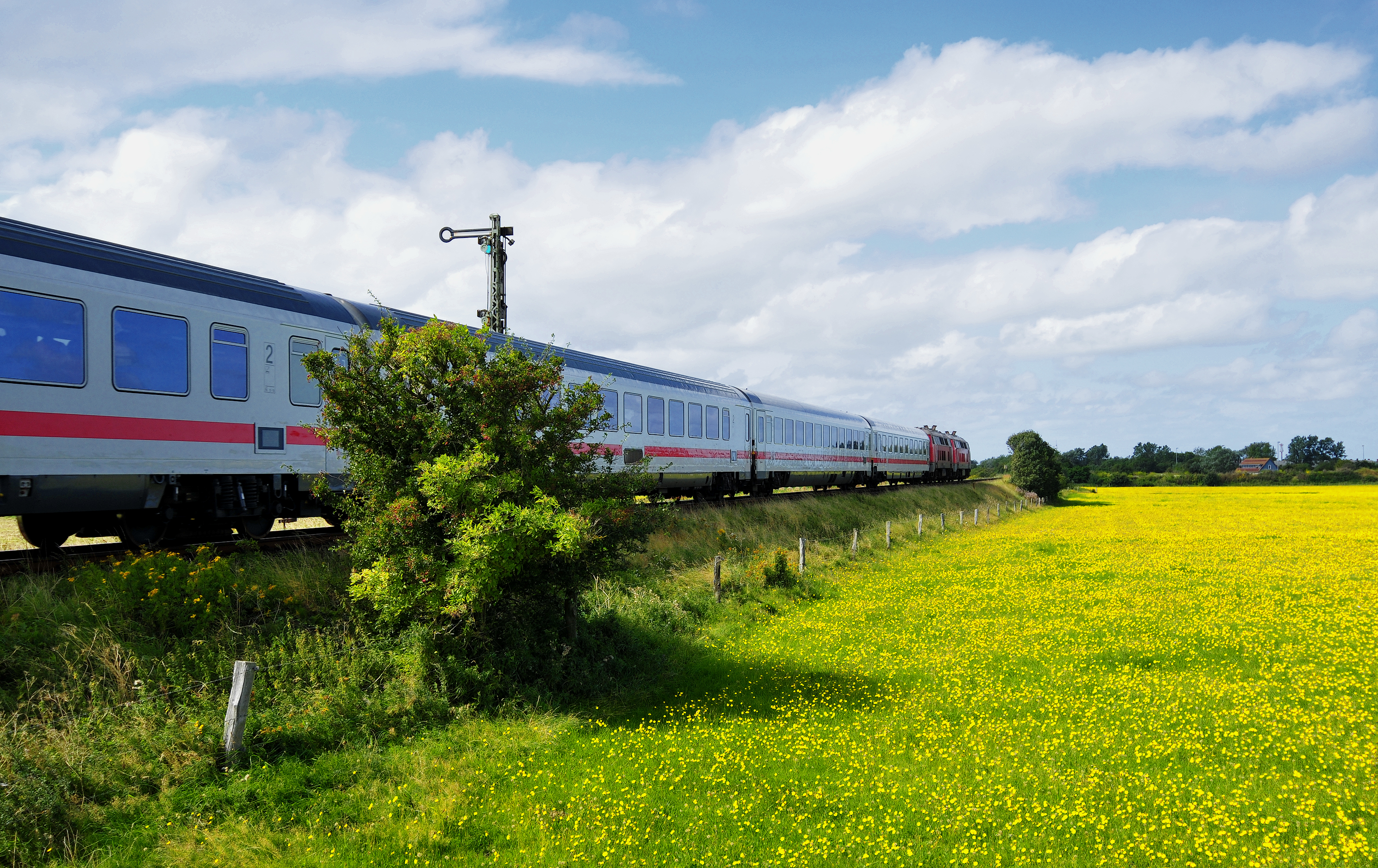
Intercity mit zwei Diesellokomotiven der Baureihe 218 erreicht Sylt

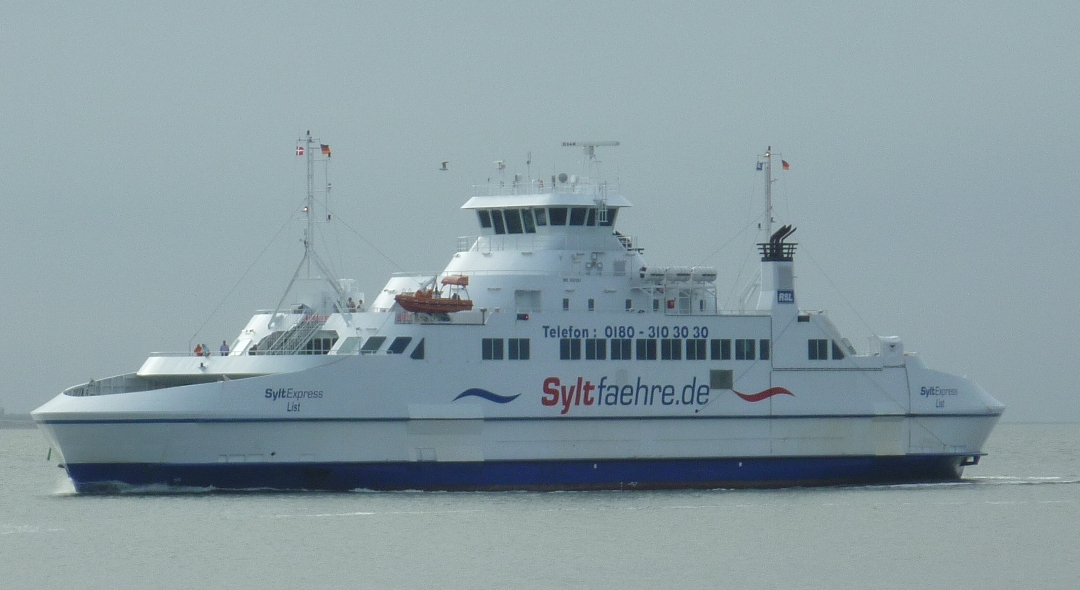
Fähre der FRS Syltfähre

Auf der Insel gibt es, im Gegensatz zum schleswig-holsteinischen Festland, keine Windkraftanlagen. Der Offshore-Windpark Butendiek wurde mit 80 Anlagen etwa 35 Kilometer vor der Küste in der Nordsee, westlich von Sylt, errichtet.

### Transatlantische Seekabel
An der Westküste von Sylt enden zwei transatlantische Seekabel, zum einen bei Rantum das 14.000 Kilometer lange Datenkabel AC-1 (Atlantic Crossing) von Brookhaven in den USA kommend, zum anderen am Ellenbogen bei List das von Kanada kommende 8.000 Kilometer lange Seekabel CANTAT-3.

### Weinbau
Der nördlichste Weinberg Schleswig-Holsteins (und somit auch Deutschlands) liegt in Keitum auf Sylt an der Munkmarscher Chaussee (Lage) in der Nähe von St. Severin. Unweit südlich befinden sich weitere Rebflächen, die von einem weiteren Weingutbetreiber gepflegt werden. Die Sylter Anbauflächen liegen zudem etwas weiter nördlich als die Weinberge auf Föhr.
Der Sylter Weißwein namens „Sölviin“ basiert auf der Rebsorte „Solaris“ und wird in ökologischer Bewirtschaftung angebaut. 2009 wurden erstmals 2700 Rebstöcke gesetzt und 2018 um 6000 Rebstöcke erweitert.

## Verkehr

### Wege nach Sylt
Mit Kraftfahrzeugen ist die Insel vom deutschen Festland aus nur mit Autozügen zu erreichen. Diese werden durch zwei Anbieter, die DB Fernverkehr (Sylt Shuttle) und die RDC Deutschland (Autozug Sylt), angeboten. Die Fahrzeuge werden in Niebüll auf Züge verladen und über die Marschbahn bzw. den Hindenburgdamm nach Westerland gefahren. Neben den Autozügen verkehren über den Hindenburgdamm Nahverkehrszüge der DB Regio Schleswig-Holstein und Fernverkehrszüge (IC) der Deutschen Bahn. Die Bahnhöfe der Insel sind (von Ost nach West): Morsum, Keitum und Westerland Endbahnhof. Letztgenannter liegt als Verkehrsknoten mit ZOB im Zentrum des Inselhauptortes und ist zudem die nördlichste Bahnstation Deutschlands.
Zwischen der dänischen Nachbarinsel Rømø und dem Hafen in List besteht eine Verbindung mit den beiden Fahrzeug- und Personenfähren der FRS Syltfähre. Diese verkehren bis zu sechzehn mal täglich und ist nach dem sogenannten „Sylt-Shuttle“ die zweitwichtigste Verbindung für Kraftfahrzeuge. Weitere Schiffsverbindungen bestehen im Personenverkehr saisonal mit der Adler-Express, die von Cuxhaven aus, jeweils an den Tagen Donnerstag bis Sonntag Hörnum erreicht.
Sylt ist über den Flughafen Sylt per Linien- und Charterverbindungen zu erreichen, die seit Ende der 1990er-Jahre erheblich an Bedeutung gewannen. In der Sommersaison bestehen mehrmals täglich direkte Flugverbindungen von und zu deutschen Großstädten und Ballungsräumen; 2019 wurden hier 140.000 Fluggäste gezählt.
Als die Deutsche Bahn 1995 das Schönes-Wochenende-Ticket einführte, fühlten sich einige gut betuchte Gäste bedroht und gestört. So konnten mit der Fahrkarte bis zu fünf Personen zum Preis von 15 D-Mark im Regionalverkehr befördert werden. Auf der Insel kam man auf die Idee, die Kurtaxe bereits am Bahnhof zu verlangen und nicht erst am Strand. Einige Hamburger Kiez-Bewohner sowie Autonome mobilisierten sich und machten sich auf den Weg nach Sylt. So kam es zu den „Politischen Chaostagen“.
2022 fürchtete man durch das 9-Euro-Ticket in den Sommermonaten Juni, Juli und August eine Überlastung der Bahnverbindungen, die Sylt mit dem Festland verbindet.

### Verkehr auf Sylt

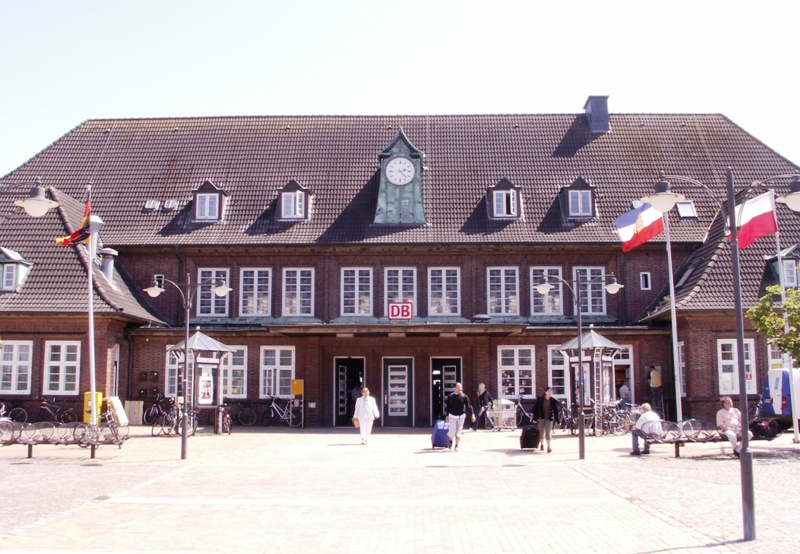
Bahnhof Westerland auf Sylt

Auf Sylt ist, wie auch auf den nordfriesischen Nachbarinseln, motorisierter Individualverkehr zugelassen. Die Insel verfügt über ein gut ausgebautes Straßennetz sowie große strandnahe Parkplätze, die zum Teil kostenpflichtig sind.
Auf der Insel wird der öffentliche Personennahverkehr durch die Linien- und Charterbusse der Sylter Verkehrsgesellschaft (SVG) sichergestellt. Die rund 30 Linienbusse der SVG fahren auf fünf Linien mit vergleichsweise kurzen Taktzeiten sämtliche Inselorte an. Zentraler Busbahnhof, der von allen Linien der Insel angefahren wird, ist der ZOB am Westerländer Bahnhof.
Radfahrer können auf ein landschaftlich reizvolles und gut ausgebautes Radwegenetz von rund 200 Kilometern Gesamtlänge zurückgreifen, das alle Inselgemeinden erschließt. Es gibt kaum eine Stelle, die nicht per Fahrrad erreicht werden kann. Als nahezu durchgehender Radweg dient die Trasse der ehemaligen Sylter Inselbahn, die Sylt außer in Westerland von Nord nach Süd durchquert. In Westerland gibt es eine autoarme Fahrradverbindung entlang der westlich gelegenen Dünen. Alle SVG-Linienbusse sind mit Fahrradträgern ausgestattet und erlauben damit eine Fahrradmitnahme von bis zu fünf Rädern. Sylts Fahrradfreundlichkeit wurde beim sogenannten „Fahrradklimatest“ im Jahr 2020 des Allgemeinen Deutschen Fahrrad-Clubs (ADFC) mit einer Gesamtbewertung von 4,0 (nach Schulnotenprinzip) benotet, das bedeutet im Vergleich zu den Durchführungen 2016 (Gesamtbewertung 4,1) und 2018 (Gesamtbewertung 4,2) eine marginale Verbesserung.
Sylt verfügt insgesamt über vier Häfen, von denen der nördlichste in List und der südlichste in Hörnum öffentlich sind. Beide Häfen sind Liegeplätze von Seenotrettungsschiffen der Deutschen Gesellschaft zur Rettung Schiffbrüchiger (DGzRS). Von diesen Häfen fahren Seebäderschiffe und Ausflugsdampfer in das Wattenmeer und zu den Seehundbänken. Von Hörnum aus verkehren die Seebäderschiffe auch zu den Nachbarinseln Amrum, Föhr und den Halligen sowie nach Helgoland. Darüber hinaus verkehrt vom Lister Fähranleger die FRS Syltfähre. Zusätzlich hat sich dort eine touristische Infrastruktur mit Restaurants, Fischbuden und Souvenirläden entwickelt. Diese Häfen bieten außerdem als Schutzhäfen Anlegeplätze für Sportboote; aber auch Fahrzeuge der Krabben- oder Muschelfischer machen hier fest. Zwei weitere Häfen, der ehemalige Fährhafen Munkmarsch sowie der in den 1930er Jahren am damaligen Seefliegerhorst entstandene Hafen Rantum, sind im Privatbesitz von Yachtclubs und nicht für die Öffentlichkeit zugänglich.

### Die Sylter Inselbahn

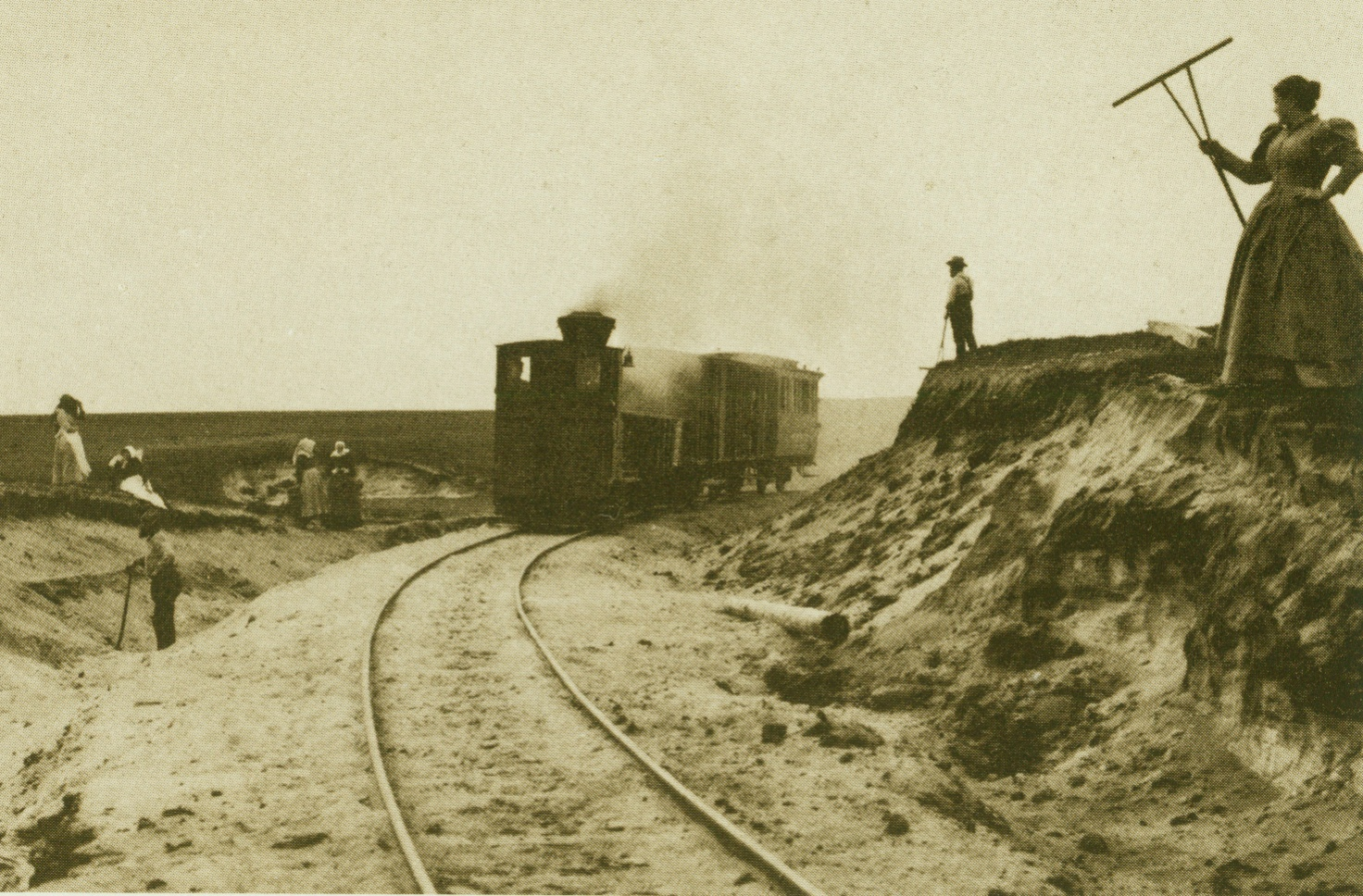
Sylter Inselbahn (1894)

Von 1888 bis 1970 verfügte die Insel Sylt über Schmalspurbahnen mit 1000 Millimetern Spurweite, die anfangs von mehreren Gesellschaften gebaut und betrieben wurden. Die erste Strecke der Sylter Inselbahn befuhr ab 1888 in den Sommermonaten die etwa 4,2 Kilometer lange Strecke vom Hafen Munkmarsch in die Inselmetropole Westerland, weitere Strecken von Westerland nach Hörnum im Süden der Insel und von Westerland nach List im Norden folgten ab 1903 bzw. 1907.
Während des Ersten und des Zweiten Weltkrieges ergänzte das Militär dieses Streckennetz um einige Kilometer, um ihre oft abgelegenen Lager und Geschützstellungen anzubinden. So wurden große Teile des Ellenbogens bei List mit einem Schienennetz versehen. In den 1940er Jahren verfügte Sylt über die Inselbahn mit dem längsten Streckennetz in Deutschland. Diese Strecken wurden jedoch unmittelbar nach dem Zweiten Weltkrieg vollständig abgebaut.
In den 1950er-Jahren erlebte die Inselbahn durch den Fremdenverkehr einen erneuten Aufschwung, der den Siegeszug des Individualverkehrs auf Sylt jedoch auch nicht aufhalten konnte. So wurden Nord- und Südbahn am 29. Dezember 1970 stillgelegt; die alte Ostbahn von 1888 war bereits im Sommer 1927 aufgegeben worden. Den Personenverkehr verlegte die Sylter Verkehrsgesellschaft (SVG) von nun an ausschließlich auf Linienbusse.

## Religion
Über Religion und Bräuche der Sylter Friesen vor der Christianisierung ist nur wenig überliefert. Die im 15. Jahrhundert entstandene Kielholtz-Chronik berichtet von heidnischen Praktiken, die der Chronist selbst erlebt haben will. Die Christianisierung der Friesen erreichte im 11. Jahrhundert auch Sylt. Die frühen christlichen Gotteshäuser dieser Zeit sind nicht erhalten. Um 1240 entstand die noch heute bestehende mächtige St.-Severin-Kirche zu Keitum, der Turm wurde um 1450 aus Ziegel- und Feldsteinen errichtet. Zu dieser Zeit waren die Friesen auch kirchlich sehr unabhängig, zahlten lange keinen Zehnten, bestimmten ihre Prediger selbst und lehnten den Zölibat der Priester ab.

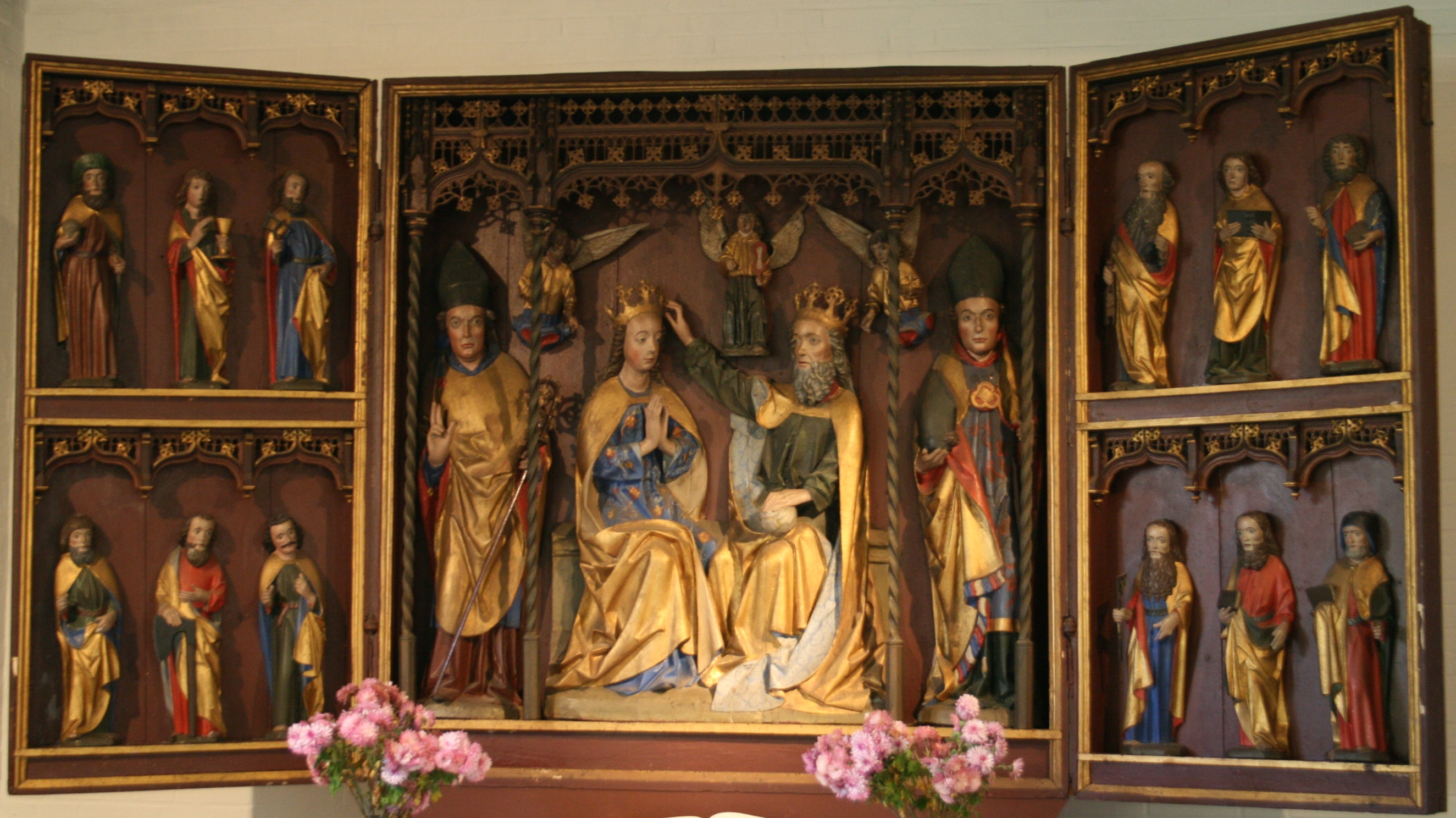
Altarbild in der Kirche St. Niels

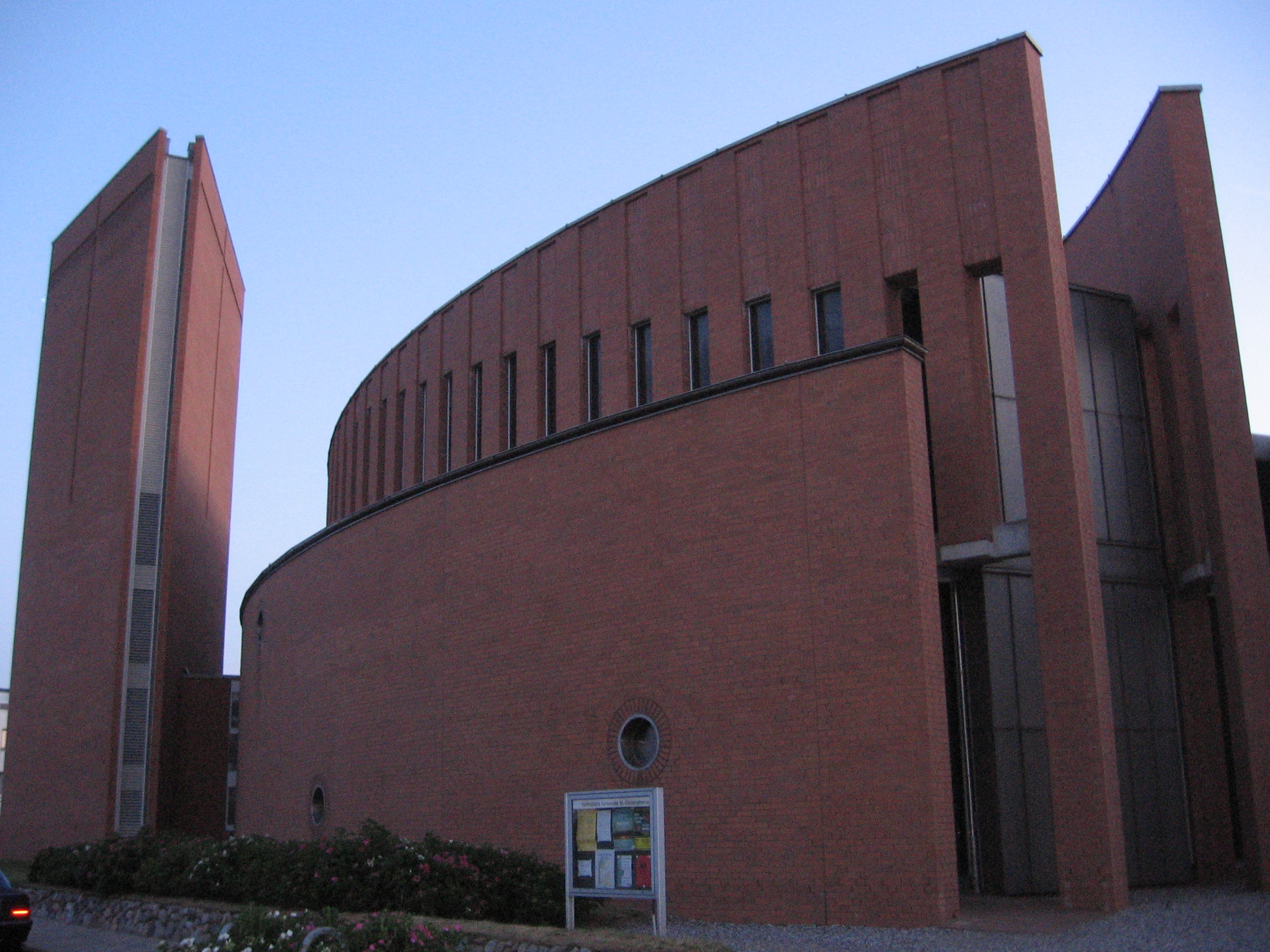
St.-Christophorus-Kirche in Westerland

In den 1520er Jahren erreichte die Reformation die Insel, Sylt wurde evangelisch-lutherisch. Heute gehören 69,2 Prozent (Stand: 2020) der Bevölkerung dieser Konfession an. Erst mit dem Einsetzen des Tourismus Mitte des 19. Jahrhunderts kamen nach und nach einige Katholiken auf die Insel, teils als Gäste, teils als neue Einwohner. Ende des 19. Jahrhunderts trug man diesen Veränderungen Rechnung und errichtete 1903 in der Neuen Straße in Westerland eine kleine katholische Kapelle. 1957 war diese längst zu klein geworden und mit der Christophorus-Kirche wurde nun ein neues Gotteshaus geweiht, das im Jahre 1998 wiederum durch einen Neubau an alter Stelle ersetzt wurde. Der Anteil der Katholiken an der Sylter Bevölkerung beträgt 6,4 Prozent (Stand: 2020).
Heute gibt es auf Sylt die evangelischen Kirchengemeinden List, Norddörfer (Norddörferkapelle in Wenningstedt), Westerland (Stadtkirche St. Nicolai und Dorfkirche St. Niels), Keitum (St. Severin), Morsum (St. Martin) sowie Rantum-Hörnum (St. Thomas). Die ebenfalls evangelisch-lutherische Dänische Kirche in Südschleswig ist mit einer Gemeinde in Westerland (Den danske Menighed på Sild) vertreten, kirchlicher Mittelpunkt der dänischen Gemeinde ist die Staldkirken in Westerland.
Die katholische Kirche unterhält neben der St.-Christophorus-Kirche in Westerland eine Filialkirche in List (St. Raphael). Die ehemalige katholische St.-Joseph-Kirche in Hörnum wurde 2008 profaniert.
Darüber hinaus unterhalten in Westerland neben verschiedenen freikirchlichen Gemeinden auch Glaubensgemeinschaften wie die Neuapostolische Kirche, die Baptisten und Zeugen Jehovas sowie orthodoxe Kirchen ihre Gemeinde-, Bet- und Versammlungsräume.
Im Jahr 1904 baute der Berliner Arzt Paul Dahlke einen buddhistischen Theravada-Tempel in Wenningstedt. Im Frühjahr 1920 errichtete er außerdem in der Braderuper Heide eine Stupa, die 1939 im Zuge der Flughafenerweiterung eingeebnet wurde. Nach dem Bau des Hindenburgdamms verlagerte er seine Aktivität nach Berlin, weil er auf Sylt sein Ziel eines abgeschiedenen buddhistischen Kulturzentrums als nicht mehr realisierbar ansah.
Auf Sylt existiert seit 1992 ein Zentrum des Tibetischen Buddhismus in Westerland.
Die wachsende muslimische Gemeinde auf Sylt verfügt derzeit über kein Gemeindezentrum oder Gebetsraum (Stand 2015).

## Kultur und Bräuche

### Sprachen

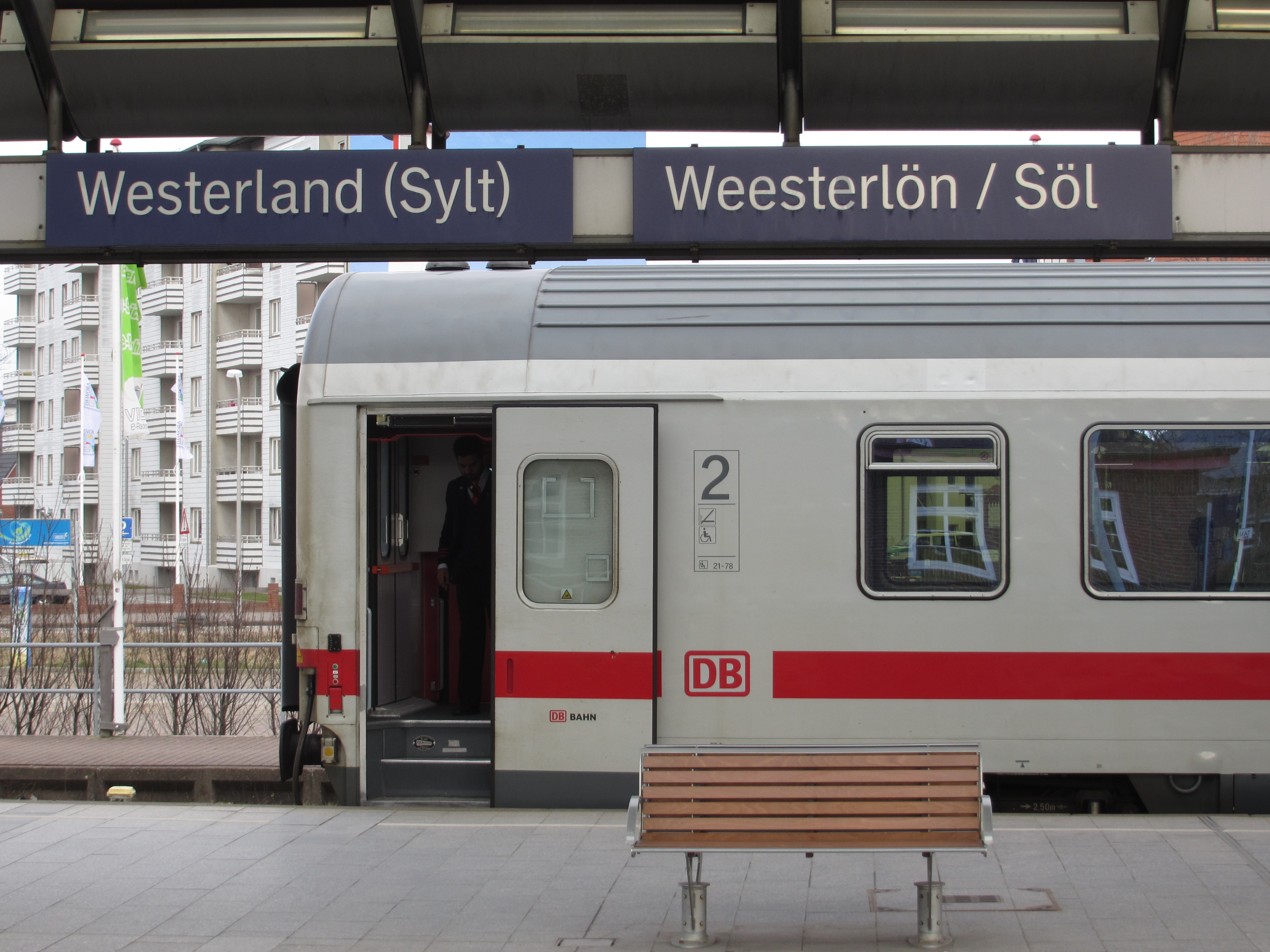
Zweisprachiges Bahnhofsschild (deutsch/friesisch) in Westerland

Zu den einheimischen Sprachen der Insel Sylt zählt zum einen das Nordfriesische in der Variante Sölring. Mit den Mundarten von Föhr, Amrum und Helgoland bildet sie die inselnordfriesische Dialektgruppe, die deutlich von der festlandnordfriesischen abweicht. Sölring unterscheidet sich von den anderen Inselmundarten unter anderem durch die größere Anzahl von dänischen Lehnwörtern. Die Sylter Mundart kennt auch eine eigene Rechtschreibung, die sich von derjenigen, die von den anderen nordfriesischen Mundarten verwendet wird, in mancherlei Hinsicht abhebt (so kennt sie zum Beispiel die Großschreibung der Substantive). Heute sprechen nur noch einige hundert Menschen Sölring. Infolge des Massentourismus und der Zuwanderung von Arbeitskräften vom Festland sowie der Abwanderung von Sylter Familien von der Insel ist die friesische Sprache auf Sylt besonders stark aus dem Alltagsleben verdrängt worden.
Gestärkt wird die friesische Sprache durch das sogenannte „Friesisch-Gesetz“ aus dem Jahre 2004, danach wird die alte Sprache wieder gefördert. So können beispielsweise Ortstafel und Beschriftungen an öffentlichen Gebäuden zweisprachig (friesisch und deutsch) gestaltet werden. Beispiele dazu sind: Die Ortstafeln „Kampen-Kaamp“ bzw. „Keitum-Kairem“ oder das „Kaamp-Hüs“ – die Kurverwaltung. Auch wird der Friesisch-Unterricht an Schulen und in der Erwachsenenbildung gefördert.
Zum anderen ist traditionell der Sylter Norden, das sogenannte Listland, das über viele Jahrhunderte zur Dänischen Krone gehörte, dänischsprachig. Auch wenn die deutsche Sprache heute im Alltagsleben dominiert, so findet sich auf der Insel dennoch eine dänische Minderheit, die ihre Sprache und Tradition in Vereinen und Schulen lebendig hält. Neben der dänischen Kirche, der Vesterland Danske Kirke in Westerland, existiert eine dänische Inselschule mit Abteilungen in Westerland und Keitum, eine dänische Kindertagesstätte sowie ein Freizeitheim in Westerland und das dänische Kulturzentrum List Kulturhus. Westerland und Keitum werden von Bücherbussen der Dansk Centralbibliotek in Flensburg angefahren.
In dem ländlicher strukturierten Sylt-Ost ist in einigen Familien noch die niederdeutsche Sprache verbreitet.

### Bildung
In den Orten Westerland, Tinnum und Wenningstedt befinden sich Schulen der Primarstufe. Bis in die 1950er Jahre existierte in Hörnum eine Zwergschule, die ihren Unterrichtsraum im Hörnumer Leuchtturm hatte. Im Jahr 2007 wurde die ehemalige Boy-Lornsen-Schule in Keitum geschlossen und aufgrund sinkender Schülerzahlen mit der Schule in Tinnum zusammengelegt. In Westerland und Keitum befinden sich die beiden Abteilungen der vom Dänischen Schulverein für Südschleswig betriebenen Inselschule (Vesterland-Kejtum Danske Skole), daneben gibt es in Westerland auch eine dänische Kindertagesstätte.
Die einzige weiterführende Schule, das Gymnasium mit Gemeinschaftsschulteil des Schulverbandes Sylt, ist in Westerland angesiedelt. Auf dem Festland ist die Berufsschule Niebüll.
Im Norden der Insel befindet sich zwischen Kampen und List in einem Dünengebiet unmittelbar hinter dem Strand die Volkshochschule Klappholttal, eine der ältesten Volkshochschulen Schleswig-Holsteins.
In List gab es im Jahr 2011 konkrete Planungen, auf dem ehemaligen Kasernengelände der Marineversorgungsschule neben einer Internatsschule, dem der Sekundarstufen I und II auch einen Universitätscampus zu errichten. Allerdings scheiterte dies an der Finanzierung.

### Friesenhäuser

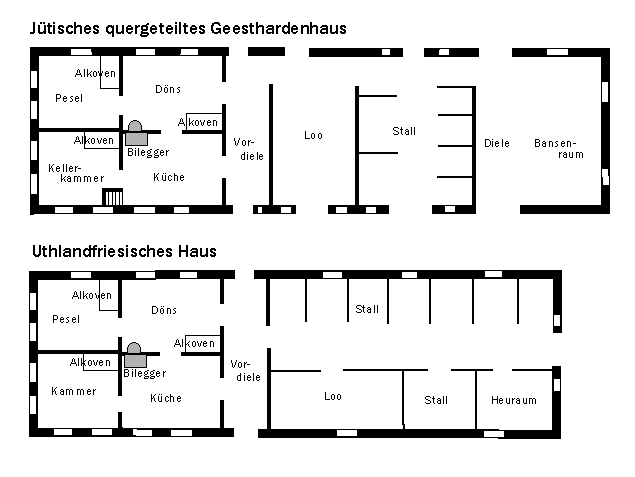
Raumaufteilung des Uthlandfriesischen Hauses im Vergleich

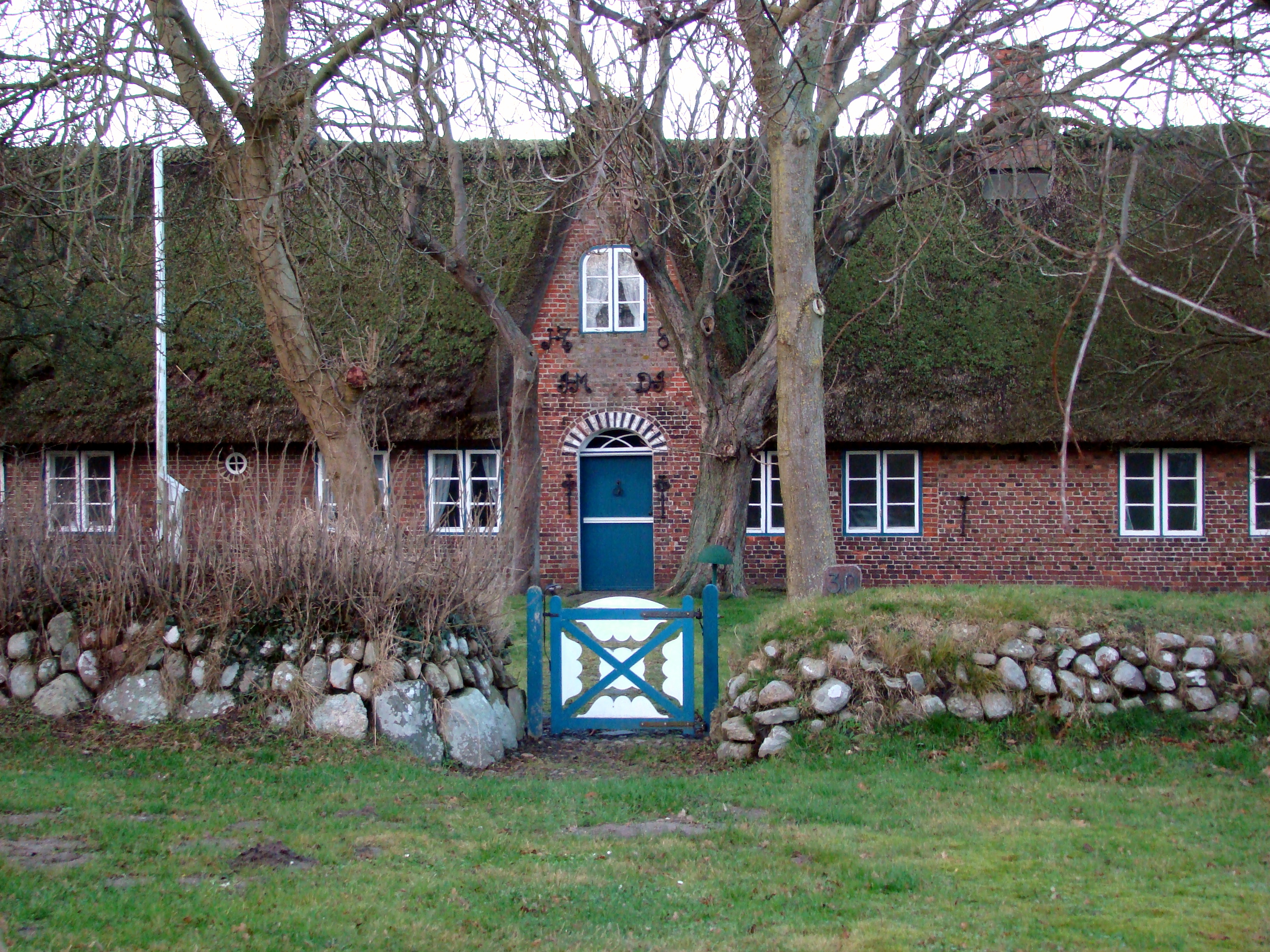
Friesenhaus von 1784 in Keitum, umgeben vom Friesenwall

Die Insel war ursprünglich aufgrund der Kargheit des Landes und des unwirtlichen Klimas recht dünn besiedelt. So existierten um 1800 in Wenningstedt gerade einmal acht Stavenplätze und in List nur zwei Höfe. Hörnum war bis etwa 1900 völlig unbesiedelt und der Ort Rantum musste zeitweise völlig vor dem starken Sandflug kapitulieren, der Höfe, Weideland und Felder unter sich begrub. Die lange vorherrschende Bauform waren die reetgedeckten, niedrigen uthlandfriesischen Häuser, eine spezielle Form der Geesthardenhäuser. Im Unterschied zu den Häusern auf dem Festland weisen sie meist einen spitzen Zwerchgiebel über der Eingangstür auf, der sich bis knapp unter den First erstreckt.
Die Häuser stehen fast alle in Ost-West-Richtung, um dem vorherrschenden Westwind eine möglichst geringe Angriffsfläche zu bieten. Im dem Wetter zugewandten Westteil der Häuser befanden sich die Ställe, sodass der Wohnbereich auf der geschützteren Ostseite lag. Die Dachgeschosse der alten Häuser wurden nicht zum Wohnen genutzt, sondern dienten als Heu- und Vorratslager, das über eine Heuluke in dem oben erwähnten Friesengiebel erreichbar war.
Bis heute erhaltene Friesenhäuser stehen nahezu ausnahmslos unter Denkmalschutz, dennoch wurden fast alle Häuser mit mehr oder weniger starken baulichen Veränderungen zu reinen Wohn- oder Appartementhäusern umgewandelt. Dabei wurde insbesondere durch den nachträglichen Einbau von Dachgauben sowie den Umbau des ehemaligen Stallteils zu Wohnzwecken das äußere Bild des Hauses stark verändert. Lediglich das vom Söl’ring Foriining schon seit 1907 als Museum betriebene sogenannte „Altfriesische Haus“ in Keitum aus dem Jahre 1737 zeigt die ursprüngliche Nutzungs- und Bauform dieser Gebäude weiterhin auf. Erhalten sind neben der eigentlichen Bausubstanz auch viele typische Ausstattungsgegenstände und Möbel, wie der in die Wand eingelassenen Alkoven mit dem nur 1,75 Meter langen Bettkasten, die Rauchküche mit offenem Herd und Feuerstelle für den in der Kööv (= Döns) gelegenen Ofen. Ein weiteres im Originalzustand belassenes Haus befindet sich im Freilichtmuseum Molfsee – Landesmuseum für Volkskunde.

### Biikebrennen
In der Nacht des 21. Februar, dem Vorabend des Petritages, werden in vielen Inselorten große Feuer entzündet. Die Geschichte des Biikebrennens geht als heidnischer Brauch bis weit in die vorchristliche Zeit zurück. Später dienten die Feuer der Verabschiedung der Grönlandfahrer. Das waren jene Sylter, die als Kapitäne oder Besatzung der Walfänger im Frühjahr ins Nordmeer zogen. Wiederbelebt hat diesen Brauch der Sylter Chronist C. P. Hansen gegen Ende des 19. Jahrhunderts. Seitdem werden wieder jährlich die Biiken an den althergebrachten Orten aufgeschichtet und entzündet. Der Petritag ist auf der gesamten Insel Feiertag – alle Schulen und viele Büros und Geschäfte haben geschlossen.

### Jöölboom
Auf der fast baumlosen Insel wurde zur Weihnachtszeit anstelle eines Weihnachtsbaumes traditionell der Jöölboom aufgestellt, ein kleineres Holzgestell, an den ein Kranz aus immergrünen Zweigen gebunden wurde. Er ruht auf einem Sockel mit dem Abbild von Adam und Eva unter einem (Apfel-)Baum mit der Schlange. Darüber sind ein Pferd, ein Hund und ein Hahn dargestellt. Die aus Salzteig gefertigten Figuren besitzen allesamt symbolische Bedeutung: Adam und Eva mit der Schlange stellen die durch den Sündenfall gewonnene Erkenntnis von Gut und Böse dar. Das Pferd soll für Kraft, Schnelligkeit und Ausdauer stehen, der Hund für die Treue. Der zuoberst platzierte Hahn soll wie auf den Kirchtürmen nach den Petruserzählungen des Neuen Testaments die Wachsamkeit ausdrücken. Je nach Geschmack und Tradition wurden weitere Naturprodukte als Dekorationsgaben hinzugefügt. Nach dem Aufkommen des Adventskranzes hat sich durchgesetzt, dass an diesem Gestell vier Kerzen befestigt werden, die ähnlich denen eines Adventskranzes nach und nach vor dem Heiligen Abend entzündet werden. Auf Sylt lange Zeit in Vergessenheit geraten, wurde der Jöölboom ab Mitte des 20. Jahrhunderts durch einige Sylter Familien wieder zu neuem Leben erweckt und erfreut sich inzwischen auch über die Insel hinaus wachsender Beliebtheit.

### Maskenloop
Das Maskenlaufen (nordfriesisch: Maskenloop) ist eine Sylter Art des in Nordfriesland verbreiteten „Rummelpottlaufens“. Dieser Brauch wird vor allem noch in den Dörfern von Sylt-Ost gepflegt. Zu Silvester ziehen kleinere Gruppen von Erwachsenen und Kindern, mit Masken verkleidet, von Haus zu Haus. Die so verkleideten Omtaakelten tragen derbe Lieder und Gedichte in friesischer oder teilweise mittlerweile auch in niederdeutscher Sprache vor, oft geht es darin um lokale Ereignisse des vergangenen Jahres. Diese Umzüge enden erst weit nach Mitternacht. Auf den Nachbarinseln Amrum und Föhr ist die Tradition als Ütj tu hulkin (Amrum) bzw. Ütj tu kenknin (Föhr) bekannt.
Das „Raketenschießen“ und Böllern ist wegen der hohen Brandgefahr aufgrund der vielen reetgedeckten Häuser und der trockenen Heide- und Dünenflächen auf der ganzen Insel untersagt.

### Eierwerfen (Aier smiten)
Ein auf Sylt zu Ostern verbreiteter Brauch ist das Eierwerfen (nordfriesisch: Aier smiten), bei dem in einem Wettbewerb der gewinnt, der ein Osterei am weitesten wirft, ohne dass es beim Aufprall zerbricht. Möglich ist auch, die Eier zu rollen statt sie zu werfen. Geeignete Plätze zum Aier smiten sind Plätze mit weichem Gras oder Moos wie am Keitumer Kliff oder an der Tinnumburg. Bräuche des Eierwerfens oder -rollens sind auch in anderen Regionen wie zum Beispiel in Mittelhessen verbreitet (→Ostereierschieben), in Ostfriesland ist der Brauch als Eiertrullern, im benachbarten Dänemark als Æggekast und Æggerulning bekannt.

### Nis Puk und die Önereesken

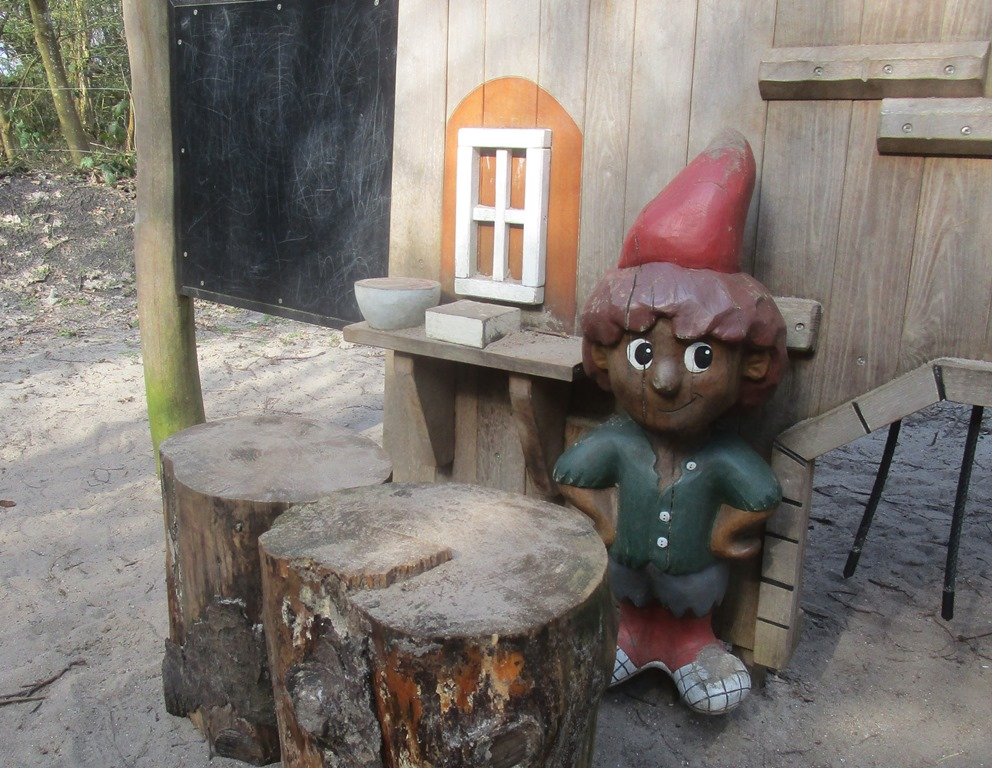
Figur des Nis Puk (Sylter Friesisch Nes Pük) im Sylter Sagenwald

Mit der Insel Sylt sind auch Sagenfiguren wie der Nis Puk (im Sylter Friesisch Nes Pük) und die Önereesken aus dem Bereich der Volksmythologie verbunden. Die Figur des Nis Puk ist im gesamten deutsch-dänischen Grenzraum verbreitet und entspricht dem skandinavischen Nisse. Der in Keitum geborene Schriftsteller Boy Lornsen hat den Sagensstoff um Nis Puk in mehrere Kinderbüchern aufgenommen und weiterentwickelt. Bei Kampen hat Nis Puk auch Eingang in den Themenwald Sylter Sagenwald gefunden. Die Vorstellung von unter den Grabhügeln lebenden nordfriesischen Unterirdischen (Önereesken) findet sich auch auf den Nachbarinseln Amrum und Föhr, wo diese als Onerbäänkin bzw. Oterbaankin bekannt sind.

### Persönlichkeiten

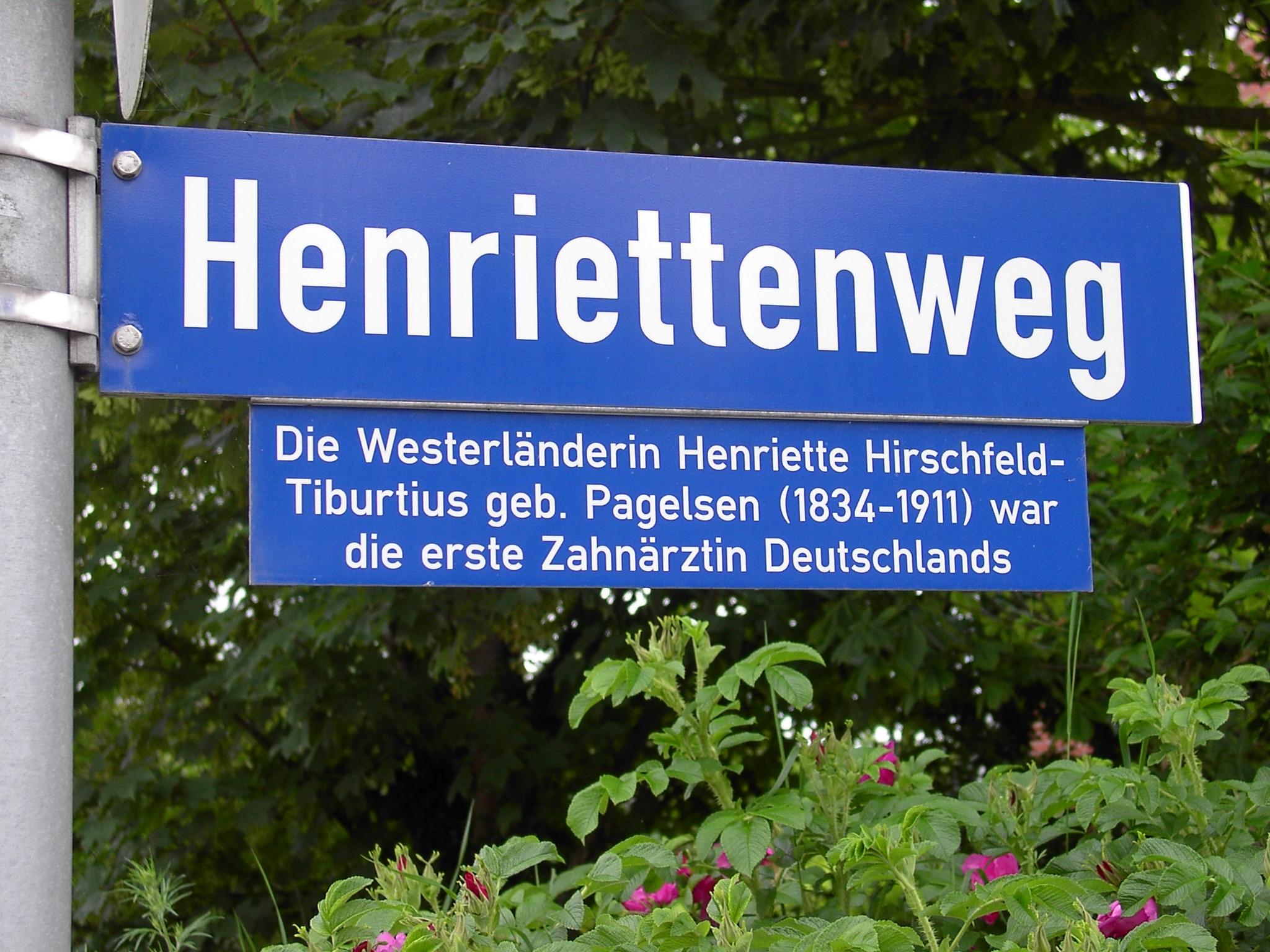
Straßenschild in Sylt-Westerland zu Ehren von Henriette Hirschfeld-Tiburtius (1834–1911), erste zugelassene Zahnärztin in Deutschland

Die Insel wurde von Menschen geprägt und prägte gleichermaßen viele Menschen, die auf der Insel lebten oder sich mit ihr befassten. So begann der in Keitum geborene Freiheitskämpfer Uwe Jens Lornsen seine politische Karriere auf Sylt, und Theodor Storm verfasste nach einem Aufenthalt auf der Insel im August 1887 die durch seinen Tod unvollendet gebliebene Sylter Novelle. Nach dem Westerländer Kapitän Dirk Meinerts Hahn ist das Auswandererdorf Hahndorf in Australien benannt. In den Liedtexten des Liedermachers Reinhard Mey finden sich gelegentlich Bezüge zur Insel – so etwa in seinem Lied Rüm Hart.
Dass das alte Sylt nicht in Vergessenheit geriet, wurde schon vor über 100 Jahren durch den Keitumer Lehrer und Heimatkundler Christian Peter Hansen sichergestellt, der als bedeutendster Chronist der Insel gilt. Nach dessen Tod führte der Heimatforscher Christian Jensen seine Arbeit fort.
Seit Aufkommen des Tourismus Mitte des 19. Jahrhunderts lockte die Insel Künstler an. Insbesondere Kampen war zu Beginn des 20. Jahrhunderts so etwas wie eine Künstlerkolonie. Neben den Verlegern Ferdinand Avenarius und Peter Suhrkamp kamen zahlreiche Kunstschaffende auf die Insel, darunter Dichter und Denker wie Thomas Mann oder Kunst-, Tanz-, Film- und Theaterleute wie Gret Palucca und Will Grohmann oder Journalisten wie Rudolf Augstein (in Keitum begraben).

### Sylt in der Malerei
Unter den ersten Malern, die Sylt als Sujet entdeckten, waren Eugen Dücker, Eugen Bracht, Hinrich Wrage, Julius Bodenstein und Hans Peter Feddersen. Franz Korwan und Jacob Alberts folgten ihnen.
Der Maler Andreas Dirks wurde 1865 in Tinnum auf Sylt geboren. Er studierte an der Kunstakademie Düsseldorf und in Weimar, lebte seit 1895 in Düsseldorf, nahm dort 1916 eine Professur an und unterhielt gleichzeitig in Westerland ein Atelier.
Ulrich Schulte-Wülwer bezeichnete ihn als „… die stärkste künstlerische Begabung, die die Insel hervorgebracht hat“. Carl Arp kam 1903, Alf Bachmann 1905 erstmals nach Sylt. C.C. Feddersen ließ sich 1920 in Keitum nieder, Hugo Köcke 1921 in Westerland, er behielt sein Atelier in Berlin bei.
Malerinnen und Maler wie Emil Nolde, Helene Varges, Ingwer Paulsen, Erich Heckel, Anita Rée, Albert Aereboe, Ernst Mollenhauer und Magnus Weidemann (beide in Keitum begraben), Siegward Sprotte, Otto Eglau, Dieter Röttger, Wilhelm Ludwig Lehmann und Karl-Heinz Berndt-Elbing zog es nach Sylt. Zu den zeitgenössischen Künstlern gehören die in Berlin und auf Sylt lebenden Maler und Bildhauer Rainer Fetting und Ingo Kühl.

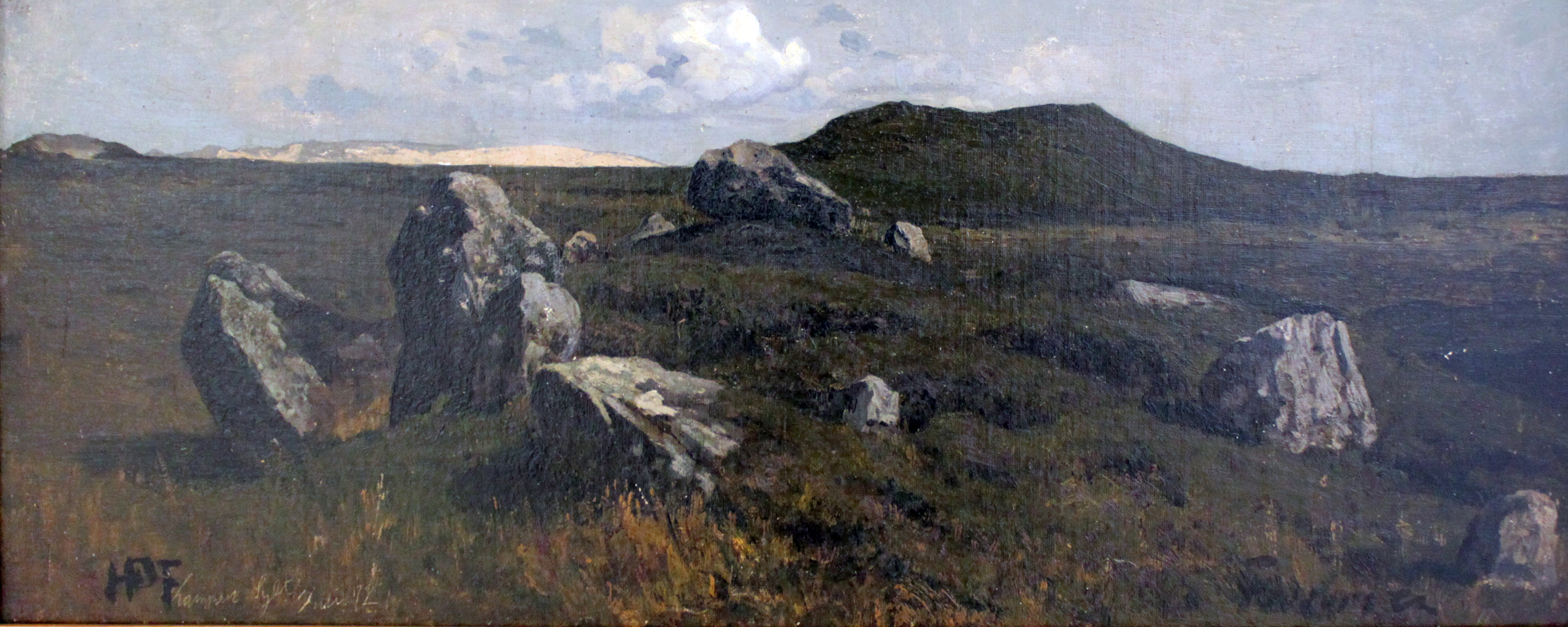
Hans Peter Feddersen Hünengräber auf Sylt, 1872, Öl auf Leinwand 27 cm × 68,5 cm, Kunsthalle zu Kiel
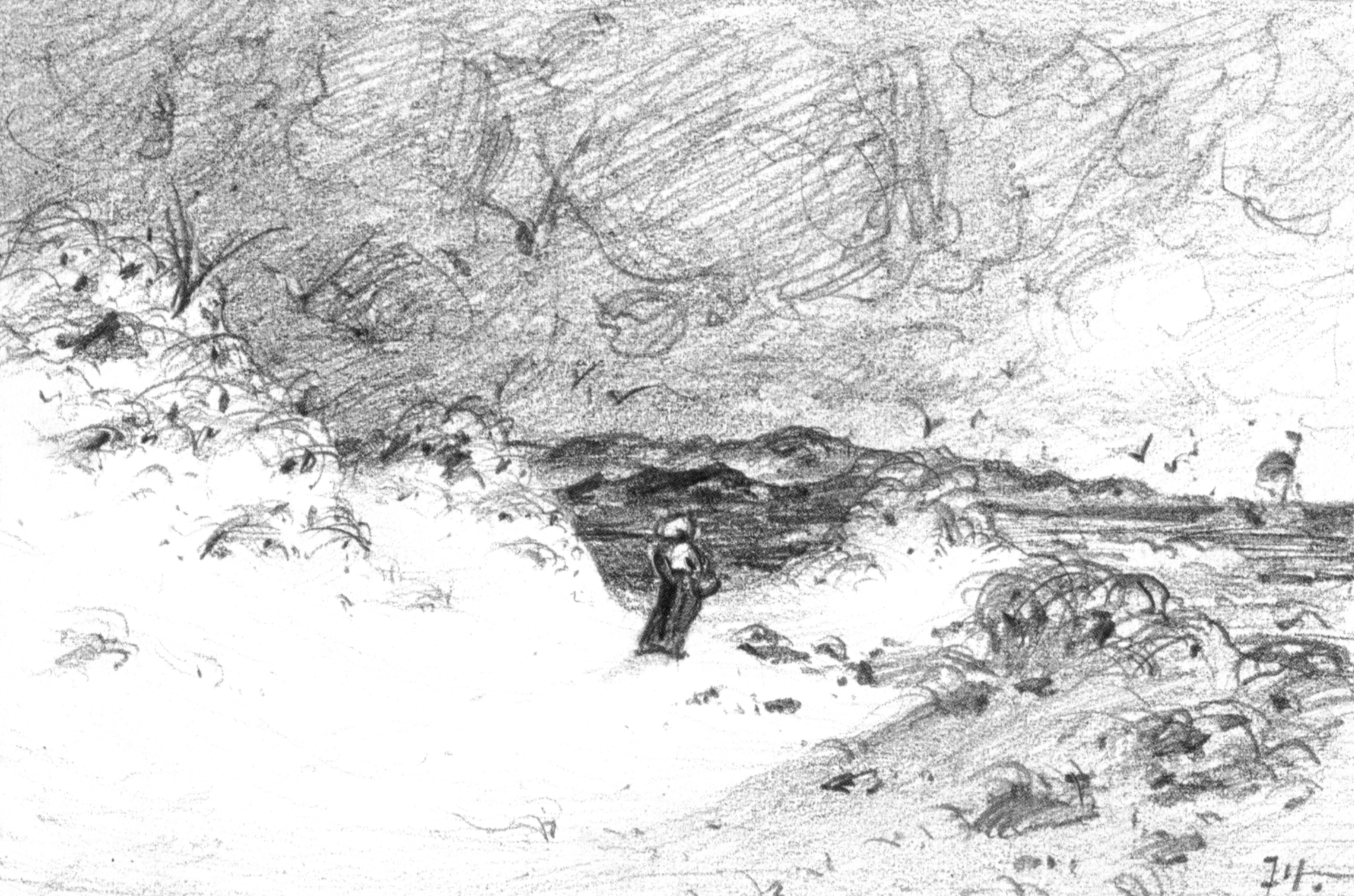
Fritz Stoltenberg Sylt Dünen, 1874, Zeichnung
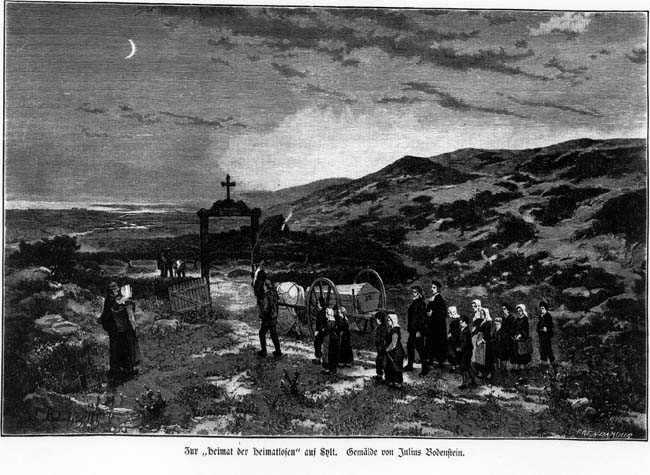
Julius Bodenstein Heimat der Heimatlosen auf Sylt, 1889
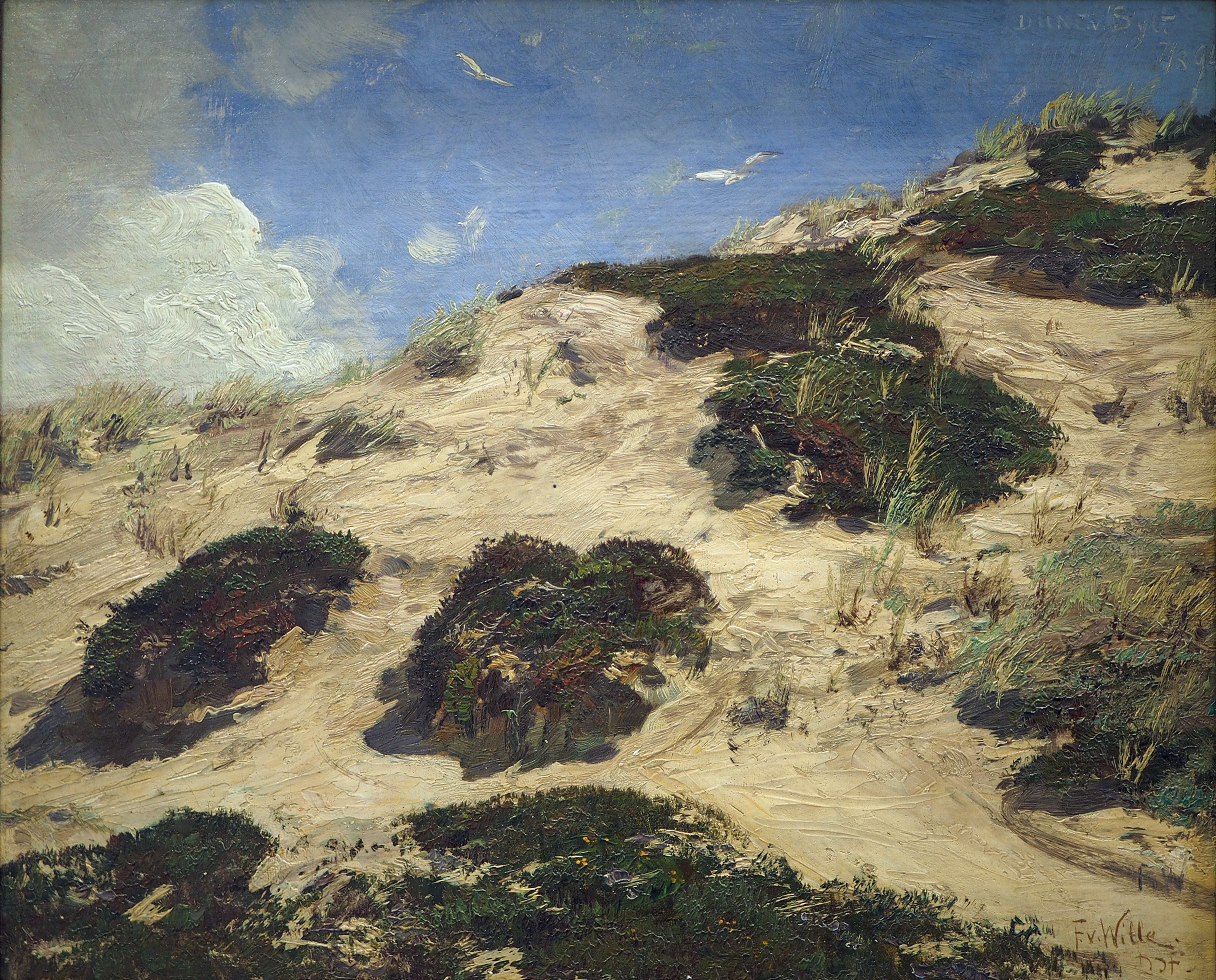
Fritz von Wille, Dünen von Sylt, Öl auf Hartfaserplatte, 1894, Albert-König-Museum
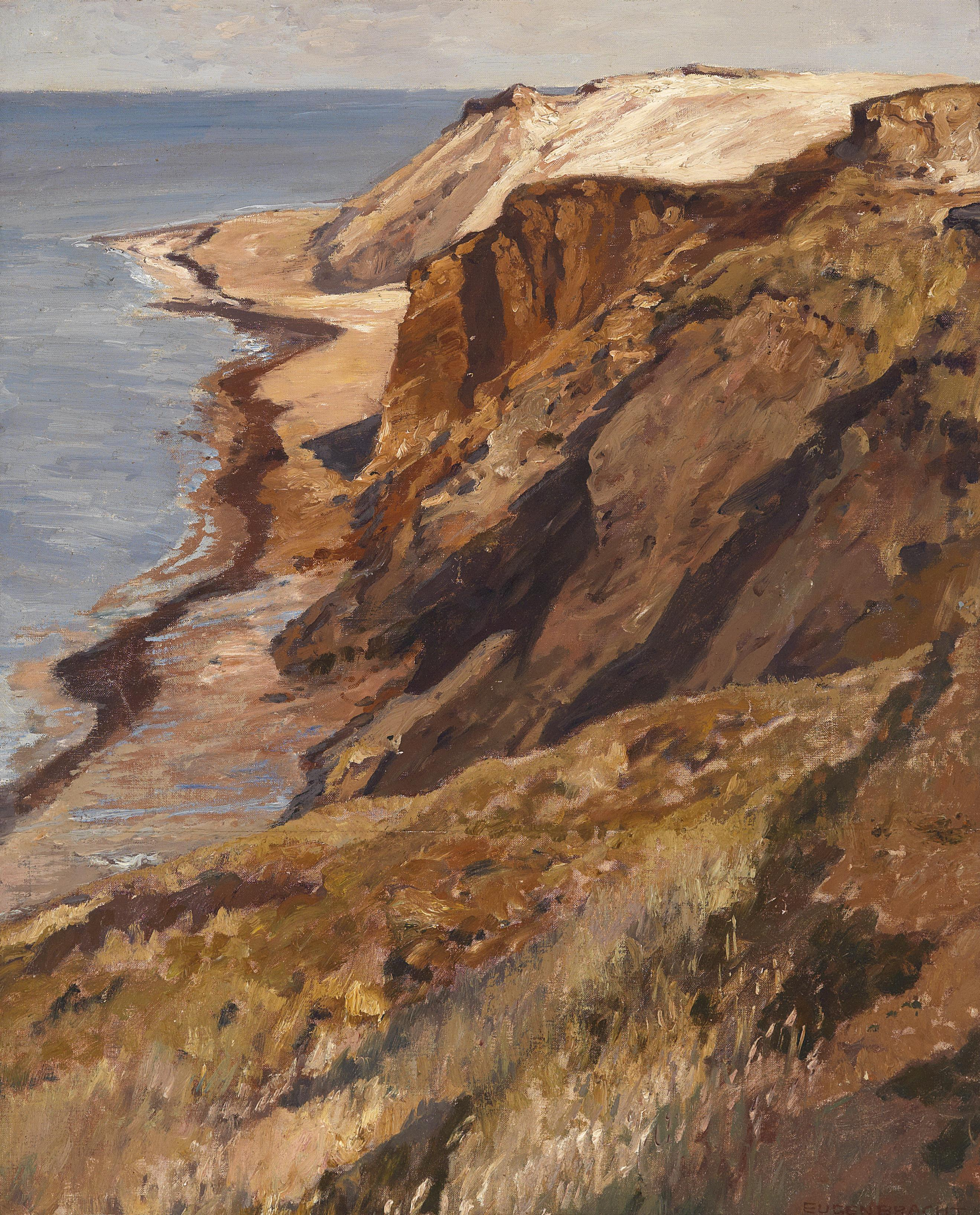
Eugen Bracht Küste auf Sylt (Morsum-Kliff), 1897, Öl auf Leinwand 61,5 cm × 50,5 cm
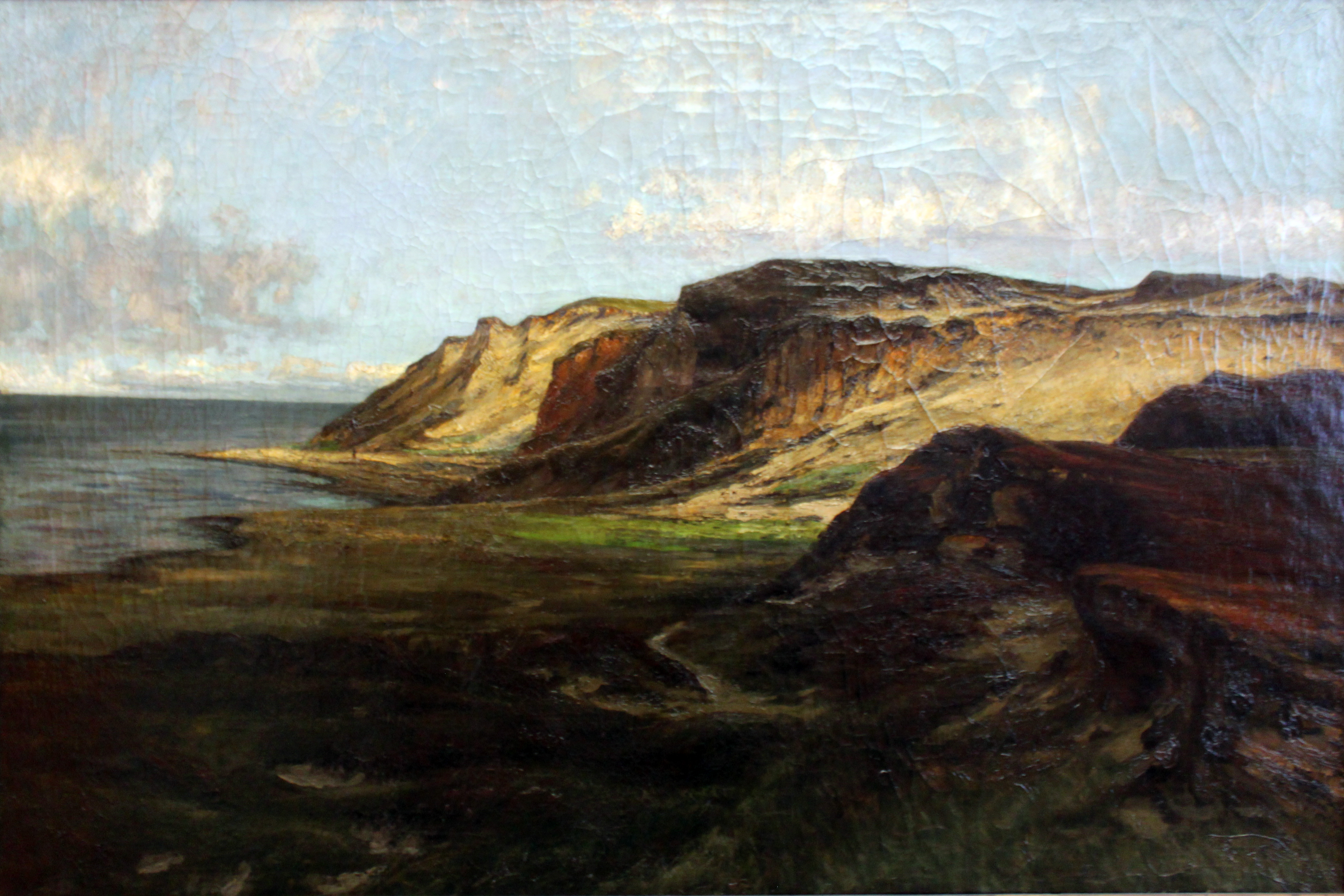
Hinrich Wrage Morsumkliff, Sylt, 1902, Öl auf Leinwand 115 cm × 220 cm, Museumsberg Flensburg
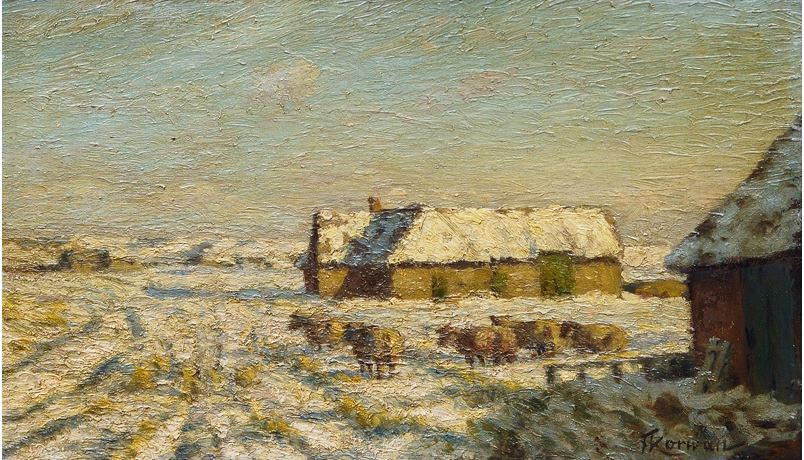
Franz Korwan Winter auf Sylt, Öl auf Holz 24 cm × 38 cm, ohne Jahr
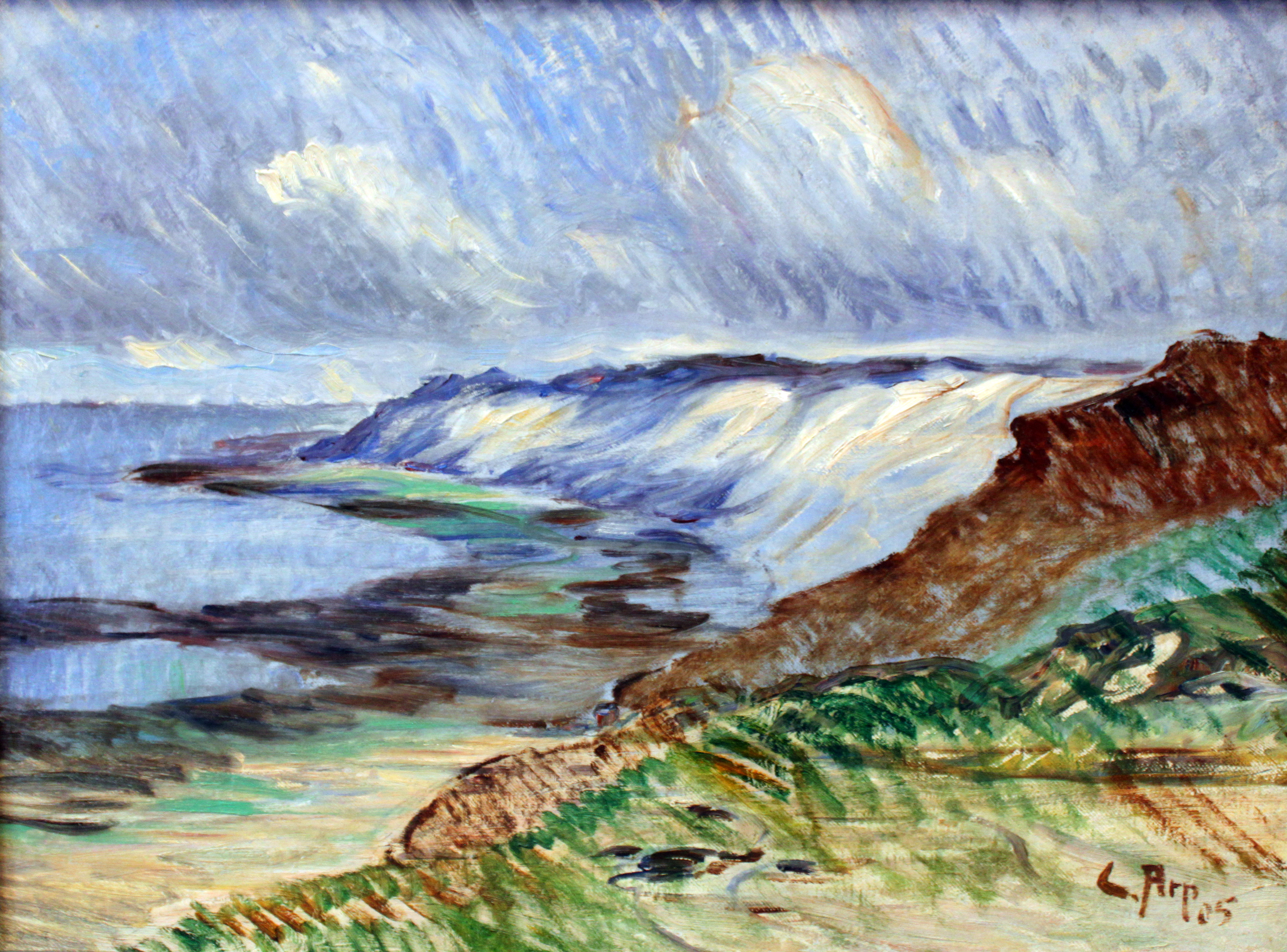
Carl Arp Küstenlandschaft auf Sylt (Morsumkliff) 1905, Öl auf Leinwand 47,5 cm × 59,5 cm, Museumsberg Flensburg
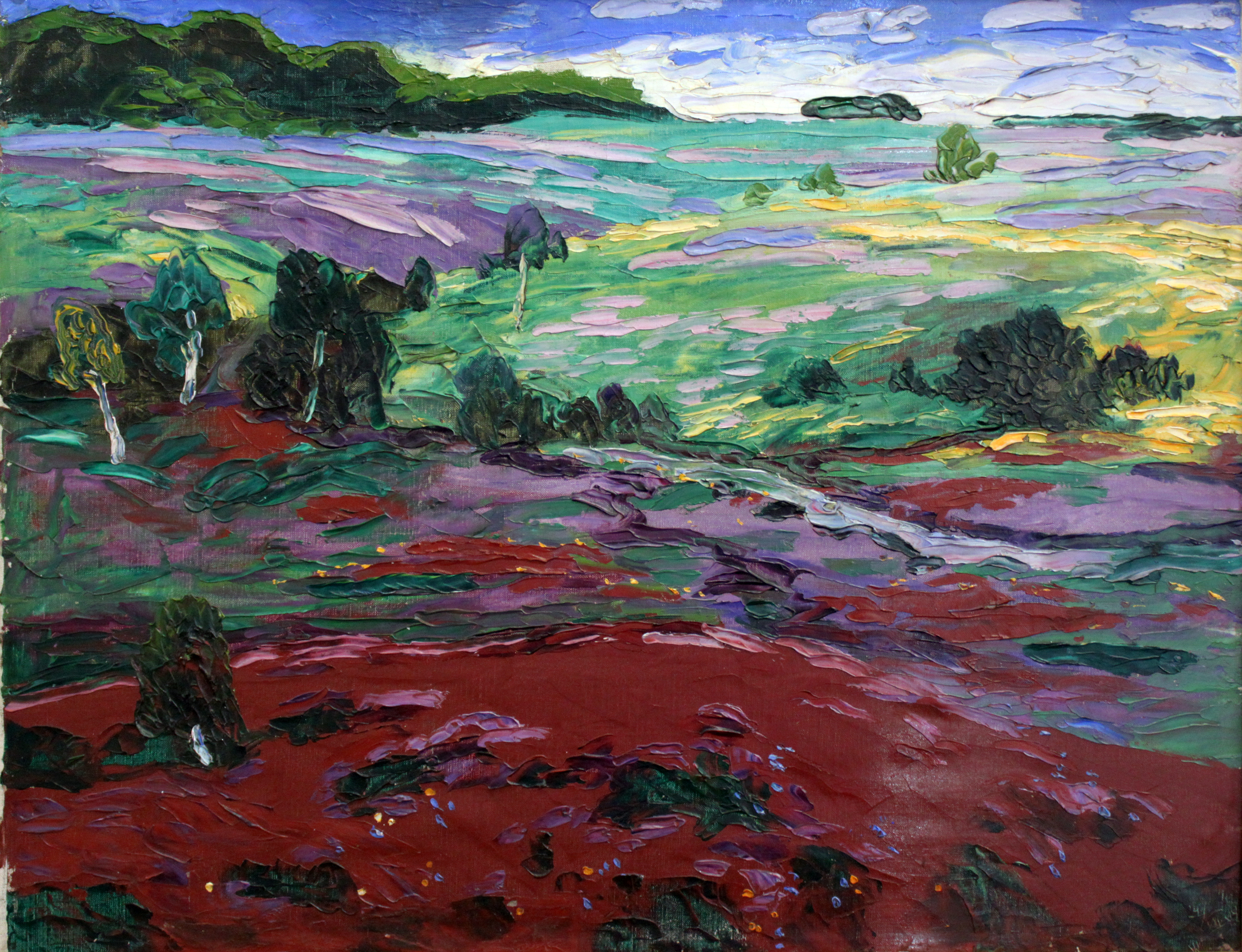
Wenzel Hablik Landschaft auf Sylt 1910, Öl auf Leinwand, Museumsberg Flensburg
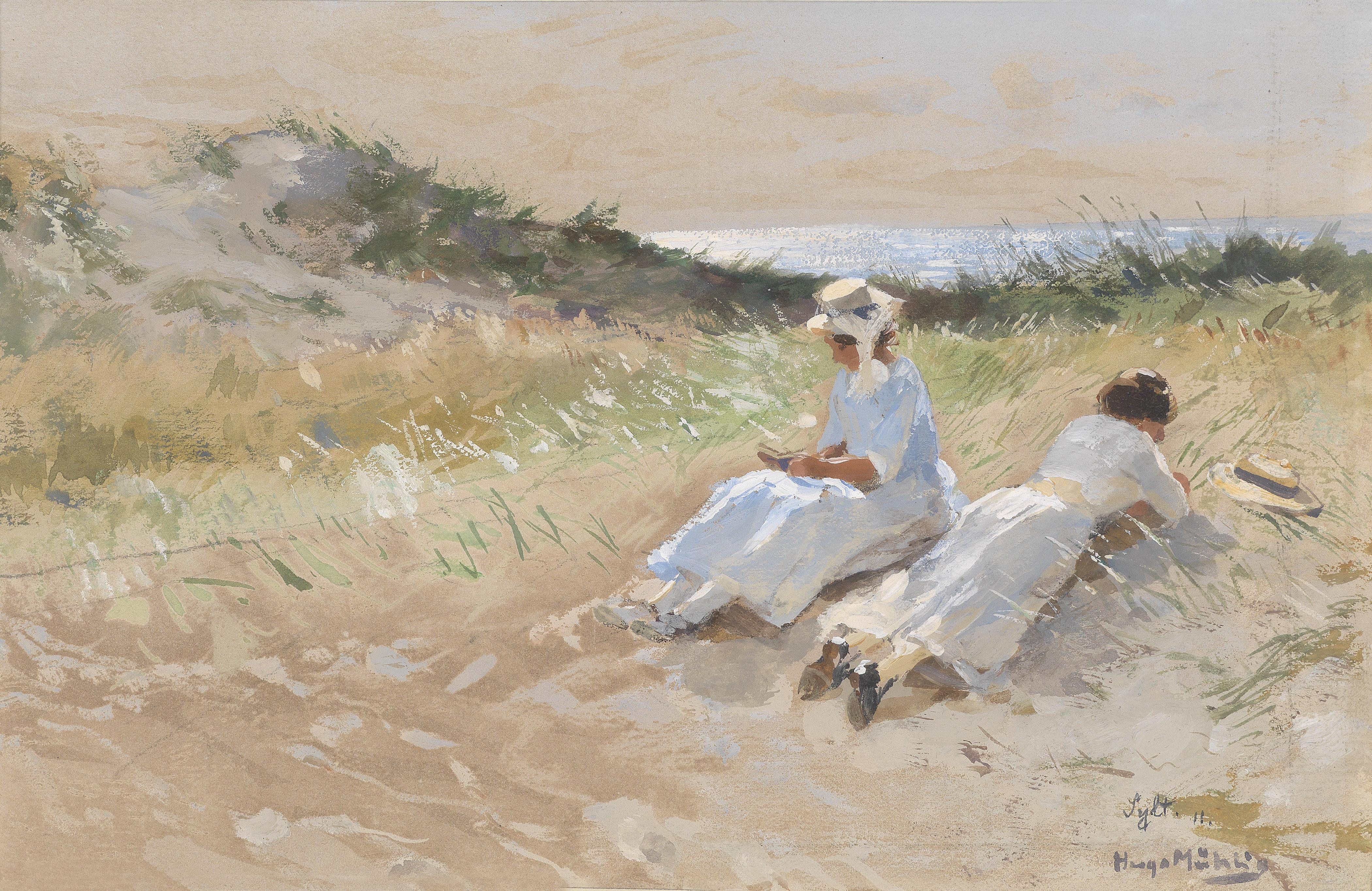
Hugo Mühlig, Partie auf Sylt, 1911, Mischtechnik auf Karton 11,5 cm × 18 cm
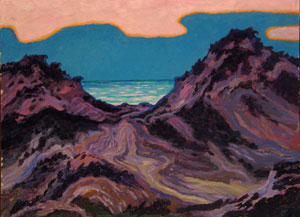
Wenzel Hablik Sylt Sonnenuntergang Dünen, 1912, Museumsberg Flensburg
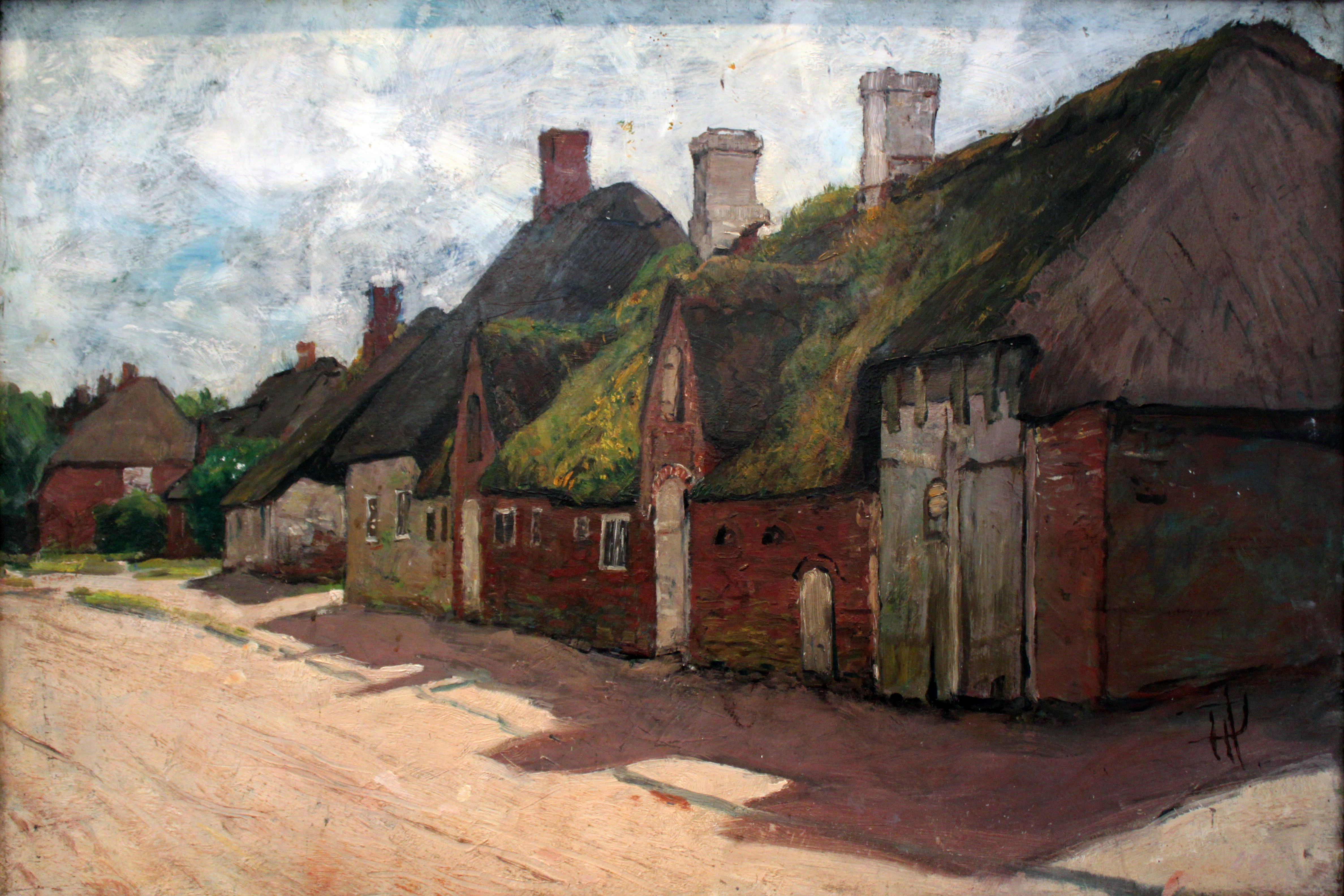
Hans Peter Feddersen Alte Häuser in Braderup, 1921, Öl auf Leinwand
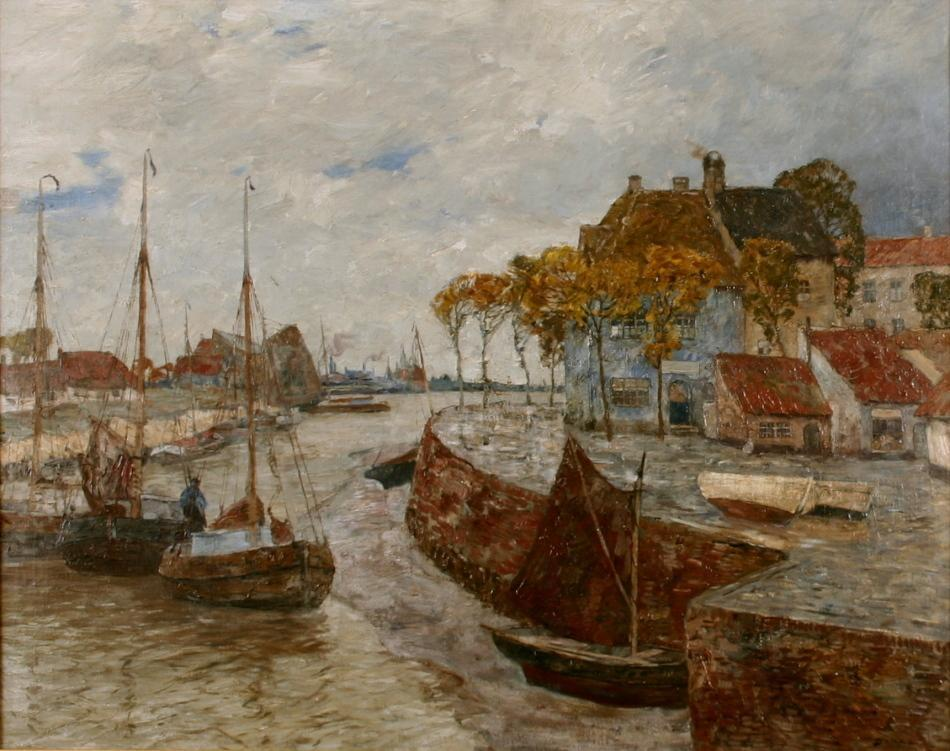
Andreas Dirks Munkmarschener Hafenansicht auf Sylt, 1922, Öl auf Leinwand
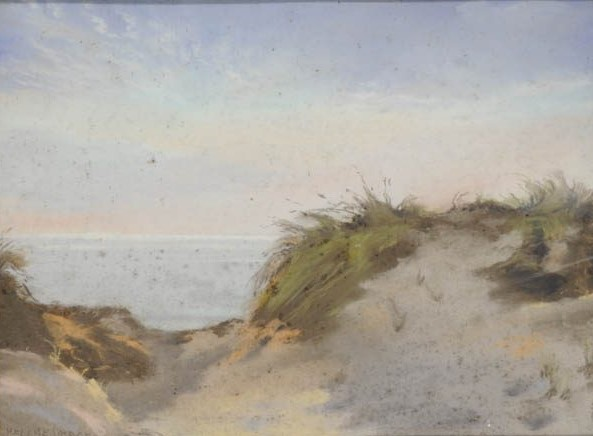
Helene Varges Düneneinschnitt, ohne Jahr, Pastell auf Papier 24 cm × 32 cm
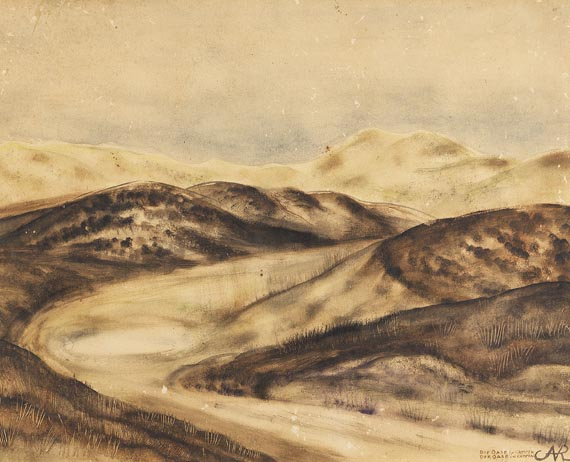
Anita Rée Die Oase in Kampen, 1932/33, Aquarell 39 cm × 49 cm
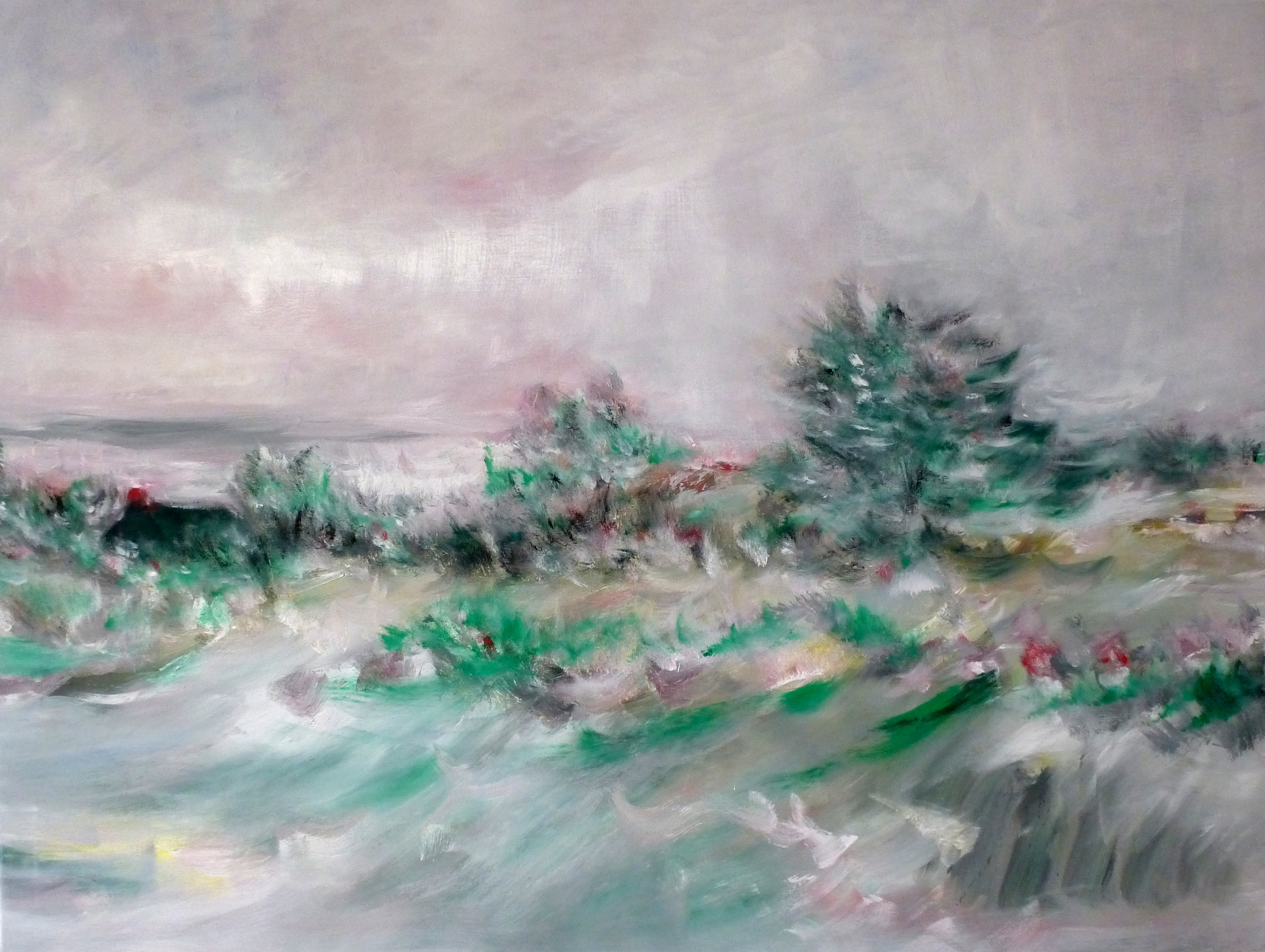
Ingo Kühl Haus am Watt, 2015, Öl auf Leinwand 150 cm × 200 cm, Privatbesitz

### Kunstwerke im öffentlichen Raum
Auf Sylt befinden sich zahlreiche frei zugängliche Kunstwerke, s. Liste von Kunstwerken im öffentlichen Raum auf Sylt. Die Spannweite reicht von eher unauffälligen Verschönerungen zu kontrovers diskutierten modernen Skulpturen, wobei letztere auf Sylt eher selten zu finden sind. Ein Beispiel für wohlwollende Rezeption ist die Wilhelmine, die nicht nur in der Wilhelmstraße, sondern auch auf zahlreichen Postkarten zu sehen ist. Ebenfalls häufig betrachtet werden die junge Frau, die Möwe und die Seerobbe, wie sie an der Strandpromenade in Westerland aufs Meer blicken und mehr Umweltschutz (S.O.S – Save Our Seas) anmahnen.
Doch die Verbindung zwischen Kunst und Natur entstehen besondere Erlebnisse. Ein herausragende Beispiel hierfür ist die Stiftung KUNST:RAUM SYLT QUELLE, die eine Sammlung von zeitgenössischen Kunstwerken unterhält. Ein ebenfalls beeindruckendes Beispiel war das Meertor im Avarius-Park, das wurde 2018 entfernt.

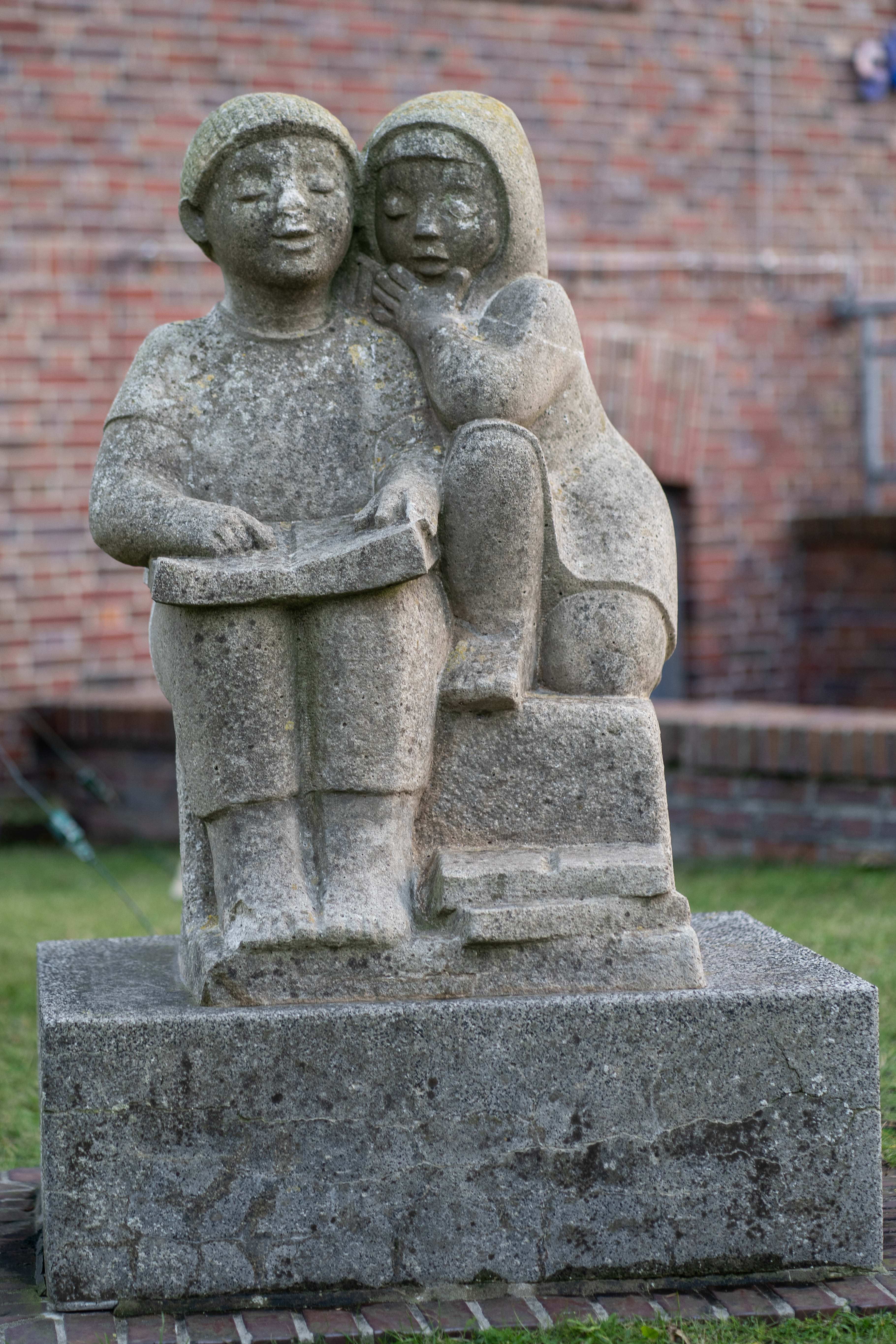
Lesende Kinder vor der Sankt Nicolai Schule.
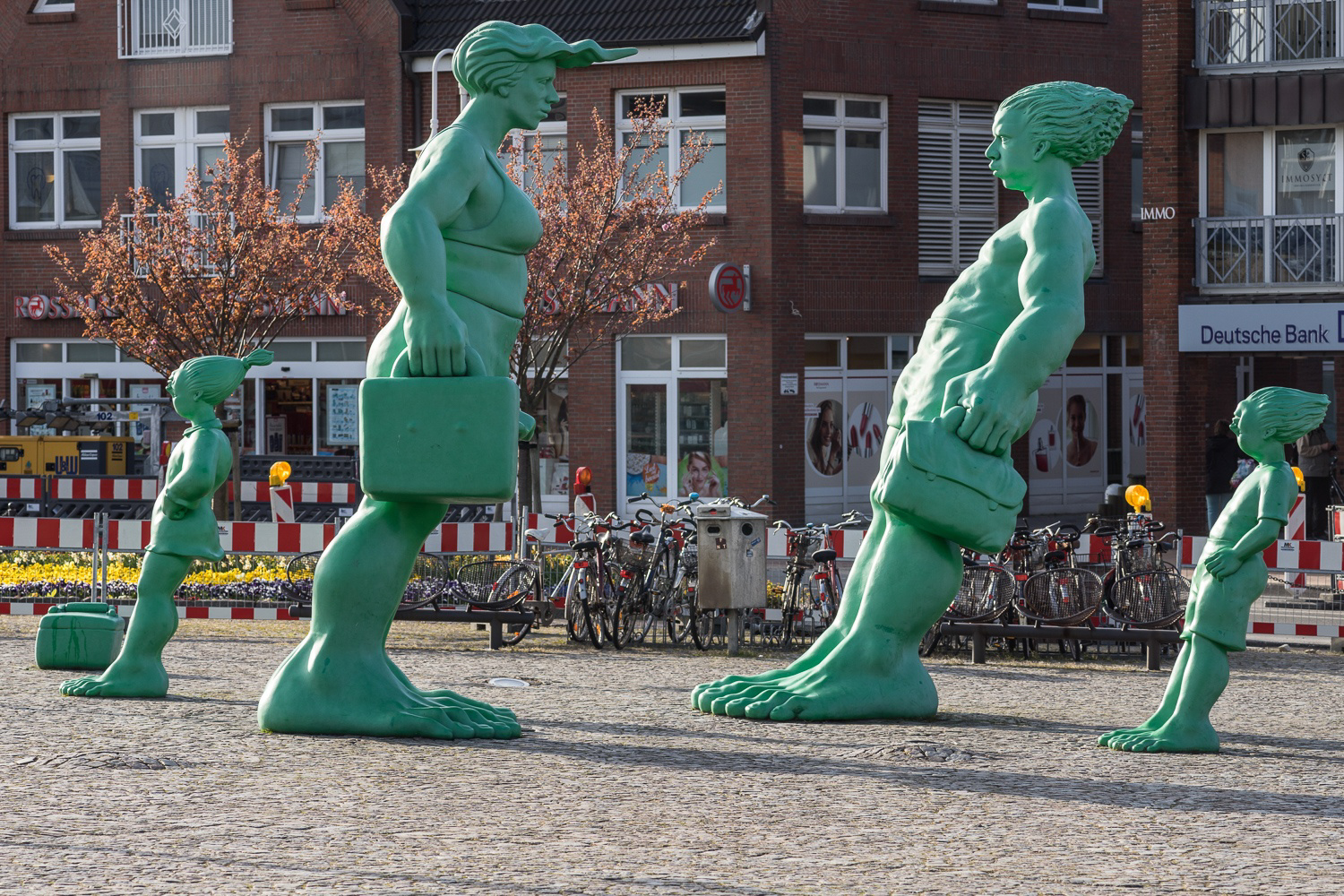
Die Reisenden Riesen im Wind von Martin Wolke begrüßen in Westerland die Touristen.
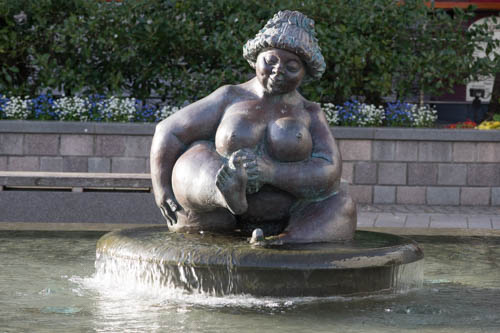
Wilhelmine badet seelenruhig dort, wo andere einkaufen: in der Wilhelmstraße.
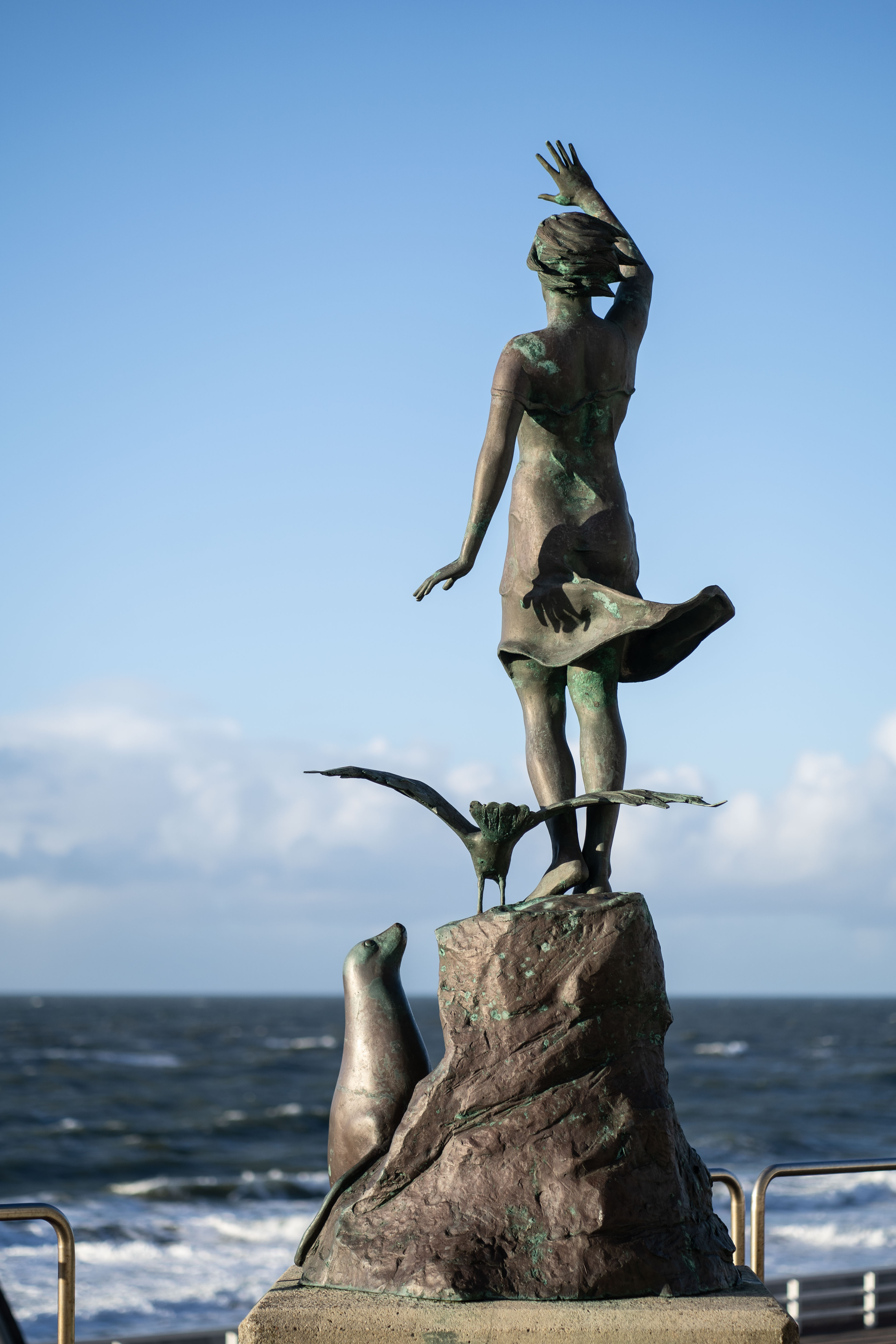
Die Bronze-Frau ist Sinnbild für die bedrohte Erde, die Möwe für die Luft und die Robbe für das Wasser. Gemeinsam fordern sie mehr Umweltschutz.
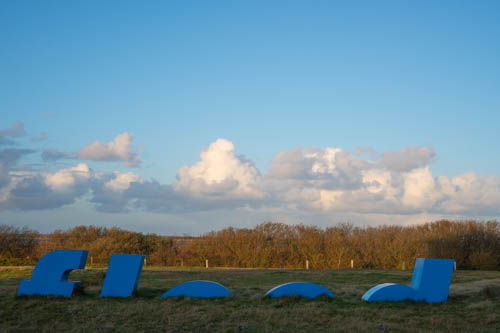
Im Kunst:raum (Sylter Quelle, Rantum) geht unter anderem die Flut unter…
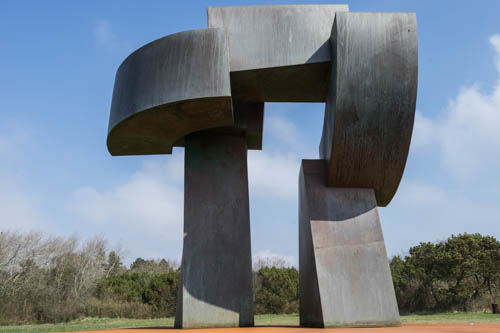
Ein prominentes Beispiel für abgebaute Kunst ist das Meertor von Jörg Plickat, das von 2011 bis 2018 im Avenarius-Park, Kampen aufgestellt war.
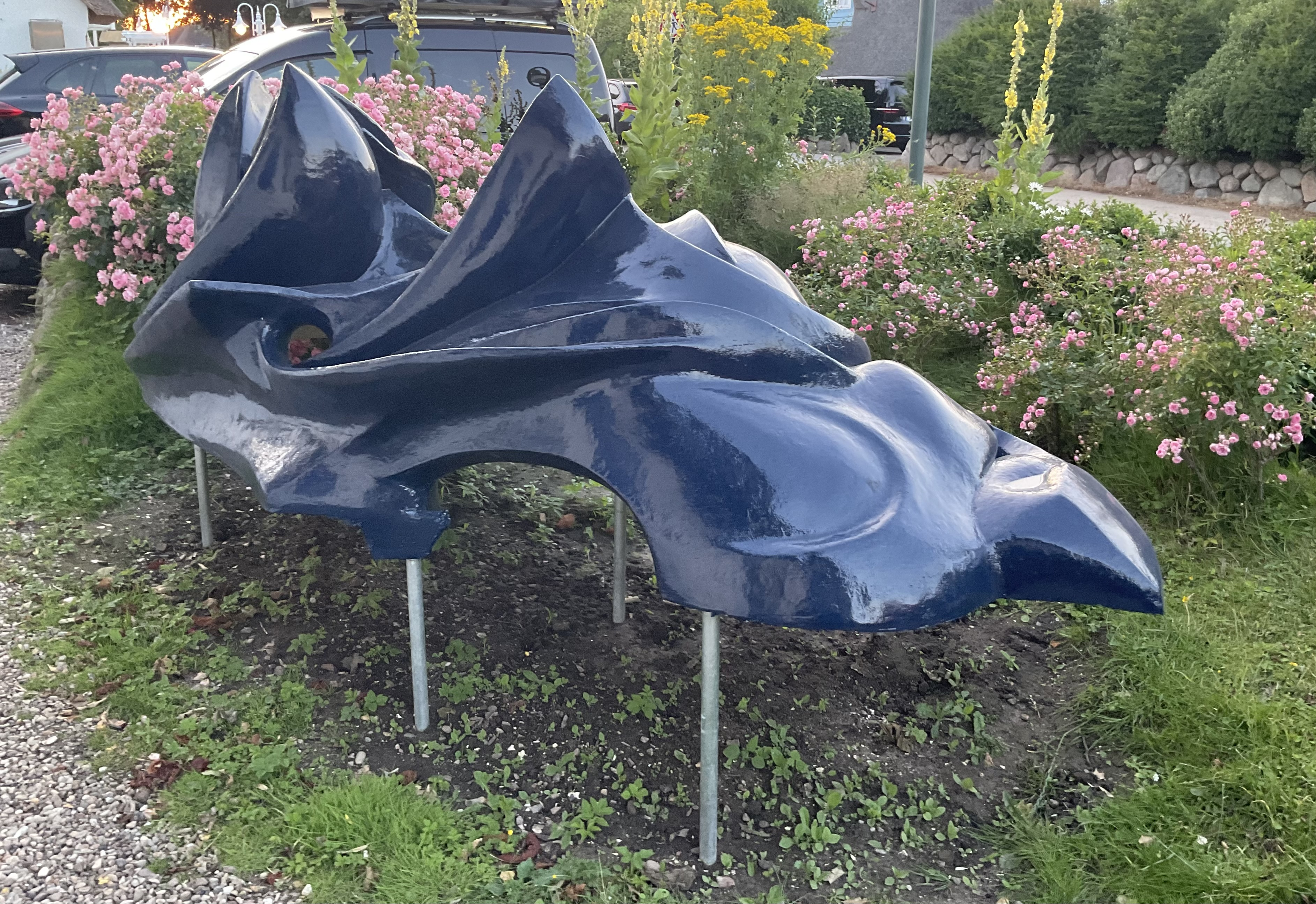
Die Architektur-Skulptur 2023 von Ingo Kühl ist von der Keitumer Süderstraße aus vor seinem Atelier in Keitum zu besichtigen.

### Weitere kulturelle Aspekte
Des Öfteren war Sylt Drehort für Spielfilme. So drehte schon Friedrich Wilhelm Murnau einen großen Teil der Außenaufnahmen seines frühen Stummfilmes Der Gang in die Nacht im August 1920 auf der Insel bei Kampen. Im Frühjahr 2009 drehte Roman Polański zahlreiche Außenaufnahmen zu seinem Hollywood-Film Der Ghostwriter in List und Munkmarsch. Die Filmreihe Nord Nord Mord des ZDF spielt auch auf der Insel.
Sylt weist vor allem in den Sommermonaten eine beachtliche Dichte an Künstlern, Galerien, Ausstellungen und Lesungen auf. Seit 2001 schreibt die Stiftung kunst:raum sylt quelle jährlich ein Literaturstipendium unter dem Namen Inselschreiber aus. Bewerben können sich deutschsprachige Schriftsteller, die bereits in Buchform publiziert haben.

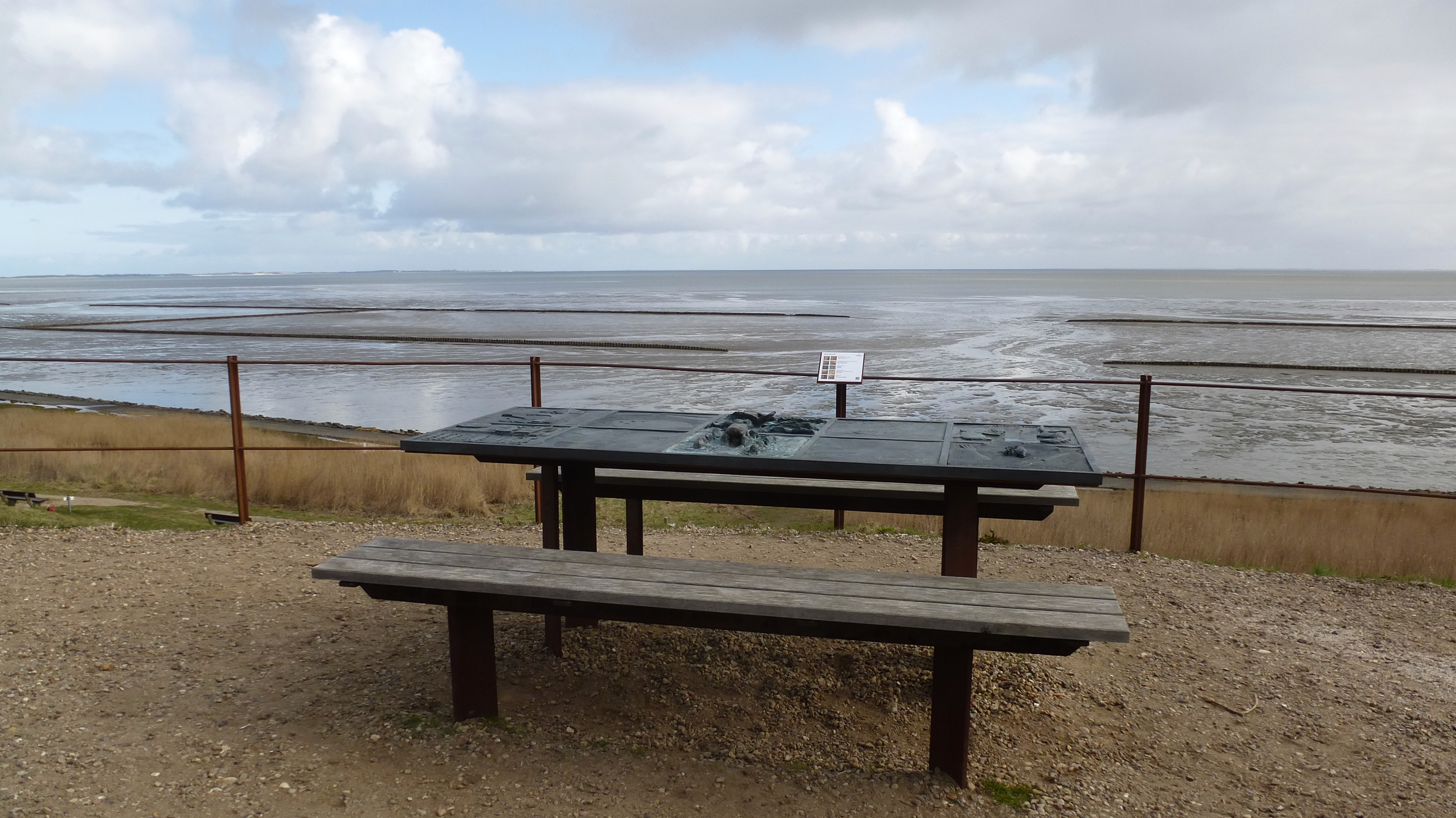
Tisch am Kliff in Keitum

Im Juni 2019 wurde das Kunstobjekt Tisch am Kliff am Sylt Museum am Grünen Kliff dauerhaft aufgestellt. Die Künstler Ingo Kühl, Hans Joachim Pohl, Edda Raspé, Walter vom Hove und Hans Jürgen Westphal gestalteten zum Thema 5000 Jahre Sylter Geschichte je zwei Bronzereliefs, die zu einer Tischplatte zusammengefügt wurden. Der Tisch lädt zum Verweilen mit Blick auf das Wattenmeer ein.